# Архитектура Византии

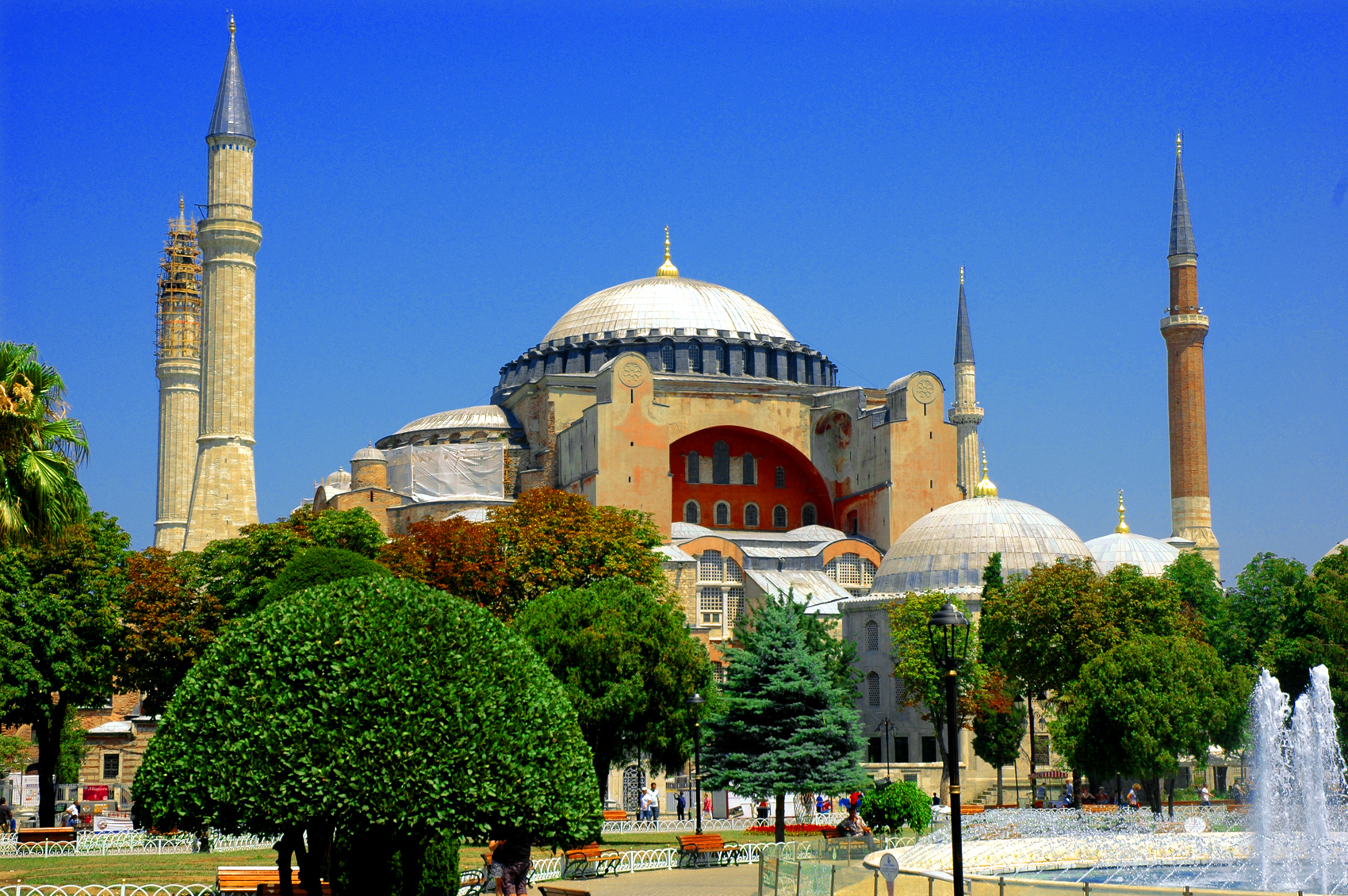
Собор Святой Софии — всемирно известный памятник византийского зодчества

Архитекту́ра Византи́и — совокупность традиций строительства и архитектуры в поздней Римской империи и в Византии в период с начала IV века по середину XV века. В качестве отдельных направлений исследования выделяют религиозную архитектуру Византии, византийскую фортификацию и гражданское строительство, включающее дворцы, общественные сооружения и частные дома. Также в рамках данной дисциплины изучают традиции строительного ремесла и декоративного искусства.
Церковная архитектура Византии привлекает к себе значительно большее внимание, чем светская. Этому способствовали как лучшая сохранность церковных памятников в силу исторических обстоятельств (многие храмы были преобразованы в мечети), так и их большая «артистичность». В начальный период византийская архитектура продолжала традиции позднеантичного мира. Заимствовав формы от античной архитектуры, византийское зодчество постепенно их видоизменяло и в течение V века выработало, преимущественно для храмоздательства, тип сооружений, по плану и всей конструктивной системе существенно отличающийся от типа древнехристианских базилик. Базиликальная система господствовала в IV—V веках в зодчестве Константинополя и Фессалоник, Пелопоннеса, Македонии, Малой Азии, Сирии и провинций Закавказья, пока не начала сменяться купольной. Задача создания символизирующего мироздание купольного храма была поставлена перед зодчими в начале VI века, и уже в первой половине столетия было создано его высшее воплощение — собор Святой Софии в Константинополе. В то же время базилика как форма монументальной архитектуры, благодаря своей вместительности и простоте постройки, не утратила актуальности и сохранила свои позиции в Сирии, островной и материковой Греции и в Крыму. В период «Тёмных веков», обычно датируемый серединой VII века — серединой IX века, экономические и политические трудности привели к уменьшению масштаба церковного строительства. Продолжающиеся литургические изменения привели к смещению купола в центр храма и созданию центрально-купольной системы, доминированию крестово-купольного храма как её основной разновидности. В средний и поздний периоды истории Византии появилось множество других, в том числе региональных, типов храмов.
Архитектура частных домов широко варьируется в зависимости от эпохи и региона. Для периода до VII века характерны античные планировки с перистилями и портиками. Большая часть сохранившихся жилых зданий относится к сельской местности, где преобладали более простые формы. В средний и поздний периоды были населены пещерные поселения Каппадокии. Поскольку жилые дома византийцев плохо сохранились, сложно сделать относительно них общие выводы. Можно предполагать, что средне- и поздневизантийские города застраивались без генерального плана. Хотя известно множество исключений, обычные дома были невысокого качества, с маленькими комнатами неправильной формы. Основным строительным материалом стен являлись обломки сооружений предшествующих эпох (сполии). Памятники византийской фортификации представлены городскими стенами, крупными крепостями (кастронами) и мелкими фортами.
Архитектурных и строительных руководств византийской эпохи не сохранилось. Считается, что в своей практической деятельности византийцы опирались на наработки архитекторов Древнего Рима. К настоящему времени не выявлены чёткие закономерности византийской архитектурной морфологии, и каждое здание интерпретируется в контексте своих индивидуальных особенностей. Несмотря на то, что накоплен огромный объём археологических данных, не разработано универсальной типологии конструктивных и декоративных архитектурных элементов зданий.

## Подходы к изучению византийской архитектуры

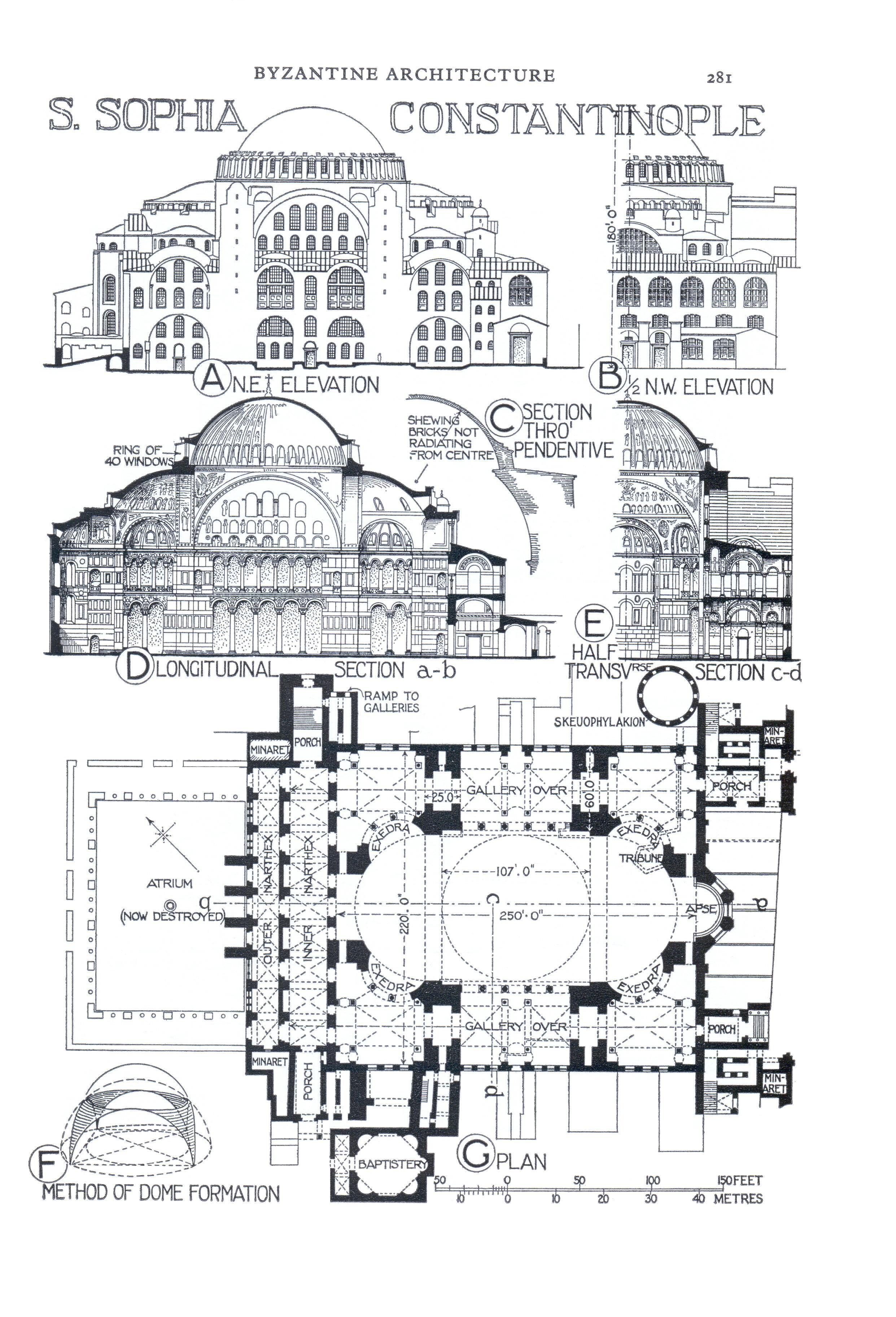
Схемы собора Святой Софии в Константинополе из «Истории архитектуры» Флетчер, Банистер (младший) (1946)

Британский византинист Кирилл Манго выделяет четыре подхода к пониманию византийской архитектуры. В рамках типологического подхода памятники классифицируются на основе некоторого набора формальных критериев, таких как планировка, используемые материалы, декоративные элементы. В рамках данного подхода в качестве важной характеристики постулируется существование географических «школ» (константинопольской, греческой, восточной и других), а развитие византийской архитектуры понимается как «борьба» между идущими из разных регионов тенденциями. Он доминировал до 1940-х годов, и основные работы в этой парадигме созданы Йозефом Стшиговским, Габриэлем Милле («L'École grecque dans l’architecture byzantin», 1916) и Жаном Эберсольтом («Monuments d’architecture byzantine», 1934). Характерной чертой константинопольской школы называют её направленность на возвеличивание власти императора через организацию помпезных массовых богослужений. Согласно Милле, главными составляющими константинопольской архитектурной парадигмы, в которую включались также храмы Салоник, большей части центральных Балкан и северо-востока Малой Азии, были преобладание сложного варианта крестово-купольного типа, наличие трёх апсид, пятиглавие, архитектурная декорация.
Типологический подход применялся как для анализа архитектурных форм, так и отдельных строительных технологий, например, конструирования сводов. Советский историк архитектуры Н. И. Брунов характерной чертой «восточной» школы называл тенденцию к недифференцированным формам, что для базилик означало вырождение многонефности в единое внутреннее пространство. По его мнению, отношения «константинопольской» и «восточной» школ происходили в постоянной борьбе и взаимном столкновении интересов, с одной стороны, провинциальных помещиков и феодалов и центрального бюрократического аппарата, с другой. В современной византинистике сложилось представление, что типологический подход может мало что сказать о первоначальном контексте сооружения или служить надёжным способом его датировки. По мнению Манго, существенного обоснования у такого подхода нет, и с бо́льшим основанием можно говорить об интернациональном характере раннехристианской архитектуры, нежели региональном. Символическая парадигма, основным сторонником которой был американский искусствовед Эрл Балдуин Смит, сосредоточена на углублении понимания дополнительных смыслов сооружений, который в них вкладывали византийцы: понимании церкви как космоса, купола как неба и т. д. Проблема такого подхода, как отмечает Манго, в том, что он не даёт дополнительной перспективы и не расширяет возможности для исследований.
Промежуточное положение занимает функциональный подход, примерами которого являются работы Андрея Грабара о мартириях («Martyrium», 1946) и Жана Лассуса о сирийских храмах («Sanctuaires chrétiens de Syrie», 1947). Признавая обоснованность типологического деления, следующие функциональной парадигме исследователи уделяют внимание назначению сооружений, что даёт дополнительные возможности для классификации и выявления типологической преемственности архитектурных форм разных эпох. Особое внимание уделяется изучению развития литургии, её региональным особенностям. В теории Грабара мартирии являются формальным архитектурным архетипом для купольных византийских храмов. Расширившись и видоизменившись в V—VI для соответствия новым условиям, мартирии сохранили центральное положение для алтаря и христианских реликвий. С другой стороны, как отмечает итальянский археолог В. Руджери (Vincenzo Ruggieri), не удаётся установить однозначное соответствие между изменениями в литургии и архитектуре. Так, в период «Тёмных веков», когда провинциальные города значительно уменьшились в размере, уменьшились и храмы в них, а некоторые структурные элементы исчезли, при том что литургия осталась той же, что и в более ранний период. Не даёт функциональный подход надёжных ориентиров и для более поздних периодов. Так, например, один из вариантов крестово-купольного храма «афонский триконх» можно рассматривать и в функциональном ключе в его отношении к монастырскому богослужению, так и как явление, характерное для своего региона. Наконец, социально-экономический подход, выросший из работ Жоржа Чаленко о древних поселениях Северной Сирии, ещё более расширяет совокупность принимаемых во внимание факторов. Помимо «широких» концепций, сохраняет актуальность детальное рассмотрение отдельных памятников.

## Византийская архитектура по назначению

### Религиозная архитектура

#### Развитие базиликальной системы

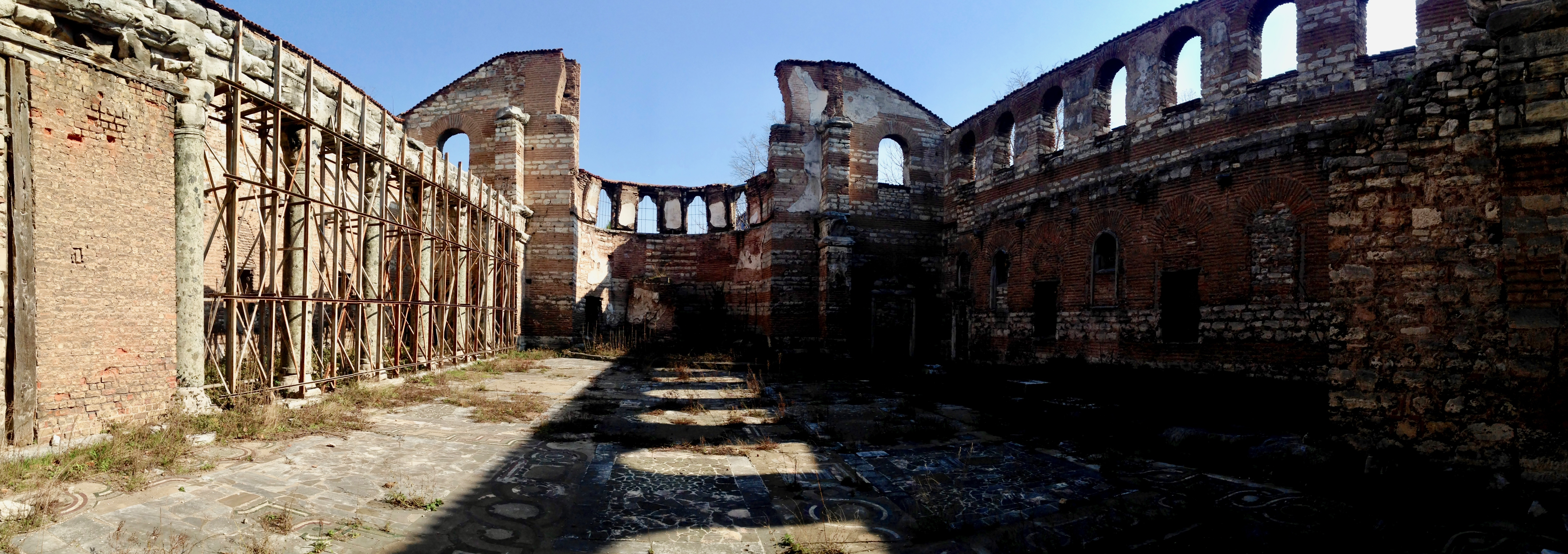
Базилика святого Иоанна в Студийском монастыре, старейшая из сохранившихся в Константинополе, первая половина V века. Несмотря на плохую сохранность, хорошо различимы основные элементы базилики

Как правило, начало византийской архитектуры не отделяют от архитектуры раннехристианской. Перенесение Константином Великим резиденции римских императоров в Византий с последующим разделением Римской империи на две части и обособлением Востока от Запада составляет одно из важнейших событий всемирной истории вообще и истории искусства в частности. После признания христианства Константин начал покровительствовать строительству церквей, своим величием способных конкурировать с языческими храмами. В крупных городах, прежде всего в Риме, начали возводить базилики, способные вмещать тысячи верующих. В римской архитектуре базилики использовались как места собраний, рынки и суды (basilica forensis). В качестве церквей базилики сохранили прямоугольную в плане форму с разделением на несколько обособленных колоннами нефов, но приобрели также новые элементы — боковые приделы, нартекс, пастофорий и апсиды. Тип крыши мог быть различным, но, как правило, использовались деревянные стропильные конструкции. Сакрализации церковного пространства на начальном этапе ещё не произошло, базилики оставались прежде всего местом встречи верующих, но контраст с языческими святилищами, действовавшими на открытом пространстве, уже возник. Архитектура первых веков существования Византии продолжала античные традиции с учётом новых тенденций, связанных с распространением христианства. Главными её чертами стало строительство церквей базиликального типа, мартириев, баптистериев и мавзолеев. Планировка новых сакральных сооружений обуславливалась их символизмом и литургическими функциями. Одновременно происходила общая христианизация облика городов, однако о светской ранневизантийской архитектуре известно гораздо хуже, чем о церковной, в силу её недостаточной сохранности. Из построек Константинополя IV века практически ничего не сохранилось, но первая церковь Апостолов стала образцом для построенных в последующие десятилетия храмов Милана, Равенны, Эфеса, Антиохии и других городов империи. Тогда же начала складываться структура дворцового ансамбля, и были построены первые городские стены. Прообразом мартириев Палестины стала ротонда Анастасиса, одна из частей храма Гроба Господня в Иерусалиме. Такие центрические сооружения, круглые или многоугольные в плане и с колоннадами, возводились в Святой Земле до конца V века.

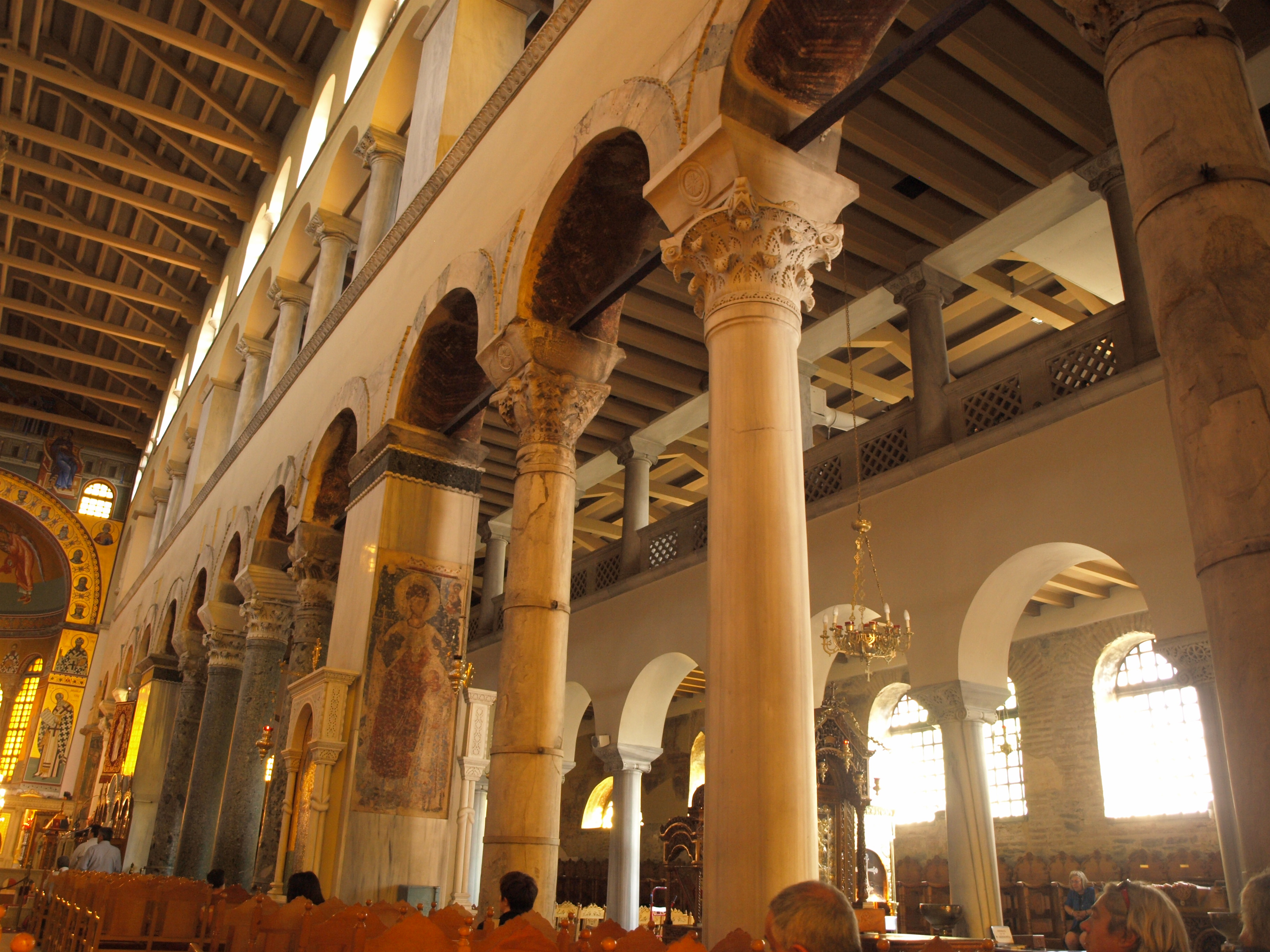
Интерьер базилики Святого Димитрия в Салониках, V век

Период поиска новых архитектурных форм, по оценке американского историка искусства Ричарда Краутхаймера, завершился к 380 году с затуханием религиозных споров и утверждением христианства в качестве государственной религии. Сложные планировки мартириев и церквей константиновской эпохи уступили место стандартным приходским базиликам. При множественности общих характеристик местные литургические особенности определяли назначение отдельных частей церкви, её планировку и отдельные технические решения. Наиболее единообразными оказались церкви Рима, где доминировал тип трёхнефной сильно вытянутой с запада на восток базилики. Часто базилике предшествовал атриум, один или два нартекса. Архитектурный ансамбль церкви дополняли мартирий и баптистерий, которые также выглядели стандартно. Для баптистериев стала характерна восьмиугольная форма. В Северной Африке базилики строили по тому же типу, что и в Риме, но с некоторыми особенностями: апсиду располагали выше уровня основного помещения и отделяли от него колоннадой, а алтарь выносился в пространство центрального нефа. Хотя африканские базилики были короче римских, среди них встречались огромные комплексы: семинефная базилика в Типасе (середина V века), монастырский ансамбль Тебесса (IV—VI века), грандиозный комплекс базилики Дамус Эль Каита (IV век).
Хронология развития раннехристианской архитектуры в Египте всё ещё плохо изучена, и построек, достоверно датируемых IV веком, немного. Так, Большая базилика в Абу-Мине, создание которой коптские источники относят к царствованию Аркадия (395—408), по современным археологическим данным была построена в конце V века. Тем не менее, как отмечает современный немецкий археолог Петер Гроссманн, ситуация проясняется, и уже можно проследить основные тенденции развития египетской архитектуры. Для Египта были характерны ориентированные с востока на запад трёх- и пятинефные базилики. Апсида располагалась на востоке, однако в провинциальных церквях, которые преимущественно являются объектом изучения, они зачастую плохо проработаны. С обеих сторон апсиды располагались пастофории. Особенностью базилик Фиваиды является наличие амбулатория — образованной пересечением боковых приделов прямоугольной открытой галереи в центре храма; таков, например, юго-восточный храм в Келлисе (оазис Дахла). Находящийся в западной части храма проход («возвратный неф») занимали миряне, а восточный объединялся с алтарной частью и отделялся от остального нефа низкими простенками. В некоторых ранних крупных пятинефных базиликах центральное пространство дополнительно разделялось на три придела, что объясняется недостатком длинных брёвен для перекрытия крыши. В более поздних постройках такая примитивная конструкция крыши уступила место треугольным стропильным конструкциям. Церкви подобного типа возводили в Верхнем Египте вплоть до VII века. Среди них примечательна церковь монастыря Анба Бешой в Сохаге, где восточная колоннада значительно расширена и оформлена в виде примитивной триумфальной арки. В Нижнем Египте позднеантичные храмы сохранились только в прибрежном регионе Средиземного моря. Южный тип церквей с амбулаторием на севере Египта представлен, в частности, базиликами Пелузия и Северной базиликой Абу-Мины.

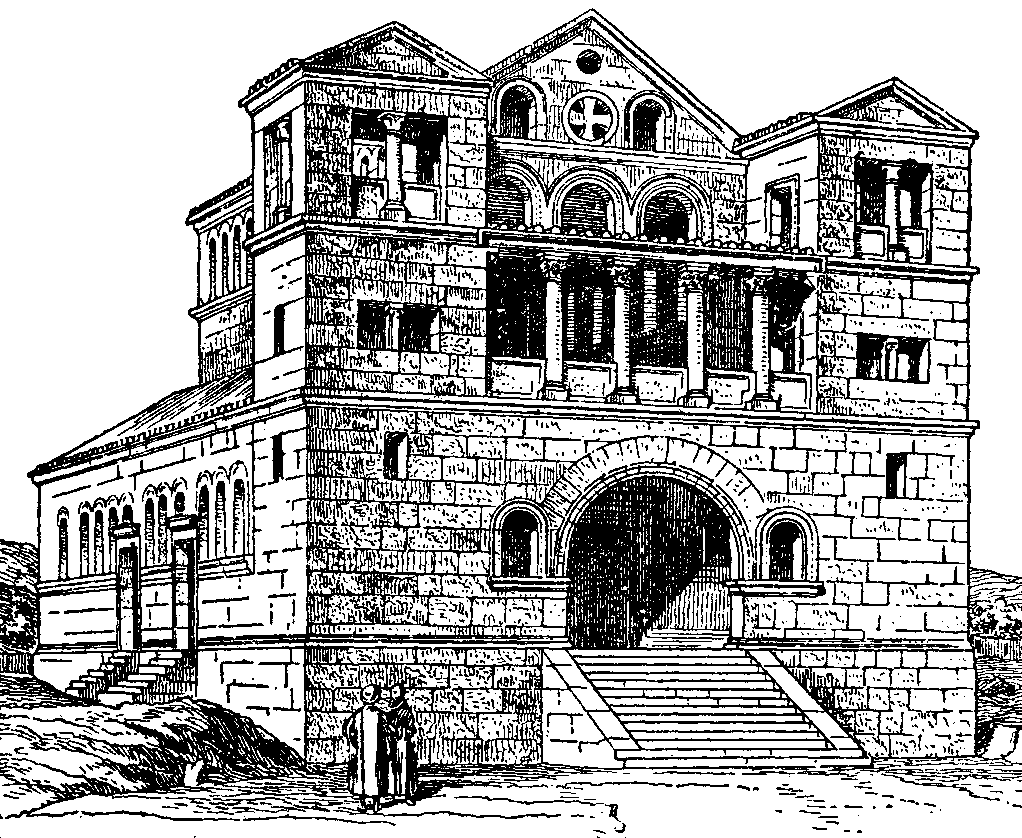
Базилика в Турманин, северная Сирия

В противоположном базиликальному направлению развивалась архитектура Месопотамии с её латитудинальными (вытянутыми в ширину) церквями. Такие храмы состояли из широкого главного помещения для молящихся, к которому примыкает со стороны входа открытый портик, а с противоположной стороны — алтарь в центре и два дополнительных помещения по сторонам. Благодаря толстым наружным и внутренним стенам храмы производят впечатление пещеры. Особая по стилю архитектура сложилась во внутренних районах Сирии. В небольших по размерам, коротких базиликах опорами служили колонны или столбы. Атриум отсутствовал, а входы в базилику чаще всего располагались на южном фасаде. В центральном нефе размещались экседры, в которых священники проводили литургии катехуменов. Общая трёхнефная композиция с апсидой в центре сохраняется, но разделяющие нефы колоннады, как правило, заменены низкими и массивными столбами. Арки между столбами большие, перекрытие осталось деревянным. А. И. Комеч отмечает странность пропорций сирийских храмов, «удивительный вкус к композиции из упрощённых геометрических объёмов», проявленный их строителями. Одним из лучших образов сирийской архитектуры считается крестообразный монастырь Калъат-Симъан (480—490 годы), каждый из рукавов которого представляет трёхнефную базилику, а центральное ядро — восьмигранный мартирий Симеона Столпника со столпом в центре. Под влиянием сирийской архитектуры были построены небольшие приземистые церкви малоазийского нагорья, в Каппадокии и Бинбиркилисе. На территории Греции интенсивное церковное строительство, в силу сохранявшихся языческих традиций, началось сравнительно поздно. В середине V века там получили распространение трёхнефные базилики с атриумом, нартексами и полукруглой апсидой. К торцам нартекса примыкали симметричные прямоугольные помещения, одно из которых служило диаконником. Центральный неф отделялся от боковых парапетами, что связано со спецификой богослужения: в центральной части находились священнослужители, а молящиеся помещались по бокам. К прочим особенностям греческих базилик относят большую ширину центральных нефов, их хорошую освещённость окнами, идущими над аркадами второго яруса, сложные и обширные трансепты.

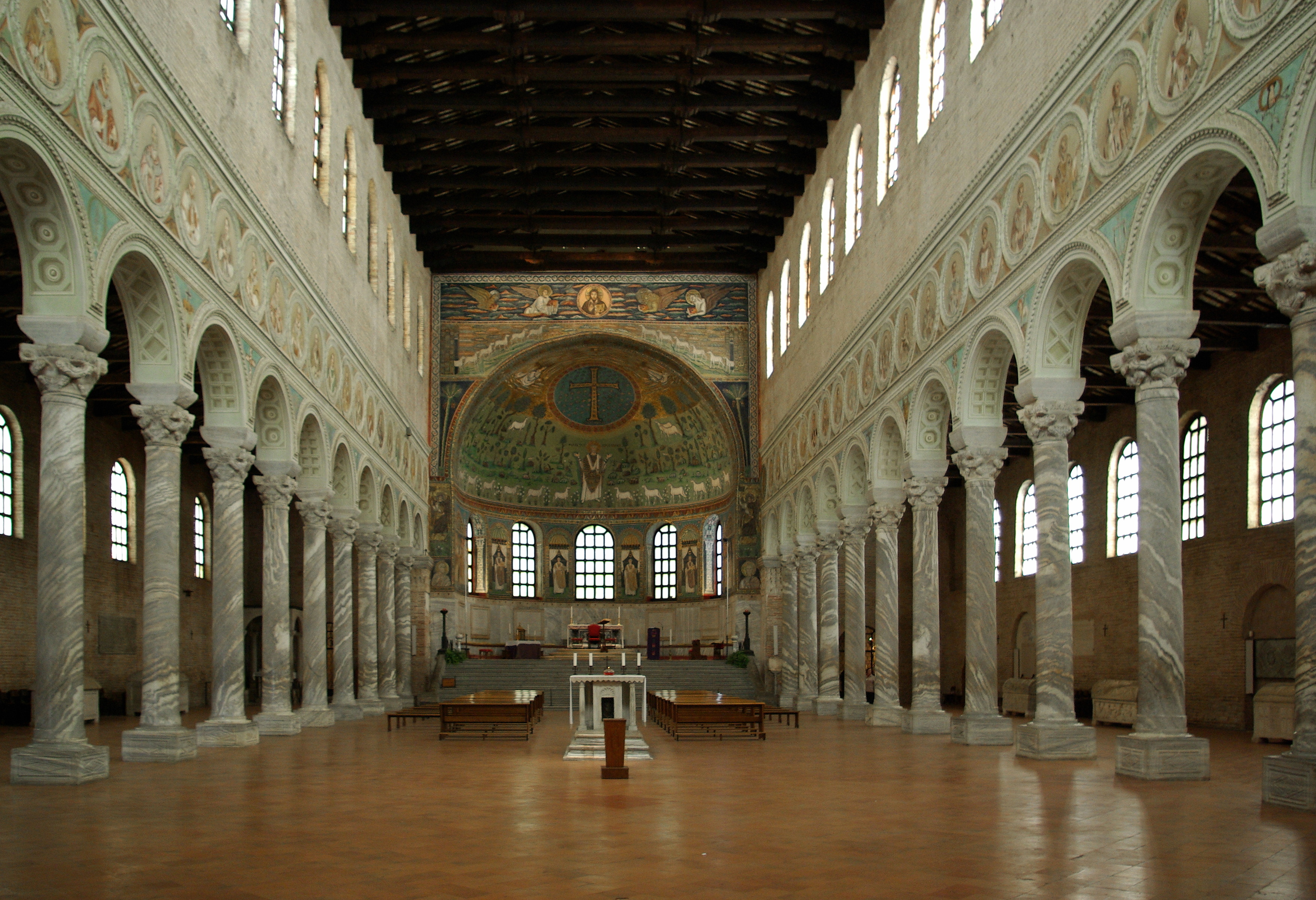
Центральный неф базилики Сант-Аполлинаре-ин-Классе, Равенна

Мало известно об архитектуре Эгейского побережья и Константинополя до середины V века. Одна из старейших сохранившихся в регионе, базилика Ахиропиитос в Салониках (ок. 470 года) выглядит просто, однако сохранившийся фасад указывает, что внешний нартекс (exonarthex, экзонартекс) ограничивали небольшие башни, придавая необычность силуэту церкви. Две двери в задней стене внешнего нартекса вели во внутренний нартекс (esonarthex, эзонартекс), который, в свою очередь, через тройную арку открывался в неф. Последний находился в фокусе всей архитектурной композиции, отвечая литургическим традициям Константинополя, согласно которым центральный неф и алтарь отводились духовенству. В результате пастве оставалось место только в боковых приделах, эзонартексе и на верхних галереях. Такая схема могла уточняться исходя из местных традиций и условий: добавлялись помещения со стороны экзонартекса, могли отсутствовать галереи, по финансовым соображениям упрощался внутренний декор. Из церковных построек V века в столице сохранилась лишь базилика Студийского монастыря, недлинное трёхнефное сооружение, которому предшествовал окружённый портиками квадратный атриум. Перекрытый плоским потолком центральный неф был, скорее всего, темнее боковых, поскольку не было верхнего ряда световых проёмов. Из церквей такого же типа сохранилась только ещё Халкопратийская церковь, ещё несколько известно по описаниям, однако, как предполагает Р. Краутхаймер, ориентиром могут служить другие памятники эгейского региона, при строительстве которых следовали столичным образцам. Моделью для базилик восточного Средиземноморья Краутхаймер называет 85-метровую церковь Богородицы в Эфесе.
После резкого спада объёма строительных работ на территории Греции в III—IV века масштабное строительство возобновилось в V—VI веках. Обнаружено большое количество базилик того времени, однако сохранность их плохая. Подавляющее большинство из них являются укороченными трёхнефными с соотношением сторон 2:3, хотя встречаются и очень вытянутые — длина базилики в Лехеоне составляет 186 метров. Согласно А. Л. Якобсону, особенность раннесредневековых базилик Греции составляет наличие хоров, занимающих галереи второго яруса боковых нефов. По В. М. Полевому, основным типом греческих базилик является «эллинистический» тип без трансепта с деревянным перекрытием. Двенадцать особенностей греческих базилик приводит французский византинист П. Лемерль. Существенные композиционные особенности имеют базилики с Т-образным трансептом, выступающим за пределы южного и северного нефов. Такой трансепт расширяет пространство для литургии, архитектурно подчёркивая тем самым центр богослужения. Развитием базилик данного типа был вариант с куполом на пересечении трансепта и среднего нефа. Судя по хрупкости сохранившихся опор, купол мог быть только деревянным.
Постепенно развивался собственный архитектурный стиль в находящейся на границе Восточной и Западной частей Римской империи Равенне. Первые базилики в начале V века следовали традициям Милана (Санта-Кроче, Сан-Джованни-Эванджелиста), а оригинальные постройки начали возводить только к концу века. Первый вариант неоднократно перестраивавшейся базилики Святой Агаты появился около 470 года, два десятилетия спустя по приказу короля остготов Теодориха Великого была возведена Сант-Аполлинаре-Нуово. Их планировка и использованные технические решения уже скорее эгейского типа. Отсутствие купола в них объясняется, видимо, новизной данной технологии. Прекрасно сохранившаяся трёхнефная базилика Сант-Аполлинаре-ин-Классе второй четверти VI века не имеет никаких центрирующих элементов и выглядит уже для своего времени старомодно.
Плохо сохранилась раннехристианская архитектура Кипра, что связывают с частыми землетрясениями в древности и действиями арабских завоевателей. Датируемая V веком епископальная базилика в Курионе сильно разрушена. Её планировка тем не менее поддаётся восстановлению и напоминает сирийские храмы. За каждым из приделов находится дополнительное пространство со скамьями на всю длину церкви, по всей видимости, для некрещёных. Крупнейшим храмом острова была семинефная базилика святого Епифания в Саламине. Её первоначальной особенностью были узкие проходы через все апсиды, обеспечивавшие сообщение через всю длину восточной стены; позднее центральную апсиду перегородили скамьи синтрона.

#### Купольная система

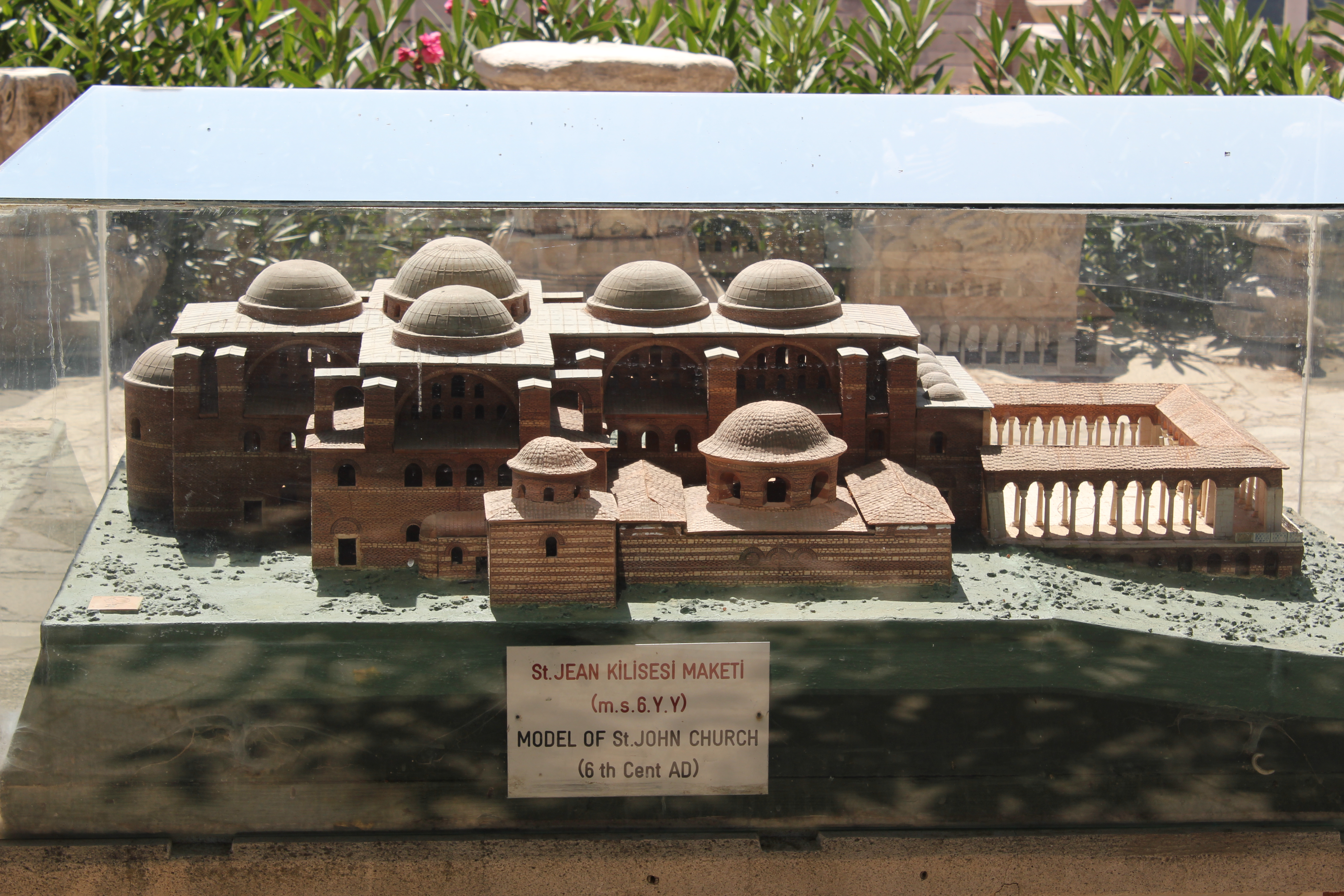
Модель Базилика Святого Иоанна в Эфесе, реконструкция

Строительство базилик продолжалось и в VI столетии, но в конце V века началось формирование двух новых тенденций в архитектуре: введение в базиликальную структуру центрального элемента и введение продольной оси в центрическую композицию. Самыми ранними известными примерами строений нового типа являются, соответственно, церковь Богородицы на горе Гризим и храм святой Фёклы в Киликии, оба датируемые правлением императора Зенона (476—491). Последний храм практически не сохранился, но типологически сходным с ним является Алахан-Манастыр в соседней Исаврии. Внимание к сооружениям данного типа в начале XX века привлёк австрийский искусствовед Йозеф Стшиговский, полагавший, что центральный неф в них венчал купол. Введённое им понятие «купольная базилика» (нем. Kuppelbasilika) вызвало значительные споры. Хотя находящиеся в подкупольном пространстве опоры выглядят достаточно мощными, чтобы выдержать кирпичный купол, многие исследователи полагали, что в киликийских и исаврийских «купольных базиликах» были не купола, а деревянные пирамидальные крыши. Особенностью ранних купольных базилик является смещение купола к восточной части нефа, в сторону апсиды. Такая же композиция наблюдается в относящейся к началу царствования Юстиниана I (527—565) Филиппийской базилике B. Следующим шагом в развитии купольной архитектуры стала построенная в 532 году константинопольская церковь Святой Ирины. В трёхнефном вытянутом храме обширное подкупольное пространство несколько смещено к апсиде, что характерно для ранних храмов. Здание хорошо освещено многочисленными окнами, находящимися в основании купола. Квадратная в плане западная часть перекрыта пониженным куполом. Стены, хотя и прорезаны четырьмя рядами широких окон, смотрятся массивно. Композиционно более сложны константинопольская церковь Апостолов и базилика Святого Иоанна в Эфесе. Оба сооружения в плане имели форму креста, каждая ветвь которого завершалась куполом без барабана. Наличием трансепта храм в Эфесе напоминает бескупольную базилику Святого Димитрия в Салониках (конец V века) и базилику Пророков, Апостолов и Мучеников в Герасе (ок. 465 года), представляющую собой как бы две крестообразно пересекающиеся трёхнефные базилики.

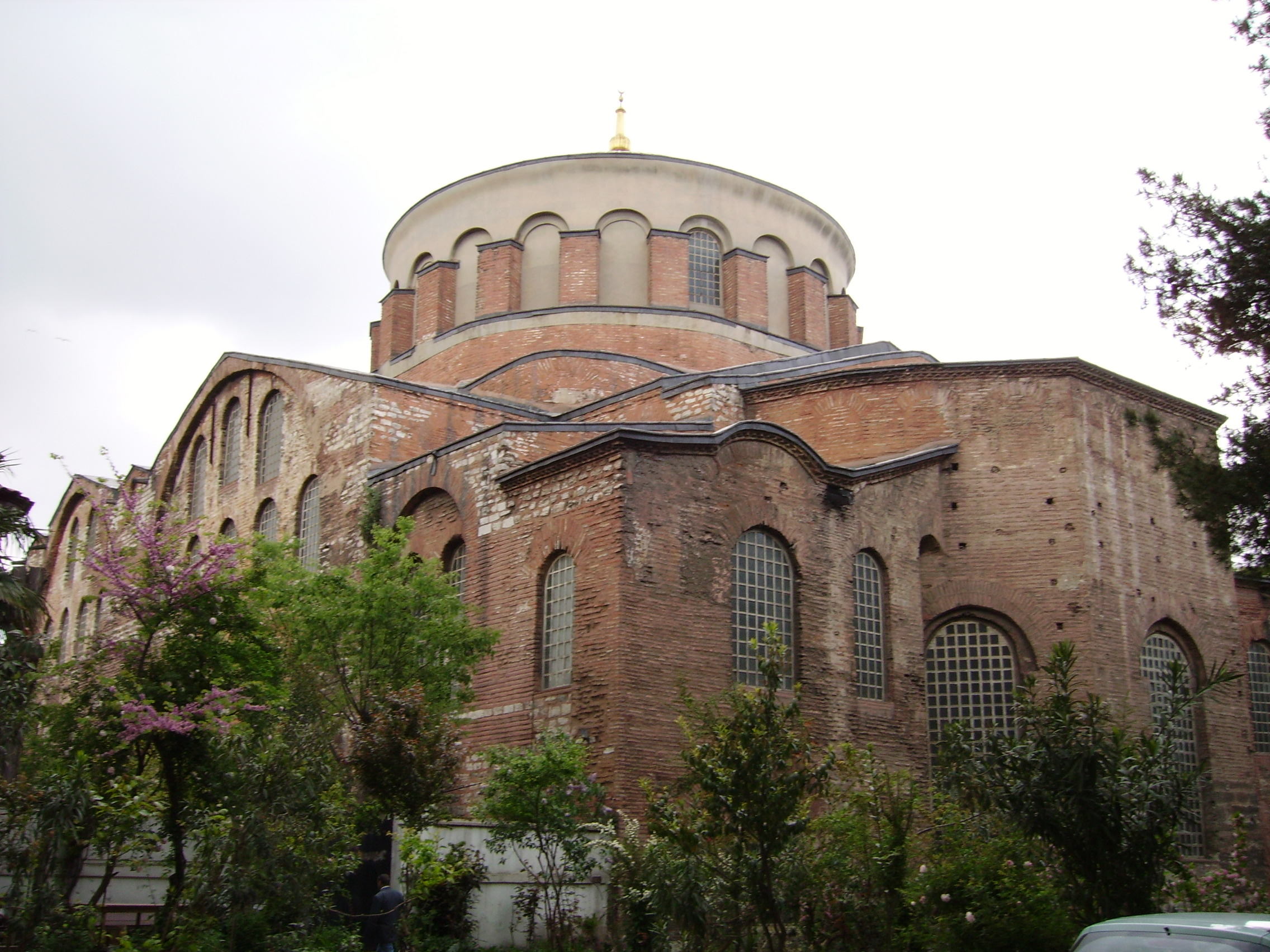
Церковь Святой Ирины в Константинополе

Возникновение центрической купольной архитектуры в Константинополе относят к VI веку. Купол был уже известен в Риме, равно как и на Востоке, например, в Сирии, а в христианской архитектуре до VI века венчал лишь мартирии и баптистерии, унаследовавшие свои формы от языческих терм. С развитием литургии купола в VI веке приобрели символическое значение. Богослов IV века Василий Великий уподоблял мир возводимому Богом для человека храму, центром которого является купол с его безупречным, вечно «длящимся» круговым очертанием. Оболочка такого здания легка и невесома, как дым, обретая свою устойчивость в руке Божией. Задача создания символизирующего мироздание купольного храма была поставлена перед зодчими в начале VI века, и уже в первой половине столетия было создано её высшее воплощение — собор Святой Софии в Константинополе. Построенный в 532—537 годах, собор стал самым сложным и грандиозным архитектурным творением эпохи Юстиниана. Идейным средоточием и центром архитектурной композиции здания стал гигантский 32-метровый купол, перекрывающий центральный неф на высоте почти 40 метров. Центральная часть собора представляет собой восьмиугольник, подобный тому, который был создан в более ранней церкви Святых Сергия и Вакха, с той разницей, что у Софийского собора две противоположные грани были приравнены по ширине к диаметру центрального купола. Опорой купола являются четыре арки, две из которых опираются на основания длинных граней восьмиугольника, а другие переброшены между основаниями первых. Угловые промежутки между центральными арками заполнены сферическими вогнутыми парусами, к западной и восточной аркам примыкают полукупола, опирающиеся на полукупола экседр. По мнению советского историка архитектуры А. Л. Якобсона, Софийский собор имел ряд примечательных особенностей, позволяющих его охарактеризовать как новый этап в развитии мировой архитектуры. Система каркаса, впервые появившаяся в соборе Сергия и Вакха, позволила реализовать стены как ажурные, состоящие из колоннад, простенки между устоями, связывающие все части храма в «единый архитектурный организм». Динамичность композиции сооружения, позволяющая представлять различные визуальные эффекты, отмечали ещё современники постройки. Прокопий Кесарийский писал, что из купола Софийского собора «появляется первая улыбка дня», а «всё это, сверх всякого вероятия искусно соединённое в высоте, сочетаясь друг с другом, витает в воздухе, опираясь только на ближайшее к себе, а в общем оно представляет замечательную единую гармонию всего творения. Всё это не позволяет любующимся этим произведением долго задерживать свой взор на чём-либо одном, но каждая деталь влечёт к себе взор и очень легко заставляет переходить от одного к другому» («О постройках», I.1). Архитектура собора оказала огромное влияние на дальнейшее развитие византийского зодчества, не только храмов крестово-купольной композиции, но также дала толчок прогрессу храмов центрально-купольной системы.
Дальнейшим выражением новых тенденций стал храм Сан-Витале в Равенне, завершённый в 548 году. Построенный, вероятно, архитекторами константинопольской школы, он сложен полностью из кирпича. В основе здания лежит восьмигранник, внутрь которого помещён другой восьмигранник со сторонами, образованными колонными экседрами. На массивных устоях покоится низкий восьмигранный «барабан», переходящий в сложенный из колец керамических сосудов купол. Соединение высоких пилонов аркадой, а не архитравом, как в соборе Сергия и Вакха, придало Сан-Витале большую стройность и лёгкость.

#### Крестово-купольные храмы

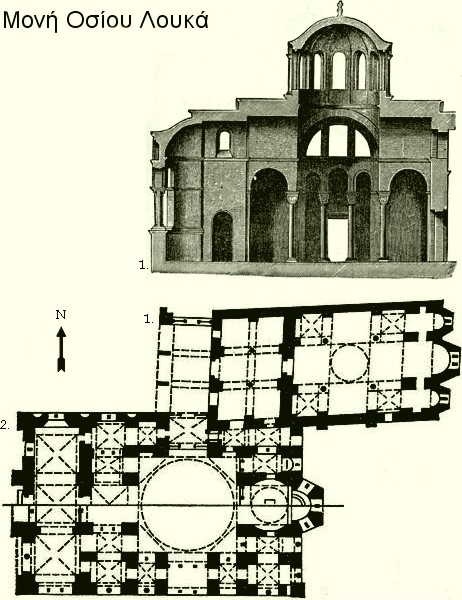
План церквей Осиос Лукас (вверху — церковь Богородицы, внизу — кафоликон)

Период между 600 и 850 годами, называемый «Тёмными веками», или в современной западной историографии «Переходным периодом» (англ. Transitional Period), представлен крайне незначительным числом археологических памятников, а их датировка крайне спорна. В качестве общих характеристик периода называют такие явления и процессы, как «переход от полиса к кастрону», сокращение размеров городов с одновременной их фортификацией, изменение характера византийского общества с открытого на закрытое, уменьшение в городах общественных пространств. Как отмечает Р. Краутхаймер, для данного периода практически никакая систематизация архитектурных типов не возможна — из примерно дюжины сохранившихся храмов только для двух датировка подтверждается письменными источниками. Тем не менее, руководствуясь типологическим подходом, исследователь счёл тип крестово-купольного храма переходным между раннехристианскими и средневизантийскими церковными постройками. За время, прошедшее с момента выхода монографии Краутхаймера в 1965 году, датировка ряда памятников была изменена как в более раннюю, так и в более позднюю сторону. В некоторых случаях недостаток нарративных и эпиграфических источников удалось компенсировать методами иконографического анализа, учитывающие художественные особенности периода иконоборчества, и дендрохронологии. Дендрохронологическое изучение сохранившихся деревянных частей построек может указать только период, когда дерево было срублено, но не когда оно было включено в постройку. Аналогично использование характерных для периода иконоборчества орнаментальных мотивов предоставляет достаточно зыбкие основания для датировки.

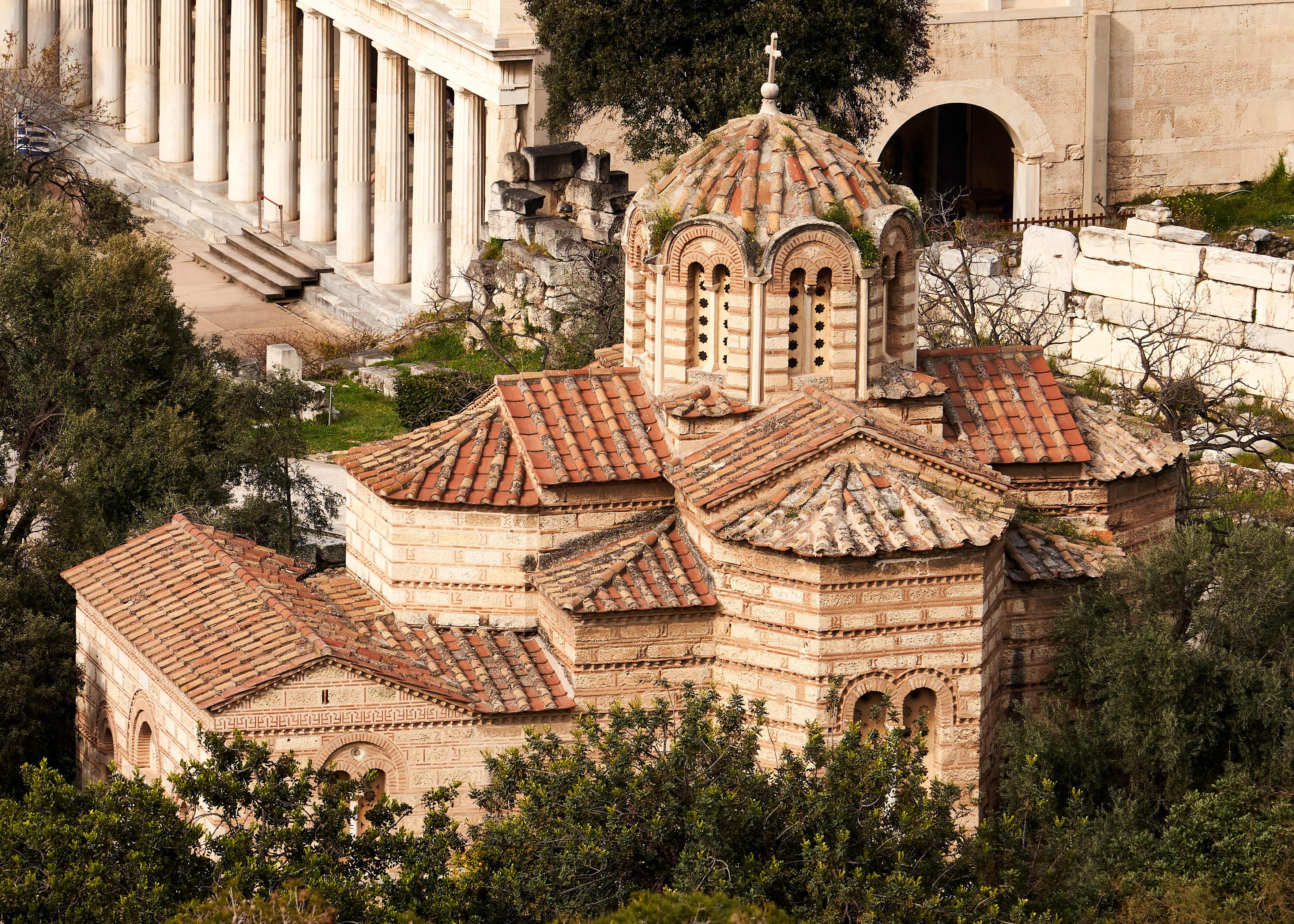
Церковь Святых Апостолов в Афинах, ок. 1000 года

Считается, что в послесофийский период в Константинополе и регионах, находящихся под влиянием столичной школы, развитие базиликальной темы прекратилось. Продолжавшиеся изменения в литургии привели к смещению купола в центр храма, созданию центрально-купольной системы и доминированию крестово-купольного храма как её основной разновидности. О развитии в этом направлении можно судить по небольшому числу сооружений, среди которых храм Успения в Никее (начало VIII века, уничтожен в 1920 году) и храм Святой Софии в Фессалониках (первая половина VIII века). Оба храма почти квадратные в плане, подкупольный объём в них занимает центральное положение. Пространство под куполом ограничено четырьмя массивными столбами, расчленёнными на разделённые проходами группы. Н. И. Брунов называет полуцилиндрические своды, стены и подкупольные столбы храма в Салониках «тяжёлыми и материальными», а формы храма в целом — переходными и неустановившимися, что проявляется в несоответствии его нефов и апсид. Старейшим надёжно датированным крестово-купольным храмом на территории Греции является церковь Богородицы монастыря Осиос-Лукас в Фокиде. Выделяют несколько ранних вариантов: крестово-купольный храм на четырёх опорах (полуцилиндрические своды с четырёх сторон окружают купол), на двух опорах (с одной стороны купол опирается на апсиду) и без свободных опор (купол опирается на стены). Происхождение крестово-купольного типа не ясно. В числе источников называют храмы персидских огнепоклонников, римские публичные сооружения и монастыри Вифинии, храмы Закавказья (храм Креста в Мцхете). Одновременно с развитием данного типа храма масштаб построек уменьшался — если купол Софийского собора имел диаметр 100 византийских футов, то у построенной около 920 года церкви Мирелейон диаметр купола в 10 раз меньше.
С завершением «Тёмных веков» и началом восстановления экономики в IX веке оживилась и культурная жизнь. Тенденция к унификации форм и декоративных элементов в архитектуре отразила систематизацию светского законодательства и канонического права. В средний период сложилась типичная композиция византийского храма. Алтарная часть окончательно заняла место с восточной стороны, поскольку именно с востока ожидалось Второе пришествие Иисуса Христа, а собственно алтарь должен был стать троном для Спасителя. В святилище большинства церквей, построенных после VI века, присутствуют апсида и возвышение-вима с балдахином или киворием над ним. Полукупол над апсидой способствовал улучшению акустики. Слева от вимы, в северной части алтаря, расположился жертвенник (протезис), на котором совершается проскомидия и хранятся священные сосуды. На южной стороне был диаконник, где хранились литургические облачения и Евангелия. Совместно протезис и диаконник назывались пастофорием. Барьер, отделяющий их от остального храма (темплон), с момента своего появления в ранних базиликах претерпел значительную эволюцию. Примерно с XIV века он стал изготавливаться из дерева и приобрёл функцию иконостаса. Такая организация пространства отражала изменения в литургии, ставшей после VI века более закрытой и централизованной. Из западной части храма исчез характерный для ранних базилик атриум, в котором собирались верующие. Роль атриума, вместе с функцией проведений крестильных и поминальных служб, перешла к нартексу. Между нартексом и святилищем находилось основное пространство храма, называемое теперь наос. В отличие от вытянутых ранних нефов, наос часто был квадратным в плане, но также разделялся колоннами. Над наосом возвышался купол, задающий вертикальную ось храма. Поскольку сократилось участие в литургии мирян, исчезли предназначенные для прохождения процессий проходы, солея и амвон. Классическим образцом такой архитектуры является церковь Мирелейон, а также, согласно распространённому мнению, определяющее значение для последующего развития византийской архитектуры имела Неа Экклесиа Василия Македонянина. Широко распространённый вариант с пятикупольным ядром по схеме квинкункса, как считается, восходит к этому утраченному храму.
В провинциальных храмах мог отсутствовать нартекс, а пастофорий вырождаться до ниши в виме. Общий объём храма выстроен пирамидально, своды понижаются каскадами от центрального купола. Как правило, купол опирается на барабан и окружён кольцом окон, позволяющим дневному свету проникать в глубь храма. Четыре опоры купола стоят по углам квадрата, деля пространство наоса на девять ячеек. На периферии империи развитие архитектуры шло в том же направлении, что и в регионах под непосредственным культурным влиянием Константинополя. В Армении и Иберии начиная с VII века было построено большое количество купольных базилик и крестово-купольных храмов. Начиная с VII веке армянские архитекторы для поддержки куполов часто использовали тромпы. В них наблюдается тенденция вытягивать всё здание, в особенности барабаны куполов, вверх; конусообразные покрытия барабанов стали остроконечными. Стены и барабаны покрывали тонкими аркатурами на длинных колоннах, обрамляющих окна и ниши. Построенный до 640 года Мренский собор имеет значительные размеры (26,5 × 45,5 метра в плане), а его купол на высоком барабане поднят на 25 метров. Схожую планировку имеют другие храмы того же периода, церковь Святой Гаянэ в Вагаршапате и Цромский храм в Грузии. Их восточный фасад разбит двумя значительными понижениями, что является характерным признаком армянской и грузинской церковной архитектуры. Сложной внутренней обработкой, напоминающей готическиме соборы Западной Европы, отличался Анийский собор (конец X века).

#### Региональные особенности средневизантийской архитектуры

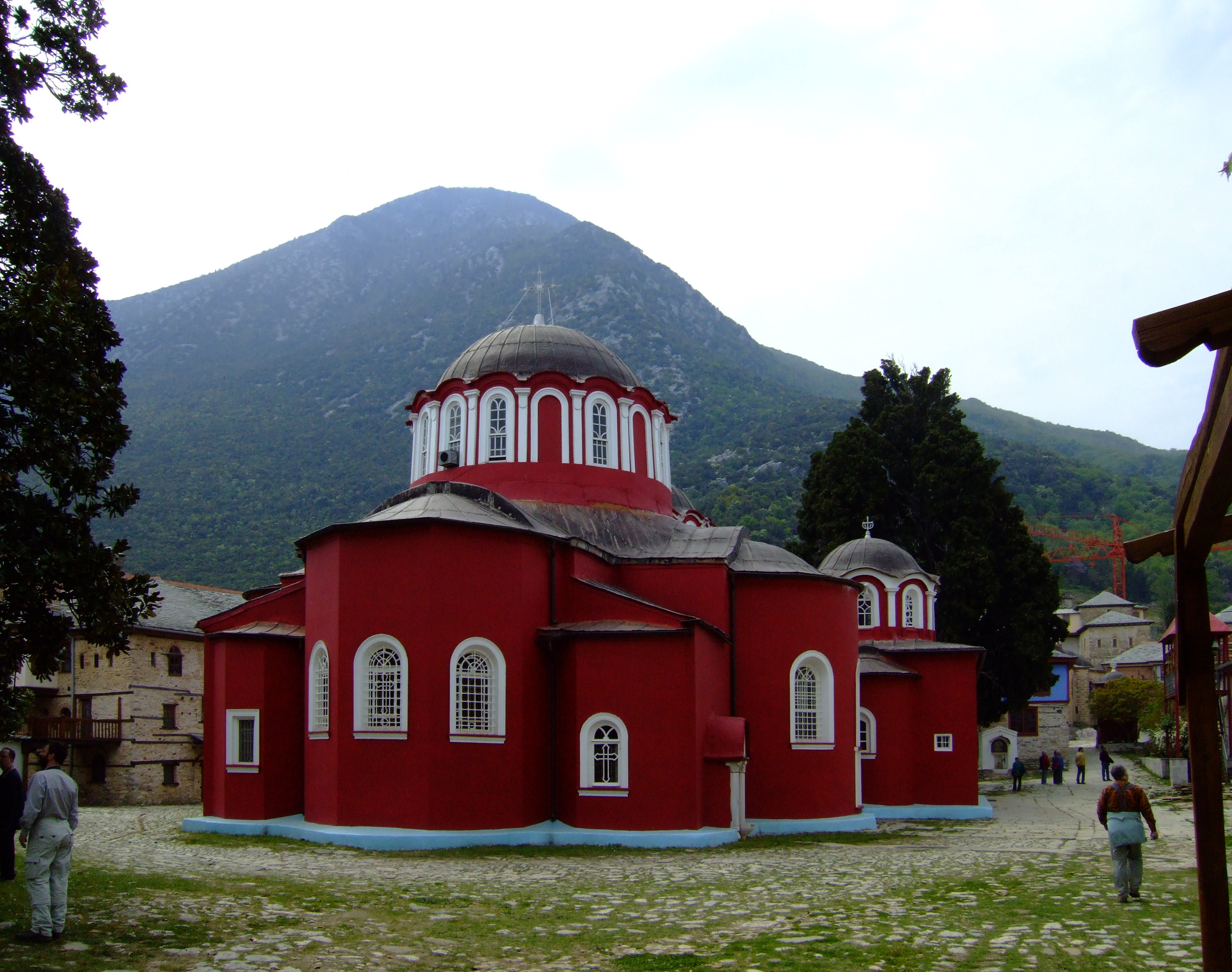
Кафоликон Великой Лавры, Афон

Начиная с IX века в Византии появилось множество новых типов церковных построек, полностью оригинальных или радикально переработанных старых. Среди важнейших из них Н. И. Брунов называет маленькое здание перистильного типа, в котором перекрытый куполом небольшой центральный квадрат с примыкающей к нему апсидой отделён с трёх сторон тройными аркадами на колоннах от более низкого внутреннего обхода, перекрытого крестовыми сводами, благодаря которым оказались возможными большие световые пролёты в трёх подкупольных арках. Другим типом является купольное здание на восьми опорах, примером которого является кафоликон монастыря Осиос-Лукас. Известно множество случаев, когда базилики были перестроены в крестово-купольной храм с соответствующим укреплением сводов. Самым известным примером такого рода является реконструкция церкви Святой Ирины после разрушительного землетрясения 740 года. В IX или X веке базилика Амория претерпела два этапа трансформации, в ходе которой храм приобрёл столпы и купол. В X веке крыша базилики ликийской Пидны была переделана с деревянной на каменную.

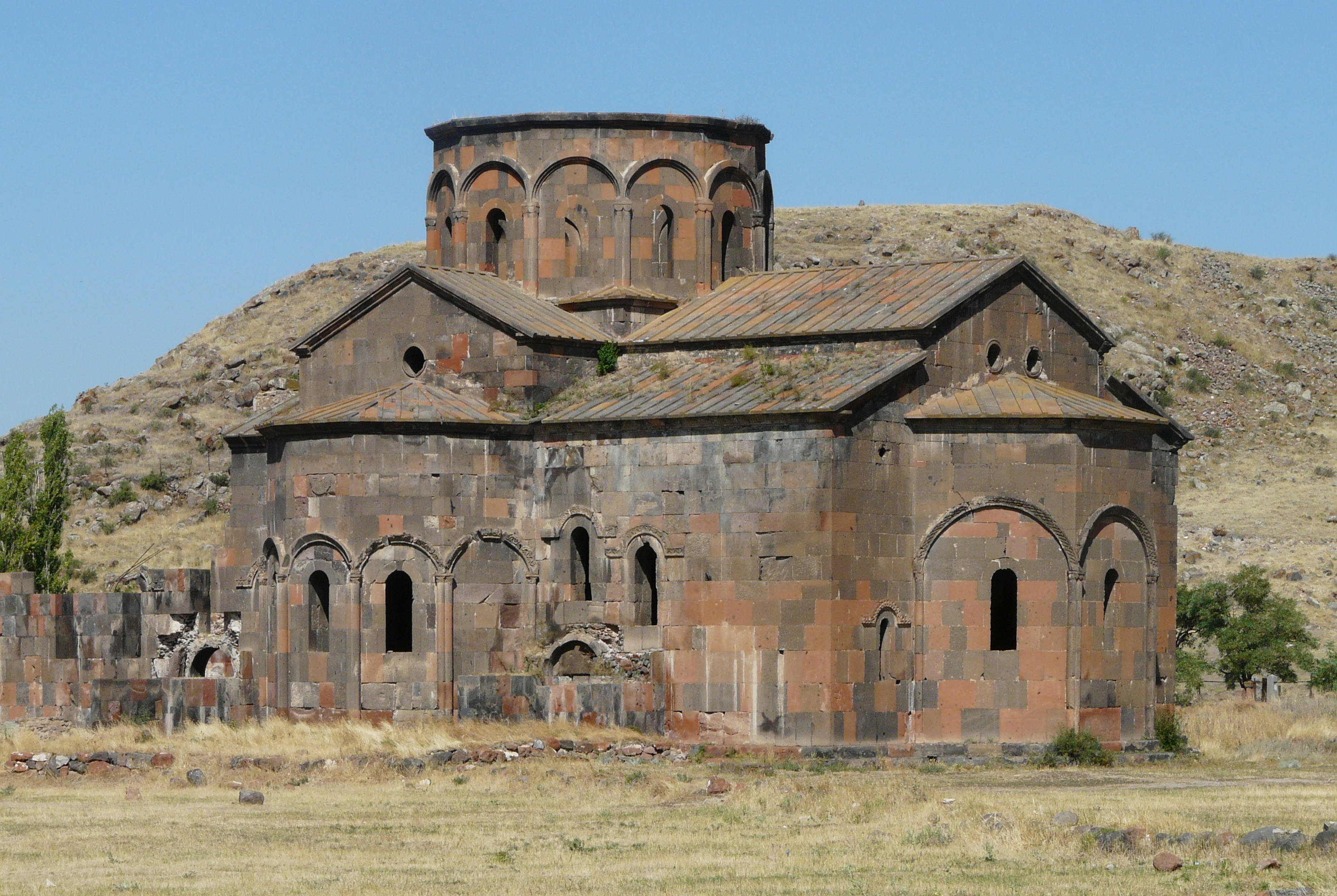
Талинский собор, VII век

Обширная историография посвящена специфическому архитектурному типу христианского храма, который принято называть триконхом. Использование архитектурной формы экседры с конхой, то есть ниши с полукруглым куполом, известно уже в позднеримской архитектуре. Относительно символизма триконхов в христианской архитектуре существуют различные теории. Их использование в качестве мартириев связывают с крестообразной формой и идеей троичности. В качестве образца называют ротонду храма Гроба Господня в Иерусалиме, базилику Рождества Христова в Вифлееме, в результате перестройки во второй половине VI века получившую боковые конхи в восточной части, Влахернскую и Халкопратийскую базилики в Константинополе, получившие боковые экседры в восточной части в результате перестроек при Юстине II (564—576) и Василии Ι (867—886) соответственно. В IV—VII веках триконхи широко распространились на Балканах, что связывают с их использованием в качестве усыпальниц или мартириев. Строительство однонефных триконхов в регионе возобновилось в IX—XI веках. Типологически они стали более разнообразны, одни более вытянуты к западу, с полукруглыми апсидами со всех трёх сторон, другие более компактные, без развитой западной части. Различны были и экседры в них: полукруглые или многогранные, одинаковые или разные. Способы присоединения боковых экседр к центральным частям храма также варьировались. В значительной степени ареал балканских триконхов совпадает с монастырскими центрами. Вызывает споры вопрос о происхождении триконхов в Армении, где первые храмы такого типа (соборы в Двине и Талине) появились в середине VII века. Длительную историю имеет изучение «афонского» типа храмов. Согласно ввёдшему данное понятие Габриэлю Милле, для афонских храмов характерны наличие боковых апсид и особое устройство западной части с экзонартексом, либо двухэтажным, либо с капеллами по сторонам. В дальнейшем определение было уточнено Фредериком Хаслаком и Анастасиосом Орландосом, и теперь под «афонским» типом понимается крестово-купольный храм с четырьмя опорами, боковыми конхами и лити (нартекс на двух или четырёх столпах, характерный для поздних храмов) с приделами по сторонам. Существуют и другие определения. О происхождении крестово-купольного триконха исследователи выдвигают теории как афонского, так и неафонского происхождения. Среди последних есть сторонники «кавказско-константинопольской», «общевизантийской» и иных гипотез.
На Кипре и в ряде других провинций крестово-купольные храмы приобрели слегка вытянутую форму. В средневизантийский период продолжили создавать базилики, однако не всегда можно точно определить, был ли храм построен с нуля или перестроен на основе более раннего. Они отличаются отдельными деталями от более ранних, но не настолько существенно, чтобы их можно было выделить в отдельный тип. Базилика Глики имеет стандартную трёхнефную структуру, и датировка IX—X веками обосновывается по форме складчатых капителей. Новым явлением церковной архитектуры среднего периода стали храмы на восьми опорах (τύπος ναού, οκταγωνικός), у которых выделяют два типа — «компактный купольный октагон» и «составной купольный октагон». Хотя ранние их образцы не известны, создатели «октагонов», предположительно, вдохновлялись армянскими храмами. Хрестоматийным примером храма на восьми опорах считается созданный в середине XI века Неа-Мони на Хиосе.
Победы императора Василия II вызвали оживление строительной деятельности на периферии империи. Разгром Первого Болгарского царства в 1018 году сделал Фессалоники центром балканского региона, выражением чего стало строительство церкви Панагии Халкеон. Небольшой храм, датируемый 1028 годом, построен полностью из кирпича. Пять его куполов опираются на колонны, к ним примыкает двухуровневый эзонартекс. Внешние стены акцентированы пилястрами, полуколоннами и контрфорсами. Хотя планировка храма напоминает столичные образцы, его формы массивнее, окна меньше, необычны высокие треугольные фронтоны. В некоторых регионах Балкан архитектурное развитие происходило вне связи со столичными тенденциями. В Кастории (Святого Стефана, Святых Бессребренников и др.), Сервии и Верии продолжали возводить давно вышедшие из моды базилики. В Армении и Грузии ослабление арабского влияния также привело к расцвету архитектуры в X—XI веках. В обоих регионах наблюдается преемственность с традициями VI—VII веков с добавлением тенденции вытягивать всё здание, в особенности барабаны, вверх. За редкими исключениями здания имеют конусообразные купола, но в Армении строители предпочитали централизованную планировку, тогда как в Грузии больше строили купольные базилики. В Грузии церкви нередко строили в удалённых и оспариваемых территориях, сочетая в них функции монастырей, кафедральных соборов, усыпальниц, административных центров и символов влияния своих покровителей. Ранним представителем такого типа является трёхнефная безкупольная базилика Отхта (ок. 965 года).

#### Поздневизантийская архитектура

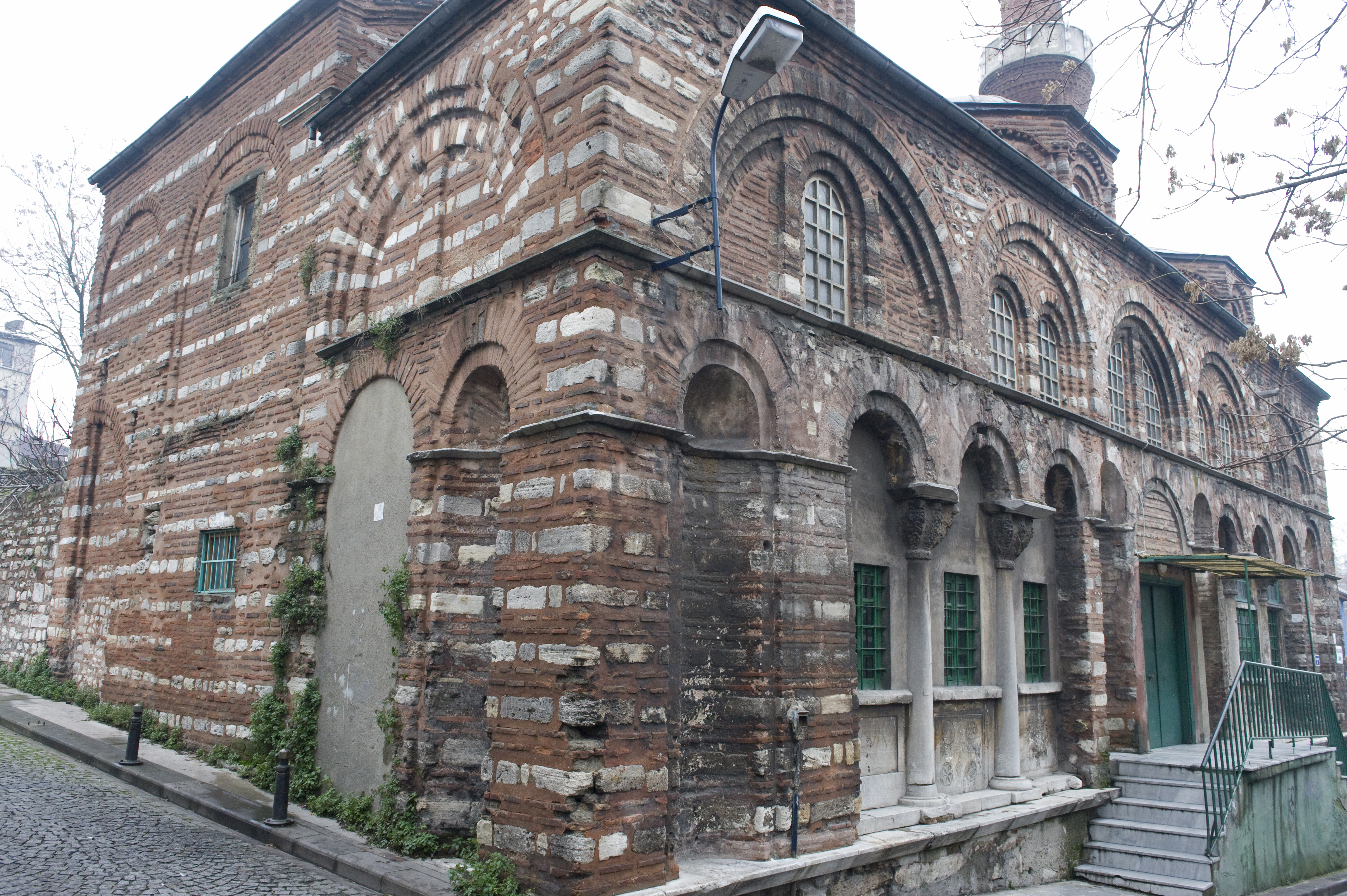
Красно-белый орнамент экзонартекса церкви Святого Феодора (XIV век)

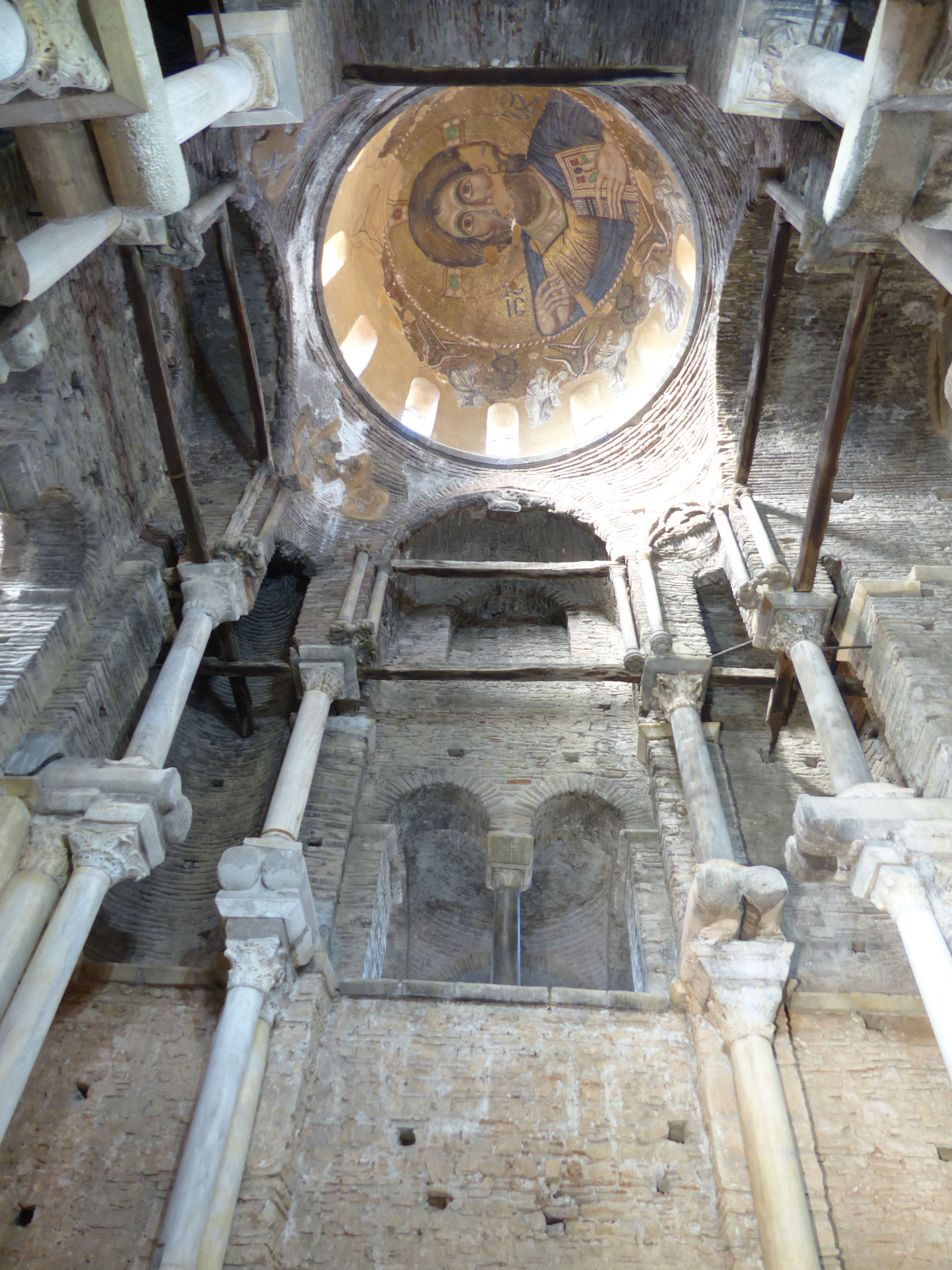
Внутреннее пространство церкви Панагии Паригоритиссы в Арте

Ряд нововведений в церковной архитектуре в эпоху Комнинов были обусловлены изменениями в религиозной жизни. Согласно византийским обычаям, захоронения в наосе не допускались, однако ктиторы, особенно высокопоставленные, желали быть упокоенными как можно ближе к месту проведения литургии. В средний период преимущественно хоронили под полами нартекса, в аркосолиях и дополнительных часовнях (переклесиях). Часовни-усыпальницы часто присоединяли к нартексу и образовывали его расширение. В основанном Комнинами монастыре Святого Пантелеимона в Нерези (1164) четыре купольные часовни находятся по углам наоса, две западные доступны только из нартекса. Главный некрополь династии находился в столичном монастыре Пантократора, несколько раз расширявшемся для приёма новых захоронений. Пареклесий кафоликона монастыря Хоры (современная мечеть Кахрие) появился в ходе пятой перестройки храма как усыпальница видного чиновника Феодора Метохита в 1316—1321 годах. В плане пареклесий представляет вытянутый однонефный прямоугольник, примыкающий к южной стене наоса и сообщающийся с экзонартексом.
Политические изменения XIII века — падение Константинополя в 1204 году и его отвоевание в 1261 году, византийско-сельджукские войны и утрата большей части Малой Азии — привели к значительным изменениям в архитектуре. Объём строительства сократился, а его качество ухудшилось. В результате архитектура палеологовской эпохи хотя и хорошо известна, но оценивается ниже, чем ранне- и средневизантийская. Фрагментация Византийской империи, на территории которой образовалось несколько греческих государств, привела к появлению региональных стилей, и типологическая парадигма, хорошо работавшая для ранних периодов, оказалась не применима к поздневизантийской архитектуре. Согласно Р. Краутхаймеру, в позднем периоде выделяется две фазы — «ранняя» палеологовская архитектура (до 1310 года) и «высокая» (до 1440 года). Первая фаза во всех регионах империи проявлялась сходным образом и продолжала развитие идей эпохи Македонской династии и Комнинов: пятикупольное ядро (квинкункс), триконхи и тетраконхи.
В столице, Фракии и Македонии с начала XIII века и до 1261 года строительная деятельность почти полностью прекратилась. Одним из важнейших памятников второй половины столетия в Константинополе считается кафоликон монастыря Хоры. Часть его построек относится к VI веку, но целостная композиция сформировалась в результате пристроек и переделок конца XIII — начала XIV веков. Основным отличием Кахрие от всей предшествующей архитектуры Н. И. Брунов называет сознательную асимметрию планировки. Центральная купольная часть неравномерно окружена образующими запутанные переходы галереями и портиками. Внутреннее пространство напоминает феодальный дворец и имеет множество замкнутых помещений-часовен разной освещённости. Перекрытые куполами, они связаны переходами с главным литургическим пространством, которое также невелико. С северной стороны имеется небольшое отверстие, ведущее в маленькую келью в хорах, где, вероятно, жил какой-то привилегированный монах. Гипотетическую планировку храма после перестроек 1120-х годов считают архетипом для широко распространённого типа «усечённый греческий крест» (atrophied Greek-cross). Для столичной архитектуры XIII—XIV веков характерно, что многие здания представляют собой пристройки к более старым зданиям. Такова, например, южная церковь монастыря Липса с усыпальницей Палеологов, пристроенная около 1282 года к северной церкви начала X века.
За пределами Константинополя сохранилось мало византийских построек XIII века. Историк архитектуры Ханс Бухвальд смог перечислить только 8 памятников «ласкаридской» архитектуры Никейской империи (1204—1261), и у них нет каких-то общих архитектурных особенностей. Ряд новых светских, религиозных и военных построек появились в столице Эпира Арте. Примечательна церковь Панагии Паригоритиссы, начатая в середине XIII века как скромный крестово-купольный храм, затем расширенная в 1290-х годах за счёт двухэтажного амбулатория до впечатляющих размеров (22 × 20 метров). Купол на восьми опорах напоминает хиосский Неа-Мони, но общее композиционное решение уникально. Архитектура оставшейся под властью латинян Мореи испытала западное влияние, и там было построено несколько базилик и монастырей в готическом стиле. Таковыми являются два храма в Андравиде, два храма цистерцианского монастыря Исова и ряд других. Считается, что некоторые построенные в традиционном византийском стиле церкви содержат готические заимствования. Так, возможно, готическими являются колонны окон церкви Успения Богоматери в Мербаке. Главный храм Трапезундской империи, Софийский собор, был построен в середине XIII века. Имея в основе крестово-купольную планировку, с трёх сторон он расширен перекрытыми цилиндрическими сводами портиками с колоннадами. Поддерживающие купол четыре колонны, как и планировка, более характерны для архитектуры Константинополя, нежели Южного Причерноморья, тогда как декоративные элементы сочетают черты кавказского и сельджукского зодчества.
Согласно Р. Краутхаймеру, последний этап развития византийской архитектуры имеет два региональных направления: первый берёт начало в Салониках и проходит через Македонию и Сербию, второй соединяет Константинополь и Болгарию. Дискуссионным является вопрос об истоках и характерных чертах «высокой» палеологовской архитектуры в Салониках. В ранней историографии его рассматривали в широком контексте «константинопольской школы», с накоплением фактического материала было выделено несколько основных региональных тенденций. К настоящему времени дискуссия не завершена. Различны традиции Константинополя и Эпира в отношении организации фасадов: в столичной практике правилом стала вертикальная система артикуляции, архитектурная декорация, следование принципам архитектоники, тогда как зодчество Эпира следовало традициям «элладской школы» с её богатством керамопластического декора в горизонтальной логике организации фасада. Одним из первых представителей поздневизантийской архитектуры Салоник является церковь Святой Катерины. Простой план с пятикупольным ядром и перегородчатая техника кирпичной кладки напоминают церкви среднего периода, но центральное храмовое пространство окружено нефами с трёх сторон, что характерно для архитектуры палеологовской эпохи. Наружные стены храма имеют двух- и трёхсводные ниши, кирпичные колонны, украшения, которые в сочетании с расстановкой куполов скрадывают объём и массивность, придают лёгкость и утончённость всему храму. Галерея церкви Святых Апостолов ниже, а боковые купола поднимаются выше, чем у церкви Святой Катерины.

### Гражданская архитектура

#### Планировка городов

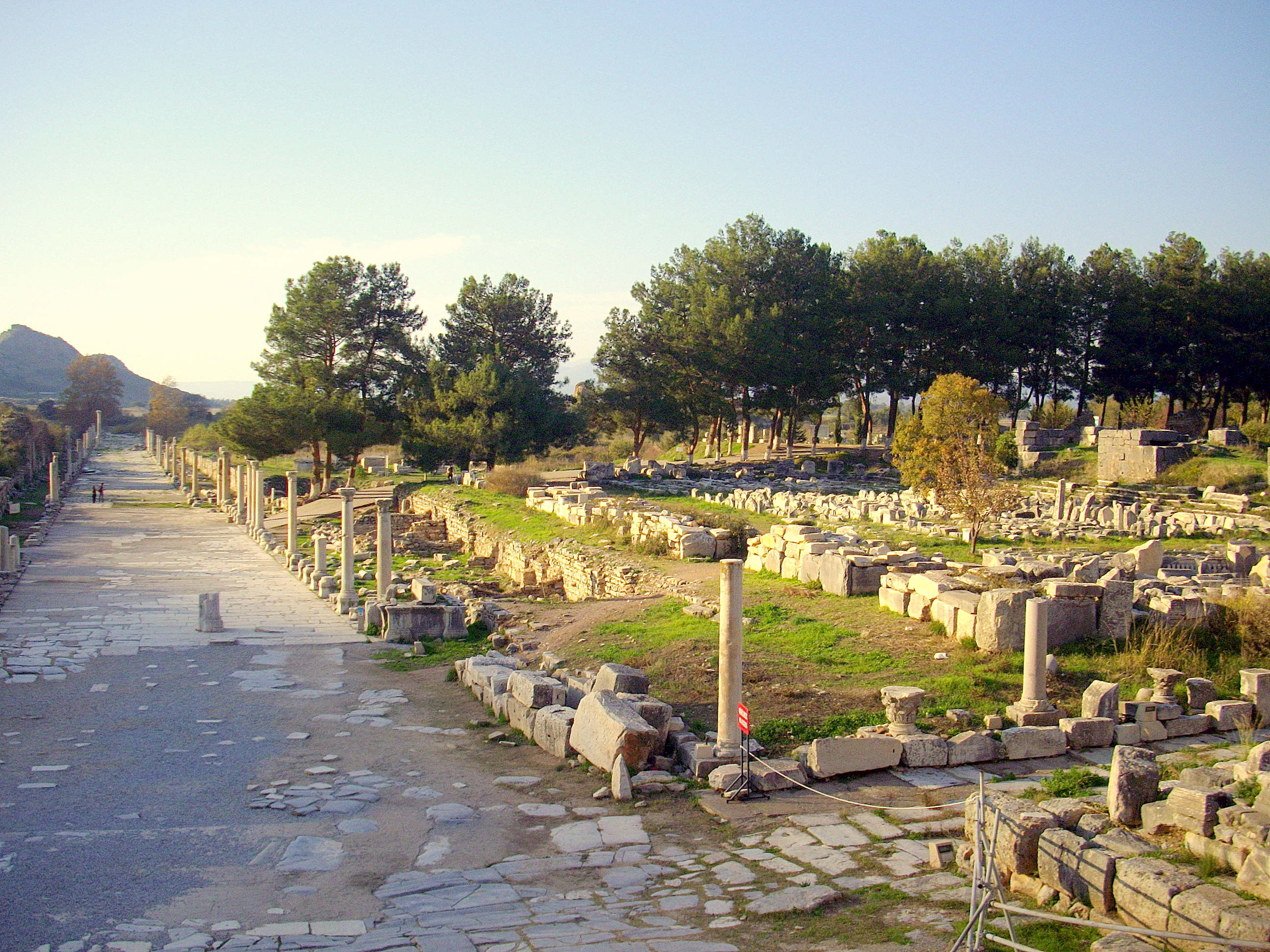
Главная улица Эфеса Аркадиана была названа в честь перестроившего её императора Аркадия (395—408)

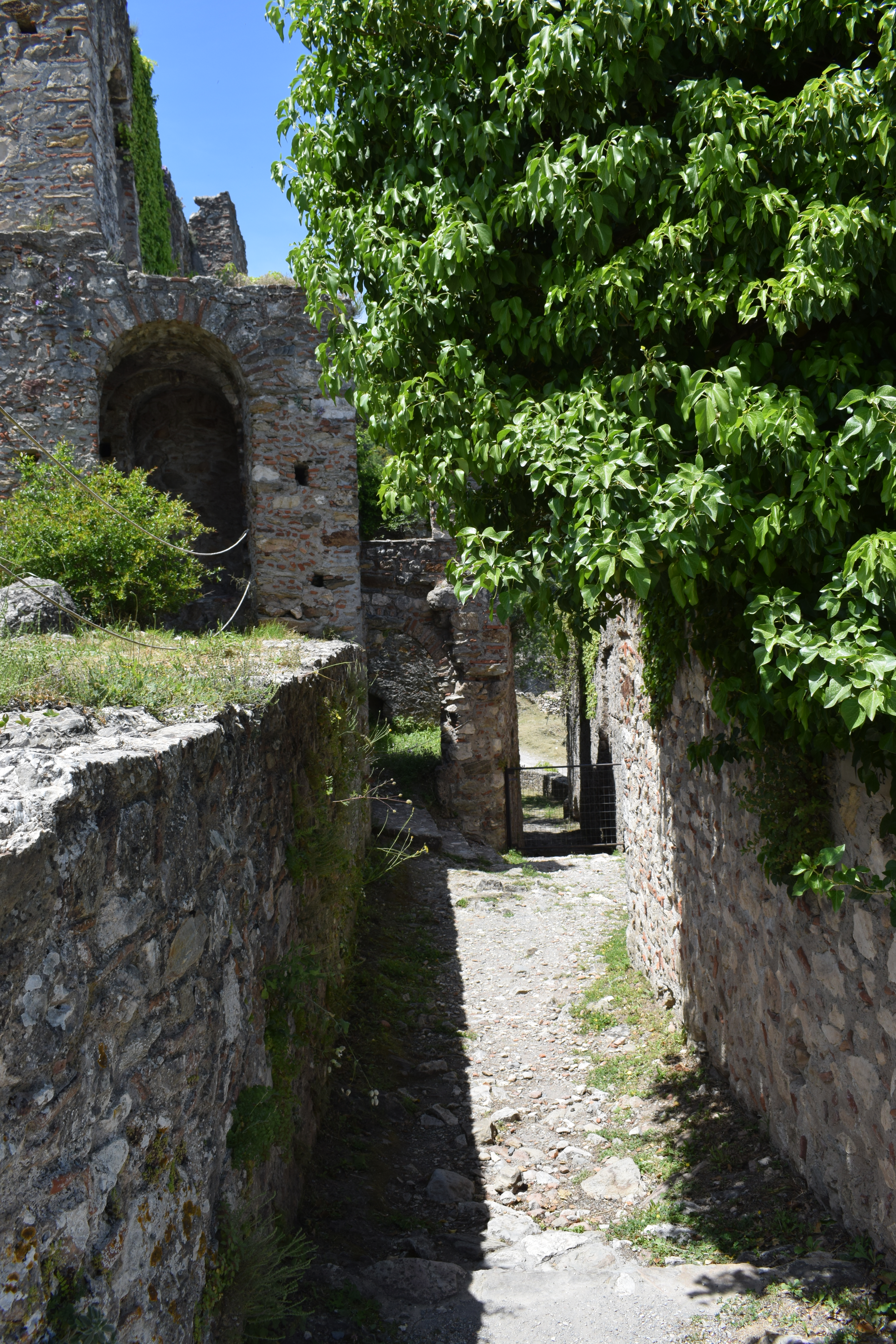
Узкие улицы Мистры

В Древней Греции были выработаны принципы городской планировки, позднее ставшие стандартом в Средиземноморье. Их ключевыми особенностями было наличие широких мощёных улиц, украшенных колоннадами (стоа) и портиками, прямоугольных открытых пространств и монументальных общественных сооружений. В ранний период, окончание которого относят к началу «Тёмных веков», планировка византийских городов осуществлялась в подражание древности. Наиболее явные примеры демонстрируют форумы Константинополя, построенные в подражание аналогичным сооружениям Рима с целью подчеркнуть политическую преемственность двух столиц. Наподобие форума Траяна были организованы площади в городах Сирии — Антиохии, Дамаске, Филиппополисе Аравийском и Герасе. Городские пространства Юстинианы Примы, одного из немногих городов, основанных в византийский период, моделировались по образцу форума Константина. Ту же цель преследовало возведение памятных монументальных колонн. В середине VI века классическое ви́дение города сохраняло свою актуальность, и придворный историк императора Юстиниана I Прокопий Кесарийский так описал реконструкцию, проведённую в Антиохии после разрушений, вызванных захватом города персами в 540 году: «император разделил город площадями и галереями, наметил улицами все проходы, провёл водопроводы, построил фонтаны и цистерны. Он основал в городе театры и бани и всё то, чем может гордиться город, украсив его и всякими другими общественными постройками, в чём обычно проявляются благосостояние и богатство города». Впрочем, как отмечает британский историк Хью Кеннеди, описание Прокопия не следует считать ни типичным для городов Сирии, ни достоверным.
Только в редких случаях можно с некоторой точностью восстановить планировку византийских городов. Практически невозможно установить положение улиц Константинополя, почти полностью утратившего первоначальный облик. То же относится и к большинству других городов, сохранившихся в мусульманский период. Античные городские оси кардо и декуманус, проводимые в подражание римскому каструму, сохранялись только в Никее и Мессене, где использовались до XVII века. Из новых городов они обнаруживаются в построенной по «идеальному» плану Юстиниане Приме. Редким примером доступного для изучения крупного города является Эфес, чья уличная сеть соответствует древнегреческой системе Гипподама. Основные улицы и главные здания города появились в позднеантичный период, но крупные строительные проекты IV—VI веков не отклонялись от первоначальной архитектурной концепции. Христианизация империи в облике городов отразилась прежде всего в возведении церквей. Первоначально тяготея к окраинам, они постепенно переместились в городской центр. В небольшой Юстиниане Приме насчитывалось шесть церквей, и ни один жилой дом не отстоял далее, чем на 150 метров от храма. Так же обстояло дело в Герасе, где в пределах городских стен было не менее 12 церквей, и в Дамаске, где их было 14. Нередко расположенные в центре базилики являлись крупнейшими зданиями города.
В период «Тёмных веков» планировка городов претерпела изменения. Считается, что с целью повышения обороноспособности улицы византийских городов среднего и позднего периодов стали узкими, кривыми и непостоянной ширины. В редких случаях можно выделить главную улицу города, и столько же редко улицы получали имена. Общая планировка производит впечатление беспорядочности, что не удивительно с учётом исторических обстоятельств. Иногда, как в Сардах и Коринфе, город распадается на отдельные части, сосредоточенные вокруг некоего центрального ядра. Следы античной регулярной планировки обнаружены в Фессалониках (где основной магистралью продолжала служить Эгнатиева дорога), Родосе, Синопе и Херсоне. В городском пейзаже стали доминировать стены, и редкие здания превосходили их по высоте. Помимо фортификации, защите города способствовала намеренная запутанность городской планировки. В Мистре ведущая в крепость главная улица разделялась надвое, и одно из ответвлений, такое же узкое и кривое, как и другое, завершалось тупиком, давая надежду, что хотя бы половина атакующих отправится в неправильном направлении. Возможно, однако, что основанная в XIII веке Мистра была построена под западным влиянием, по образцу горных городов Тосканы и Лигурии. Не обнаружено признаков планирования в Пергаме, где ход улиц определялся условиями местности и где также были нередки тупики.
О правилах размещения сооружений в городах известно только из книги Юлиана Аскалонита «О городском благоустройстве Палестины». Трактат, составленный в VI веке в качестве руководства по строительству в палестинском Аскалоне, имел хождение как минимум до середины XIV века. Основной своей задачей автор видел минимизацию ущерба существующим структурам и их владельцам в ходе строительства, а также распределение прав и ответственности между всеми участниками процесса. В частности, при проектировании бани, то есть пожароопасного сооружения, при выборе расстояния между домами следовало учитывать этажность и наличие глухих стен у прилегающей застройки. Для постройки булочной, работающей чаще всего в ночные часы, Юлиан предлагал выбирать возвышенное, хорошо просматриваемое место. В трактате рассмотрены и способы предотвращения ущерба окружающим от вибрации при производство гипса, зловония и шума. Если неудобства окружающих от тех или иных производств являлись непереносимыми, как, например, зловоние при производстве солений, их следовало размещать в пригородах. Некоторые виды производств, такие как изготовление стекла и кузнечное дело, были в городах запрещены. Публичные дома нельзя было устраивать в тавернах и жилых домах — запрет касался только городов, в сельской местности применение этого правила оставлялось на усмотрение местных властей.

#### Жилые дома

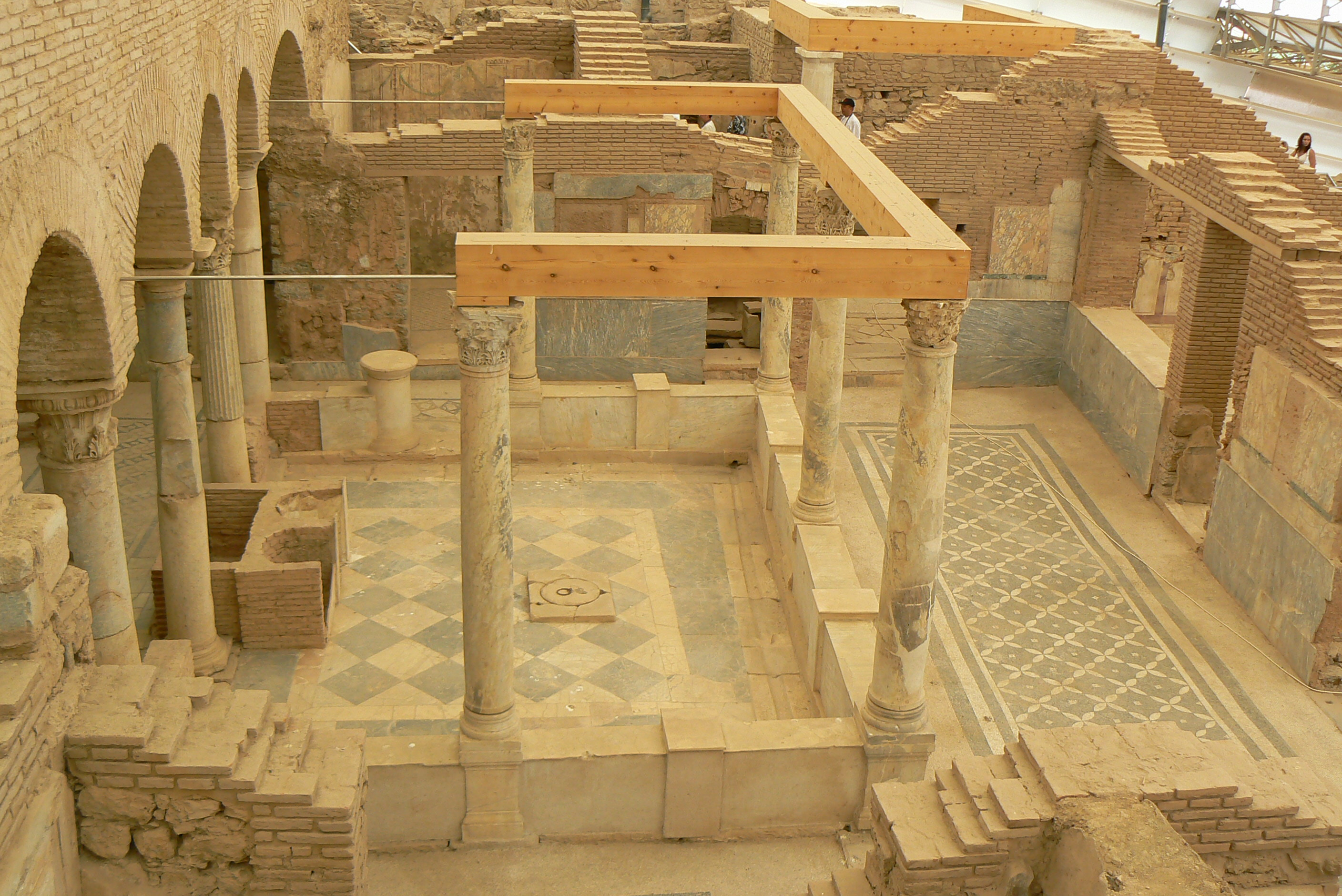
Террасные дома Эфеса

В период поздней Римской империи существовали жилые дома двух типов — многоэтажные многоквартирные инсулы и частные резиденции (лат. domus). Кроме относящихся к Константинополю, упоминаний в нарративных источниках об инсулах в Византии не известно. Что касается частных домов, то, как отмечает греческий историк архитектуры Хараламбос Бурас, нельзя утверждать, что существовал какой-то определённый тип жилища византийцев, поскольку в разные эпохи и в разных частях империи они существенно различались. Тем не менее в рамках господствующего в историографии XIX века мнения о Византии, как отсталой упадочнической стране, их изучению долгое время не уделялось внимания. Вплоть до 1970-х годов единственной обобщающей работой на данную тему была книга генерала Леона де Бейлье L’habitation byzantine (1902), опиравшаяся на иллюстрации из рукописей и практически полностью игнорировавшая археологические данные. Вышедшее в 1936 году исследование Анастасиоса Орландоса было посвящено исключительно домам и дворцам Мистры (Τα παλάτια και τα σπίτια του Μυστρά), а обзор Федона Кукулеса в его фундаментальной Βυζαντινῶν βίος καὶ πολιτισμός (в 6 томах, 1947—1955) опирался преимущественно на письменные источники. Важные археологические сведения были опубликованы Робертом Скрэнтоном (Robert Scranton) для Коринфа и Жоржем Чаленко для Северной Сирии. В ряде других работ привлекались сведения из юридических источников, делались также попытки сделать выводы на основе материала османского периода. Обобщающие работы Татьяны Кировой (Tatiana Kirova) (Il problema della casa Bizantina, 1971) и Х. Бураса также критиковались за свою неполноту и ограниченность охвата.

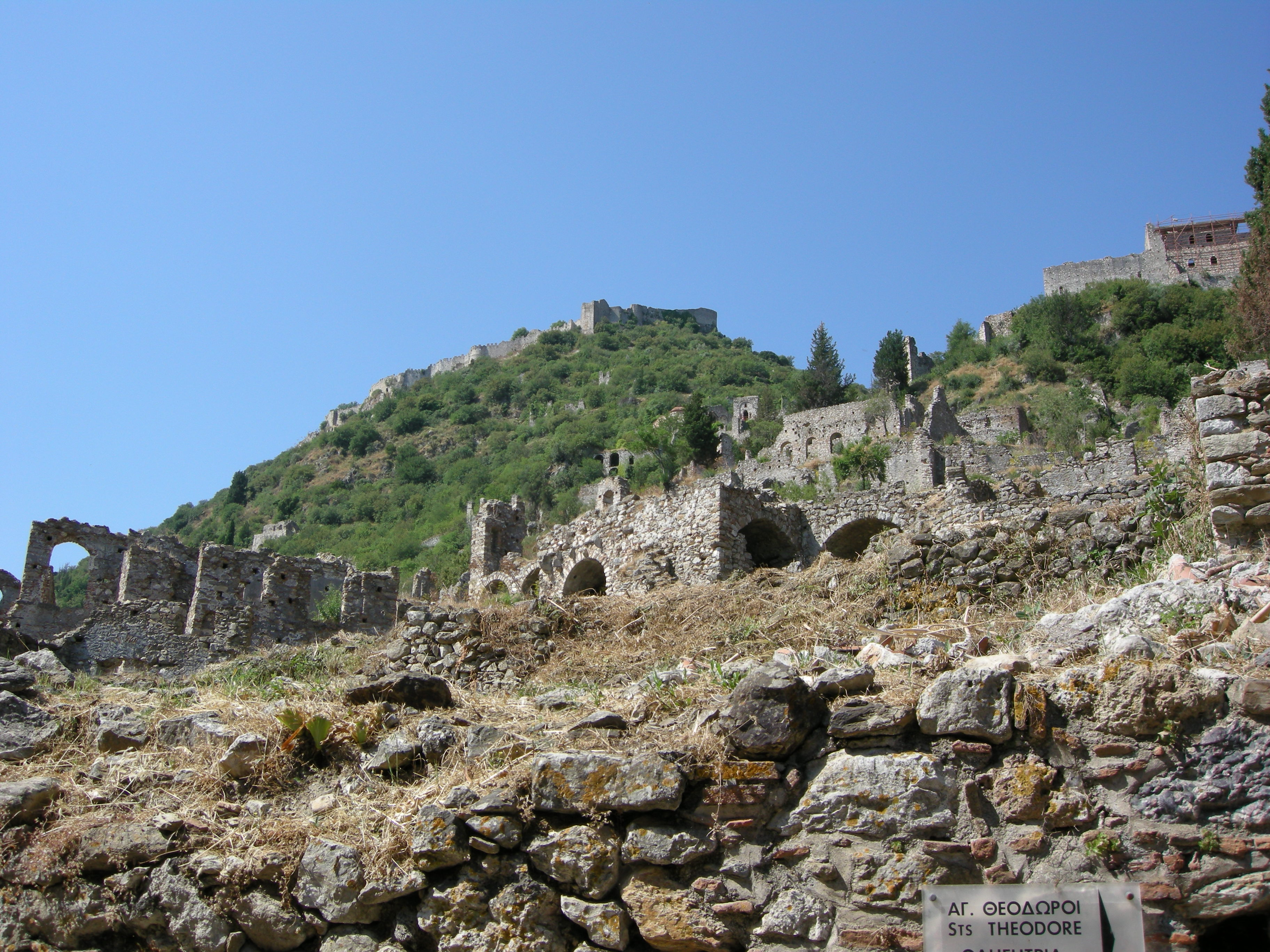
Жилая застройка Мистры

Знания об архитектуре жилищ византийцев среднего достатка ограничены небольшим числом объектов, раскопанных в городах Греции. В Афинах они образовывали блок приблизительно квадратной формы с двором в центре, жилые помещения образовывали перистиль по сторонам. Дома, обнаруженные на Агоре, с одной стороны, демонстрируют непрерывность заселения места, а с другой — неотличимы от построенных до нашей эры аналогичных построек в Месопотамии. Жилая монастырская застройка в Греции сохранилась лучше и более монументальна. Кафоликон Осиос-Мелетиос (XI век) находится внутри замкнутого одноэтажного трапецеидального ряда строений, включающего жилые помещения, мастерские, склады и конюшни. В других монастырях встречаются многоэтажные жилые корпуса.
Исходя из имеющихся археологических данных, для Восточной Анатолии выделяют два периода в истории жилого строительства: ранний (до начала VII века) и поздний (X—XIV века), поскольку для эпохи «Тёмных веков» (VII—IX века) остатков домов обнаружено крайне мало. Большинство домов раннего периода имеют перистильную планировку, то есть жилые помещения строили по сторонам окружённого колоннадами прямоугольного внутреннего двора-атриума. Перистиль появился в Малой Азии в эллинистическую эпоху, и к концу IV века большинство домов было перестроено таким образом. Согласно Витрувию, среди них выделяют несколько подтипов: регулярный перистиль с четырьмя портиками равного размера, родосский с одним более высоким портиком и неполный, без портика с одной или двух сторон. Дома всех таких типов, а также более редкий вариант без портиков, когда жилые комнаты выходили непосредственно во двор, обнаружены при раскопках в Эфесе. Большие дома, чья площадь достигала 1000 м², богато декорированы мозаиками и фресками, их стены облицованы мрамором. В богатых домах делали полы с подогревом, в них имелись бани и туалеты, кухни, фонтаны и прочие удобства. Как правило, такие дома имели второй этаж, на который вели лестницы с перилами. С VII века центр жизни в домах сместился из атриума к галереям второго этажа, где принимали гостей. Вероятно, в конце V века многие большие дома были разделены на небольшие апартаменты и проданы или сданы в аренду. Вследствие притока населения в города жилые помещения устраивались и в неиспользуемых более общественных зданиях, например, агорах и палестрах. Так, после прекращения эксплуатации по прямому назначению была заселена палестра гимнасия в Сардах. Тогда же началось заселение некоторых каппадокийских подземных комплексов. В архитектурном отношении пещерные дома Каппадокии часто сопоставляют с античными перистильными домами, поскольку в них комнаты выстроены так же вокруг двора. Тем не менее между ними есть разница, поскольку в Каппадокии дворы располагаются существенно ниже фасада дома. Сочетание низкого двора и высокого фасада часто встречается у сельских домов в Анатолии начиная с ранневизантийской эпохи.
Руины домов среднего и позднего периодов сохранились плохо, поскольку в значительной степени были разрушены при раскопках более древних слоёв. Тем не менее можно утверждать, что дома, созданные после периода «тёмных веков», значительно отличаются от более ранних, прежде всего, отсутствием перистиля. Одной из наиболее распространённых планировок, примеры которой обнаружены в Коринфе, Афинах, Пергаме и других городах, включала прямоугольное строение с открытым двором в центре и, возможно, с навесом. Двор и примыкающие к нему помещения могли использоваться для хранения сельскохозяйственной продукции, как конюшни или мастерская (эргастирий). Во дворах домов, раскопанных в Коринфе, обнаружены колодцы и печи для выпекания хлеба. Хорошо изучены дома средневекового Пергама, который был покинут турками и потому хорошо сохранился. Дворы пергамских домов были скорее похожи на сад с утоптанной землёй, отделённый от улицы высокой стеной; в них выходил главный и, как правило, единственный вход в дом. Жилая архитектура Пергама достаточно многообразна, и немецкий археолог Клаус Райдт выделил более десяти типов их планировок. В большинстве своём дома были устроены очень скромно. Внешние и внутренние стены домов были сложены из скреплённого грязью щебня, односкатные крыши покрывали черепицей. Многие дома имели цистерны или вкопанные в землю кувшины из обожжённой глины. Дверные проёмы имели деревянные притолоки и каменные пороги, сами двери имели одну деревянную створку.
Одновременно с ухудшением качества городской застройки улучшалась сельская. В средневизантийский период увеличилось количество сельских усадьб аристократии, постепенно покидающей города. Из письменных источников известно, что они могли быть очень роскошными, позволяя аристократам принимать у себя даже императора. Для изучения поздневизантийской жилой архитектуры наиболее интересна столица Мореи Мистра. Город был основан только в середине XIII века и изначально предполагался как административный и культурный центр. Благодаря высокому качеству строительства многие дома там сохранились практически полностью, за исключением полов и крыш. Как правило, дома Мистры, помимо наземного этажа, имели ещё один, реже два уровня. Нижний этаж мог иметь подвал, тогда как верхний обычно включал либо одно большое помещение для отдыха, «триклиний», либо несколько разделённых камышовыми перегородками комнат. Планировка домов сильно зависела от рельефа, и в классификации А. Орландоса выделяют три основных типа: вытянутые вдоль холма «небольшие дворцы», прямоугольные здания с длинной стороной в направлении спуска холма и дома с арочным фасадом.

#### Дворцы и особняки

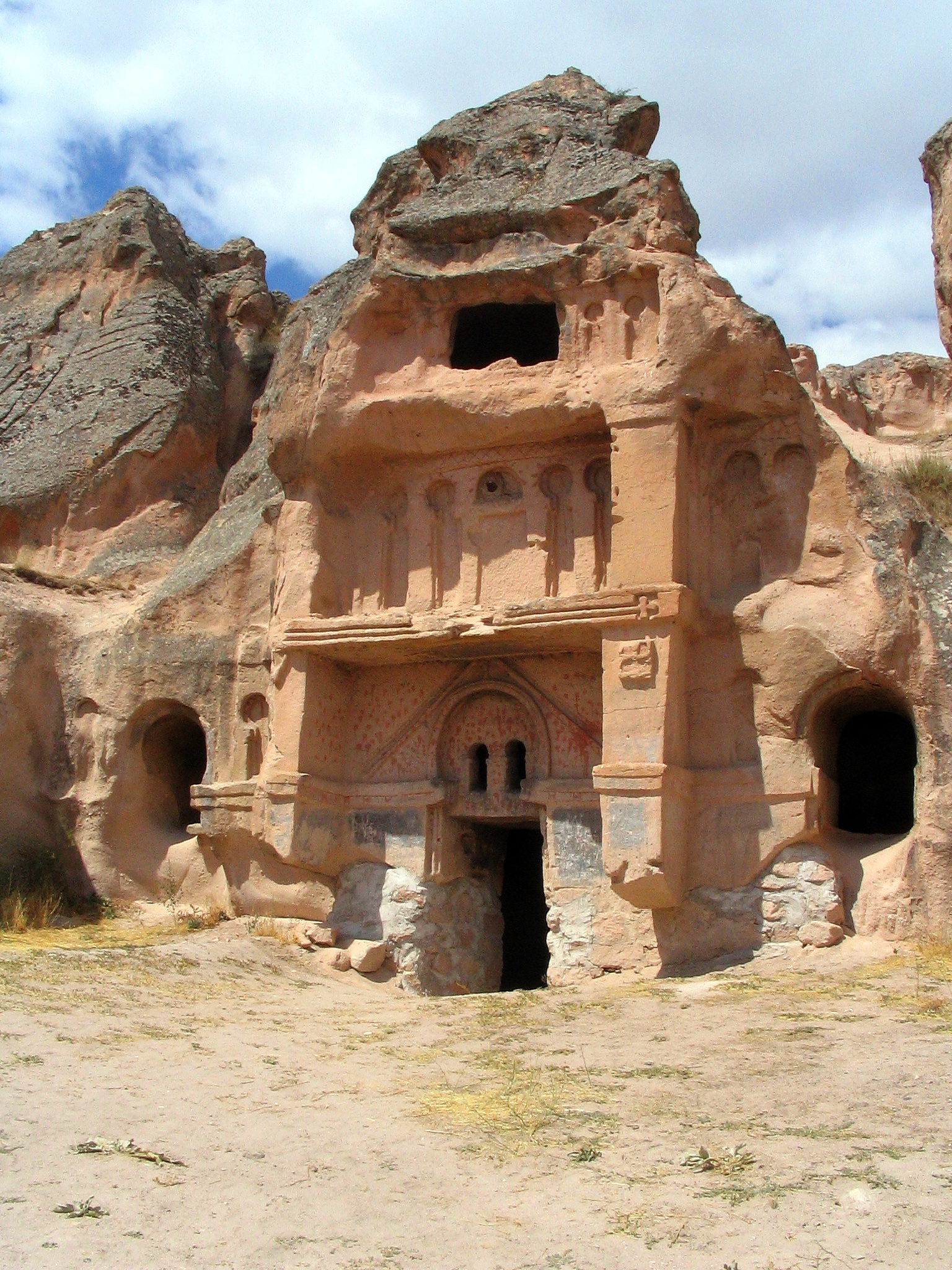
Фасад Ачыксарая, Каппадокия

К концу V века Константинополь превратился в крупнейший художественный центр. Масштабное строительство в IV—V веках в столице носило преимущественно светский характер. Вокруг города были возведены тройные стены с многочисленными башнями, велась работа над созданием ансамбля Большого дворца и ряда дворцов к северу от Ипподрома. С огромным размахом велось строительство акведуков и цистерн. Благодаря присутствию императорского двора и важнейших аристократических семейств, строительство в столице велось по высочайшим стандартам и с использованием лучших материалов. Дворцы раннего периода представляли собой либо очень большие и роскошные версии обычных перистильных домов, либо массивные четырёхугольные строения, напоминающие римские военные лагеря. Дворцовые комплексы первого типа дополнительно включали разнообразные пристройки и павильоны. Примером такого рода является дворец Теодориха в Равенне. Из средневизантийских императорских дворцов известны датируемые IX веком Мангана и Врийский дворец, а также Мирелейон Романа Лакапина (920—944), все они сохранились в виде развалин. Считается, что венецианские дворцы XI—XIII веков, например Ка-да-Мосто, могут до некоторой степени служить ориентиром. Врийский дворец, судя по описаниям, был построен по образцу дворца арабских халифов в Багдаде. Наличием продольной оси, заканчивающейся в тронном зале, он напоминает аббасидский дворец Ухайдир, в котором, в свою очередь, были заимствованы идеи более ранних омейядских дворцов. Из дворцов палеологовской эпохи сохранился только Малый Влахернский дворец.

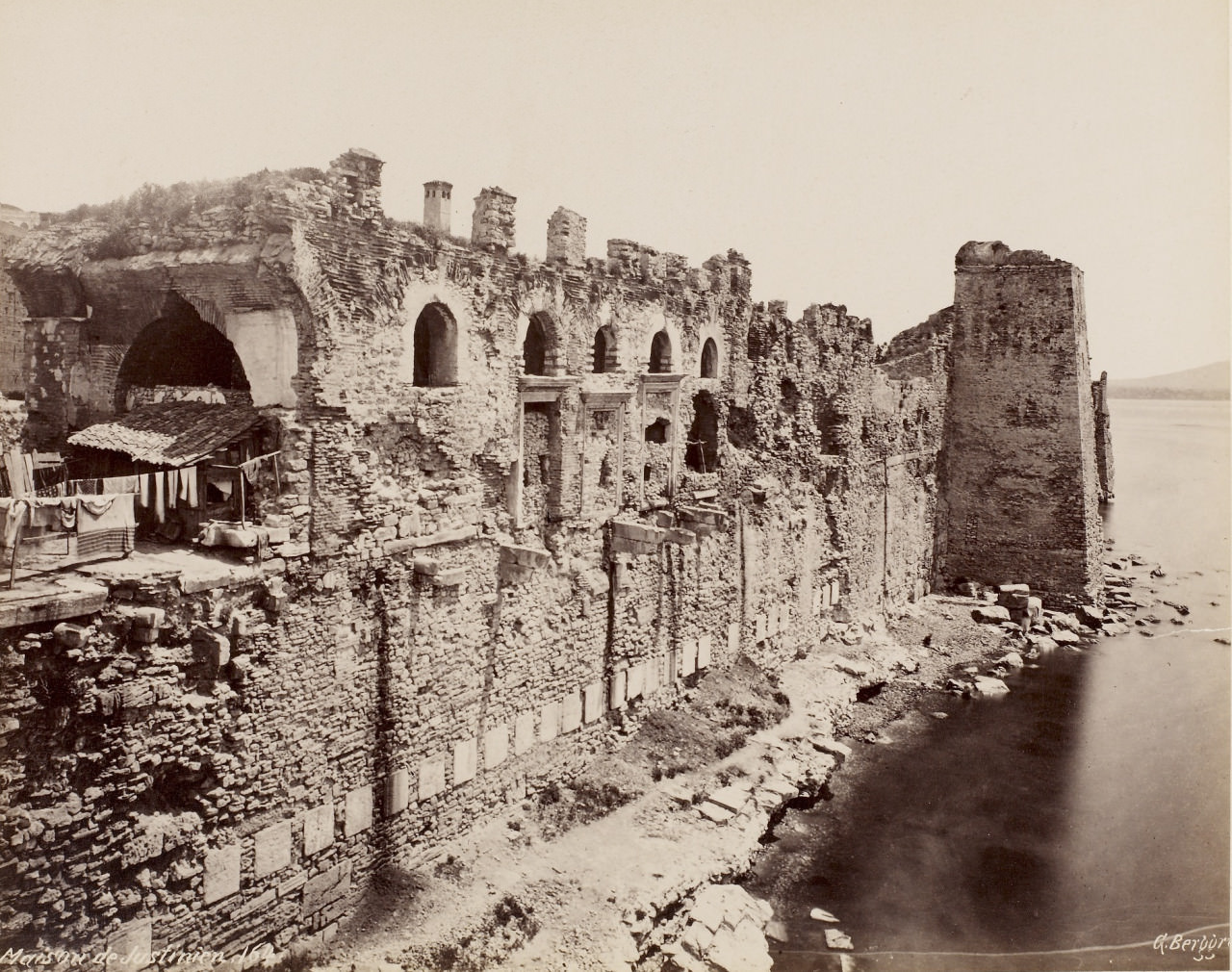
Фасад дворца Вуколеон в XIX веке

Дома аристократии среднего периода также не сохранились и известны только по литературным описаниям и изображениям. Об убранстве дворца полководца XII века Алексея Аксуха известно, что в нём сочетались библейские и исламские мотивы. Крупные дворцовые комплексы существовали столетиями, неоднократно перестраивались и меняли своё назначение. Построенный в начале V века дворец Антиоха в 436 году был конфискован, а его восьмиугольный зал перестроен в храм местночтимой святой Евфимии. Во время борьбы с иконопочитанием реликвии оттуда были вынесены, а после их возвращения к церкви был пристроен мавзолей и организовано кладбище. В XIII веке, после изгнания латинян, церковь была вновь перестроена и украшена фресками. Благодаря раскопкам выявлено шесть фаз развития комплекса зданий мечети Календерхане, начиная от построенной около 400 года скромной бани. Огромный позднеантичный дворец Мирелейон в X веке был перестроен в значительно меньший и использовался как семейная резиденция императора Романа Лакапина, а затем преобразован в монастырь.
Определяющим фактором в развитии средневизантийской архитектуры, по мнению британского историка Томаса Мэтьюза (Thomas F. Mathews), стало включение в планировку городских и сельских усадьб небольших домовых церквей. Достаточно скромные, они имели центральные купола от 4 до 8 метров в диаметре. С учётом общей плохой сохранности средневизантийских построек наиболее богатый материал для анализа обнаружен в пещерах Каппадокии. Как отмечает исследователь, пещерный особняк сложно отличить от монастыря, и в качестве маркера используют наличие трапезной. Многоярусные фасады каппадокийских особняков имеют исключительно декоративное значение. За трёхэтажным фасадом Ачыксарая («Открытый дворец») находится ряд находящихся на одном уровне помещений. Все известные скальные особняки имеют «обратную» Т-образную планировку: обширный двор, за которым следуют поперечный зал и помещение для приёмов с колоннадой. По мнению Мэтьюза, такая планировка имеет арабское происхождение. Другие исследователи выявляют в дворцовой архитектуре Византии генуэзское, армянское или сельджукское влияние. По мнению немецкого археолога Филиппа Нивёнера (Philipp Niewöhner), нельзя исключать и следование аутентичной архитектурной традиции, поскольку сочетание внешнего двора, поперечного вестибюля с арками и перпендикулярного ему зала для приёмов обнаруживается в достаточно ранних постройках: «Епископском дворце» в Милете (перестроен в начале VII века) и в «Византийском дворце» в Эфесе (V век).
С нарастанием в XIII веке внешнеполитических проблем дворцы приобрели черты укреплённых замков. Толщина стен замка Никетиатон в Вифинии (современный Эскихисар), где почти полвека был заточён Иоанн IV Ласкарис, достигает трёх метров. На тех стенах, где есть окна, они расположены очень высоко, и только третий этаж здания имеет дворцовый вид. Как и в Силлионе, где дворцовая башня возвышается над стенами акрополя, жилое помещение представляет собой не разделённое на комнаты прямоугольное пространство. Аналогично константинопольский Малый Влахернский дворец примыкает к городской стене, и выходящие на южную сторону окна возвышаются над несколькими метрами массивной кирпичной кладки. Вряд ли, однако, мощные стены этих дворцов служили оборонительным целям. Скорее, предполагает Ф. Нивёнер, их архитектура отражает настроение эпохи.

#### Общественные сооружения

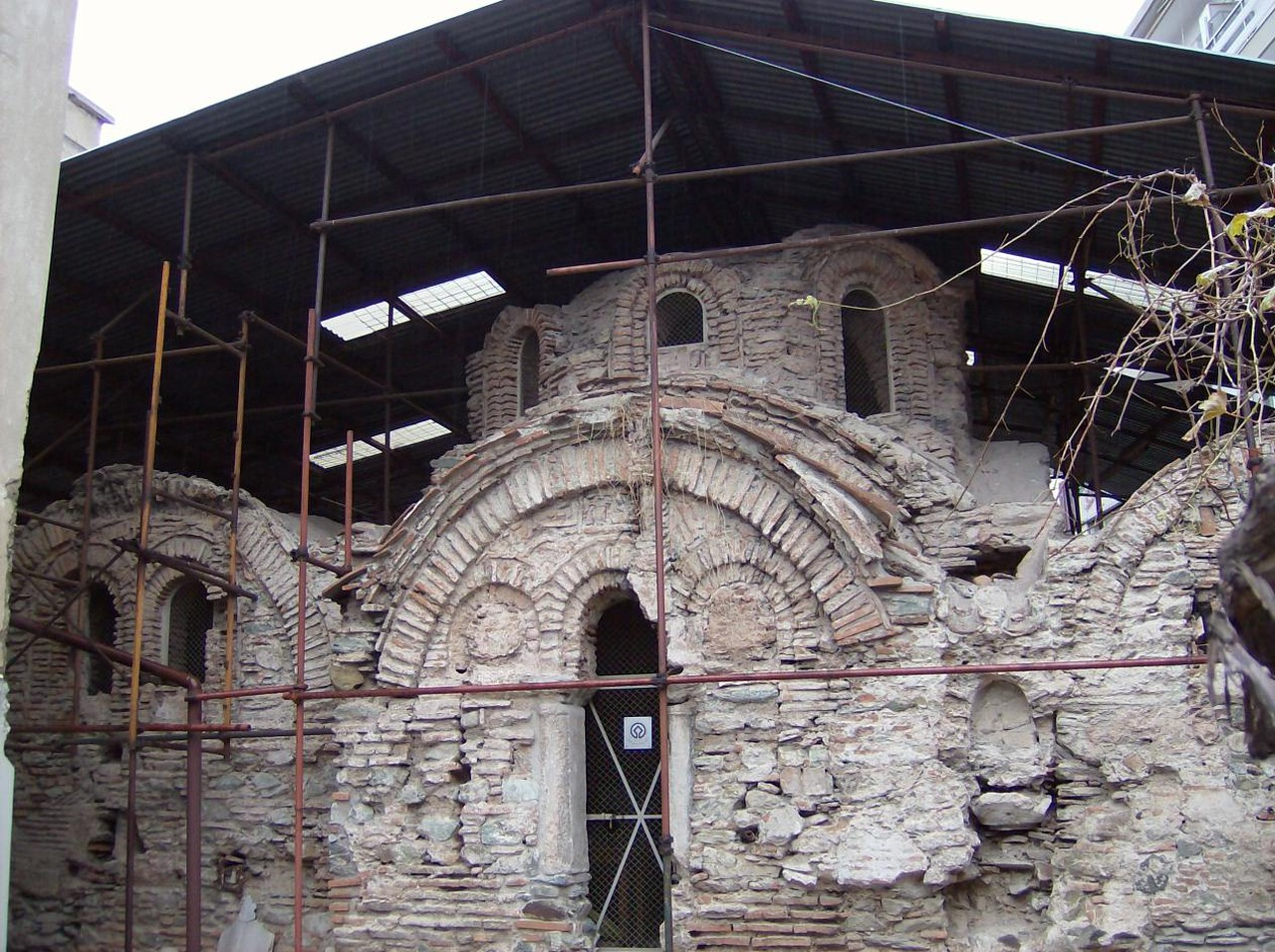
Византийские бани Фессалоник

Важным аспектом городской инфраструктуры являлось водоснабжение. С упадком городов повсеместно, кроме Константинополя и Фессалоник, прекратился ремонт римских акведуков. Строительство новых систем в средний период, за редкими исключениями (Фивы, Аргос, Мистра, Каппадокия), также прекратилось. В большинстве случаев население использовало частные колодцы или небольшие наполняемые дождевой водой цистерны. Там, где это было возможно, — пользовались природными источниками (Коринф).
Британский византинист Кирилл Манго называет общественные бани, наряду с общественными развлечениями, одним их наиболее явных отличий городской жизни от сельской в период Античности. Термы являлись необходимой частью жизни древних греков и римлян, предоставляя возможность реализовать греческий идеал телесного здоровья, общаться с друзьями, обсуждать политические вопросы и устраивать дела. Планировка ранневизантийских бань отличалась от античных — в них исчез занимавший наибольшую площадь фригидарий, который как раз и был центром общественной жизни, остальные помещения стали мельче и примерно одинакового размера. В начале V века бани были популярны даже среди духовенства, и известно об одном епископе, который утверждал, что «он моется дважды в день, потому что в третий раз не успевает». С другой стороны, ранние монастырские уставы запрещали полное мытьё тела, а многие христианские авторы осуждали купание, особенно для женщин. В IV веке прекратили функционировать связанные с общественными банями гимнасии. В раскопанной в Коринфе бане VI века размером 8 × 18 метров вряд ли могло мыться одновременно более трёх человек. Примерно половину площади занимала раздевалка (аподитерий). Водяные трубы выведены в апсидальный конец длинного узкого фригидария. Ещё меньше горячая, подогреваемая гипокаустом часть, тепидарий и кальдарий. Примерно такие же бани обнаружены во многих других городах Греции.
На основании литературных и археологических данных известно, что бани функционировали в византийских городах до VI или VII века. Наиболее полно сохранились свидетельства о банях Константинополя. Согласно источнику первой половины V века Notitia Urbis Constantinopolitanae, их в 14 районах города насчитывалось 9. Тот же источник насчитывает 153 частные бани (balneae privatae). Это были небольшие, часто всего лишь двухкомнатные постройки без бассейна. За посещение частных бань их хозяин взимал с посетителей плату, в то время как общественные бани содержались за счёт государства. Ни об одной из бань, перечисленных в Notitia Urbis Constantinopolitanae, не известно после VIII века. В гипокаусте бань Дагисфея, начатых при Анастасии и законченных при Юстиниане I, в начале IX века проживал монах. В роскошных банях Зевксиппа, также построенных при Юстиниане, ещё в 713 году мылся император Филиппик, но уже вскоре они были превращены в бараки и тюрьму и использовались в таком качестве до XIII века. Программа муниципального строительства императора Василия I включала в себя церкви, монастыри и госпитали, но не бани. Единственным местом, где сохранилась традиция роскошного омовения, остался Большой дворец, в котором было несколько бань. Крупная (12,5 × 17,5 метра) баня XII века в Салониках использовалась до 1940 года. Её аподитерий и тепидарий перекрыты цилиндрическими сводами, а у кальдария с двумя бассейнами свод крестово-купольный.

### Крепости и стены

#### Теория и практика

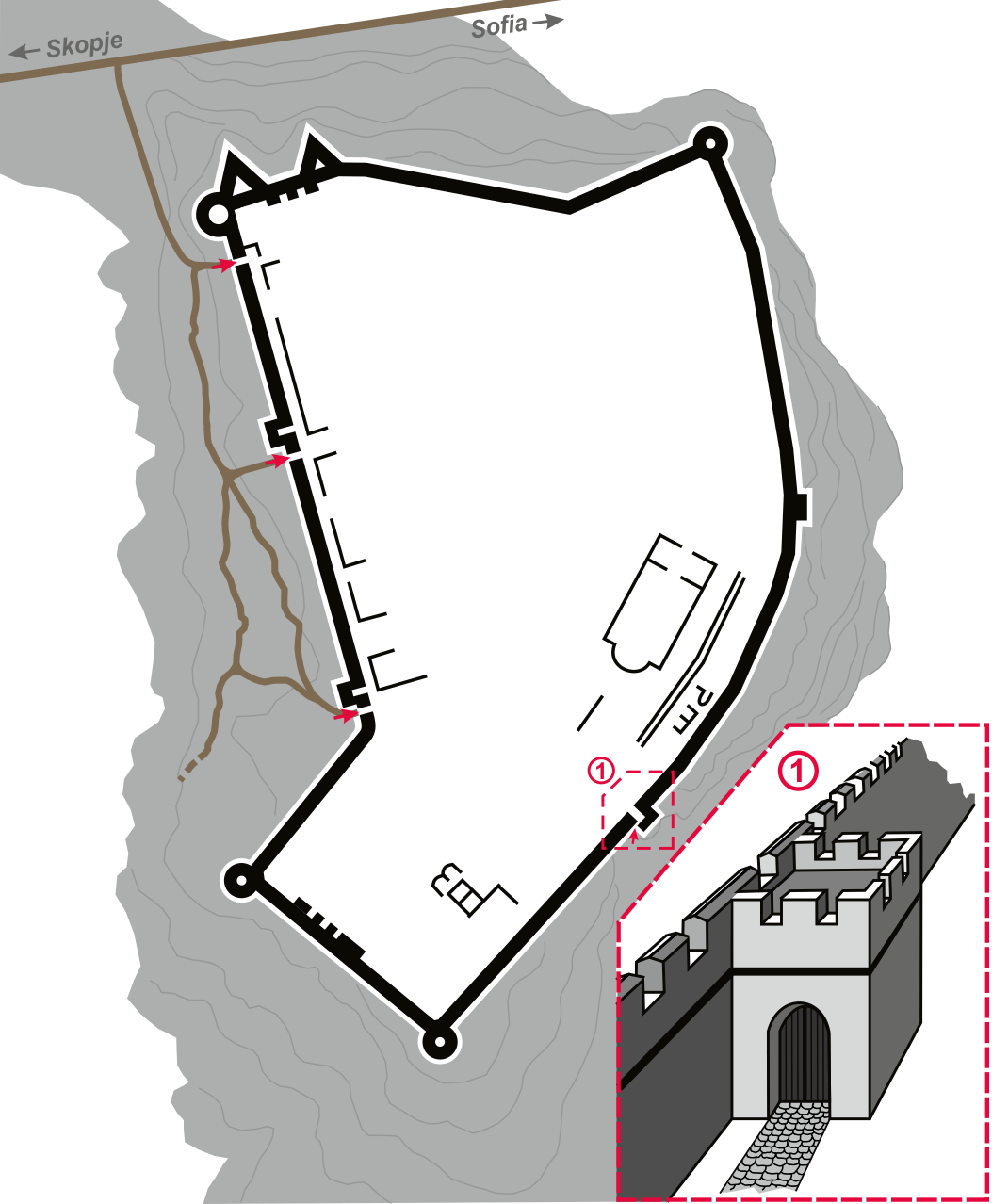
План крепости Гиссарлык, Болгария

Согласно рекомендации античного теоретика Филона Византийского, периметр крепости должен образовываться из двух рядов стен на расстоянии 8—12 локтей одна от другой. Как позднее уточняли Витрувий и Вегеций, промежуток должен позволять разместить в нём боевые построения защитников крепости. Выведенное французским византинистом Шарлем Дилем на основе данных африканских крепостей эмпирическое правило, по которому ширина междустенного пространства определялась как четверть высоты стены, для Балкан не соблюдалось. Эталонным примером такой схемы были Феодосиевы стены, строительство которых было завершено в 413 году. Ширина внутреннего пространства (перибол) между массивными и высокими внутренними и низкими внешними стенами достигала 18 метров. Перед внешней стеной выкапывали ров (τάφρος), в некоторых случаях заполнявшийся водой. Из выкопанной при создании рва почвы нередко отсыпали невысокий вал (άντιτείχισμα). Использовался преимущественно тип кладки opus incertum, а в крупных городах, таких как Царичин-Граде, также opus mixtum. Стены высокогорных укреплений редко имели больше 1 метра в толщину и, располагаясь на склонах, не могли быть очень высокими. На равнинах, где вероятность длительной осады была выше, в структуру крепостных стен добавляли башни неправильной формы.
Стандартной является классификация византийских городов по площади внутри периметра стен. Для разных регионов исследователи предлагают различные границы мелких, средних и крупных укреплений. Для Фракии болгарский археолог В. Динчев предложил рассматривать 10 гектаров как верхнюю границу мелких укреплений и 30 гектаров как нижнюю границу крупных. По его мнению, такие значения параметра не случайны и коррелируют с классификацией города на основе более широкого набора критериев. С фортификационными сооружениями связана разнообразная терминология:
- Castra — классический термин, используемый для обычного форта, построенного согласно правилам кастраментации[фр.]. Гораздо реже в классических текстах встречается то же слово в единственном числе (castrum, каструм). Предположительно, castrum’ы имели меньший размер и более простую планировку, чем castra. Как правило, castra использовались для размещения легионов в пределах лимеса, и в таком качестве их называют легионерскими крепостями[201][202];
- Castellum — небольшой каструм. По современным представлениям, в кастеллумах размещались вспомогательные военные подразделения. С выходом из употребления в позднеантичный период термина castra и приобретения castrum’ом преимущественно гражданского значения кастеллум стал универсальным обозначением для лагерей как легионов, так и ауксилиев[203][202];
- Praesidium — точный смысл термина не ясен. Обозначает либо гарнизон, размещённый в каструме или кастеллуме, либо собственно кастеллум. Президиумами называли также полицейские станции для поддержания безопасности вдоль дорог. К этой же категории относят небольшие четырёхугольные крепости квадрибургии (quadriburgium)[204][202];
- Burgus является заимствованием в латинском языке германского или греческого (др.-греч. πύργος) происхождения, обозначающим малое укрепление (castellum parvulum). Вегеций советовал городам, не имеющим собственного источника воды, построить бург с баллистой и лучниками между городскими стенами и источником для контроля над водоснабжением. По эпиграфическим источникам бурги известны начиная с середины II века и, как правило, отождествляются с башнями[205];
- Centenarium известны только в Северной Африке, например, построенный на рубеже III—IV веков Centenarium Tibubuci[нем.] и многие другие крепости, квадратные в плане со стороной от 10 до 20 метров[206][207].
- Turris, specula — башня меньшего размера, чем предыдущая, со стороной от 3 до 10 метров, отдельно стоящая или в составе более крупного комплекса[208][209][207].

Ряд терминов встречаются существенно реже или имеют узкий смысл, как, например, fossatum — использовавшиеся в Африке линейные укрепления для защиты сельскохозяйственных угодий от нападений кочевников.

#### Основные вехи развития

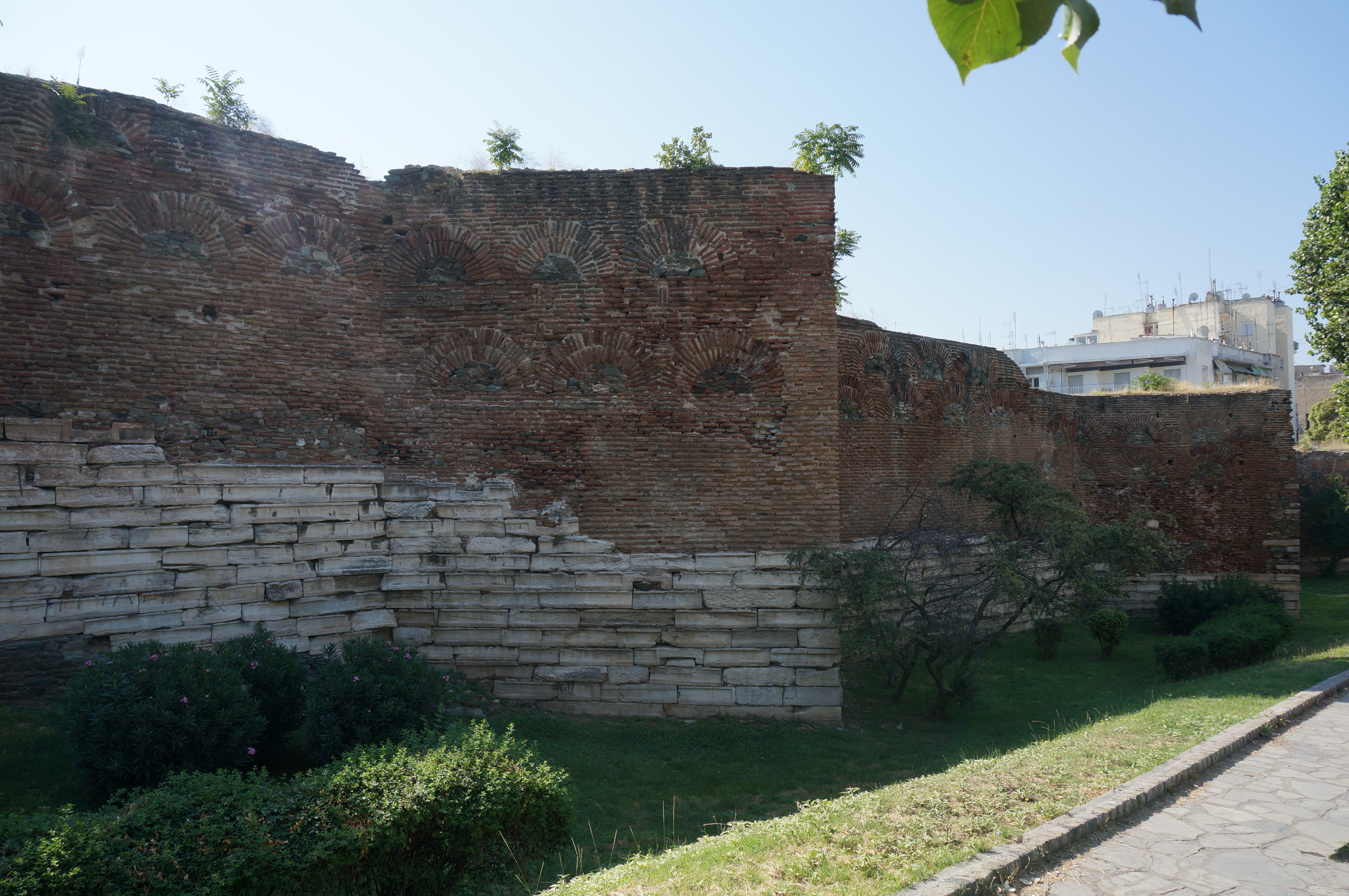
Стены Фессалоник. Видны остатки старой кладки

Сохранилось огромное количество разного рода оборонительных сооружений во всех частях Византии. Первоначально империя следовала принципам, сформулированным Римской империей. Примерно в правление императора Октавиана Августа (27 до н. э. — 14) римская оборонительная политика приняла консервативный характер, сосредоточившись на сохранении завоёванных территорий. Армия была преобразована, и большая часть легионов была перемещена к границам. В результате была создана огромная цепь приграничных гарнизонов, известная как лимес. В каждом отдельном случае применение той или иной оборонительной технологии определялось соображениями экономической целесообразности. В большинстве случаев оптимальным выбором было строительство стен с рвами и башнями. Римские укрепления того периода были простыми полевыми базами, без сооружений активной обороны, назначением которых была поддержка войсковых операций. Во времена Римской республики военные лагеря строились преимущественно квадратными в плане, что, как считалось, было наиболее удобно с точки зрения обороны. Они не предназначались для длительной обороны, и только на Востоке, где империи противостоял серьёзный противник — Персия, ситуация была несколько иной.

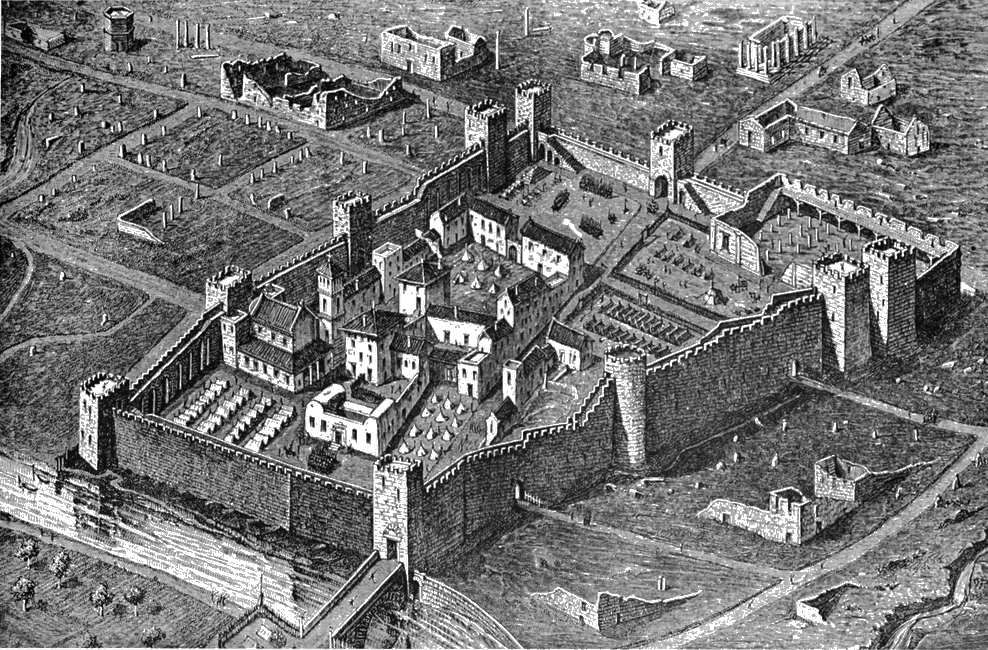
Реконструкция византийской крепости в Гидра (Тунис) (Тунис), рисунок Саладин, Анри

Во второй половине III века политическая обстановка изменилась, и многим городам империи потребовалась дополнительная защита. По-видимому, одной из первых, в конце 260-х годов, мощные стены получила Никея. Стены, чья высота достигала 9 метров, на равномерном расстоянии разделялись выступающими башнями, между парами которых помещались ворота. Вероятно, на вершины башен устанавливались катапульты. U-образные башни 8—9 метров диаметром находятся на расстоянии 60—70 метров друг от друга, внутри сложены из щебня и полностью облицованы кирпичом. В Афинах новые стены, превратившие Акрополь в крепость, были построены незадолго до нападения герулов в 267 году. В значительной части стена опирается на фундаменты древних построек и включает в себя стою Аттала. Для облицовки афинской стены использовались преимущественно сполии, и зачастую можно идентифицировать строения, из которых они были взяты. Согласно легенде, достигнутый результат произвёл огромное впечатление на вождя вестготов Алариха в 396 году и заставил того искать примирения с афинянами. Археологические данные выявили некоторые разрушения в районе Агоры и Керамика, что указывает на имевшие место осады. Обширная программа фортификации Фессалоник проходила в несколько этапов. Древнейшей является внутренняя часть 8-километровых городских стен. Датировка стен представляет проблему. По-видимому, их строительство было начато в связи с варварскими нашествиями середины III века, а в конце того же века при Галерии либо в конце IV века их реконструировали. Ранние башни имели прямоугольную форму, позднее добавились треугольные, составляющие особенность стен Фессалоник. На рубеже IV века были восстановлены важнейшие крепости Дунайского лимеса, реконструкцию крепостей на Балканах продолжили преемники Диоклетиана. О внимании императора Юлиана к защите Фракии и Дакии сообщают Клавдий Мамертин и Аммиан Марцеллин. В правление Валента II дунайскую границу посещал оратор Фемистий, отметивший строительство там новых и укрепление старых фортов и стен. На Востоке при Константине Великом и Констанции II были построены или восстановлены крепости в Ассосе, Амиде и множество укреплений в районе Евфрата и Аравийского лимеса.

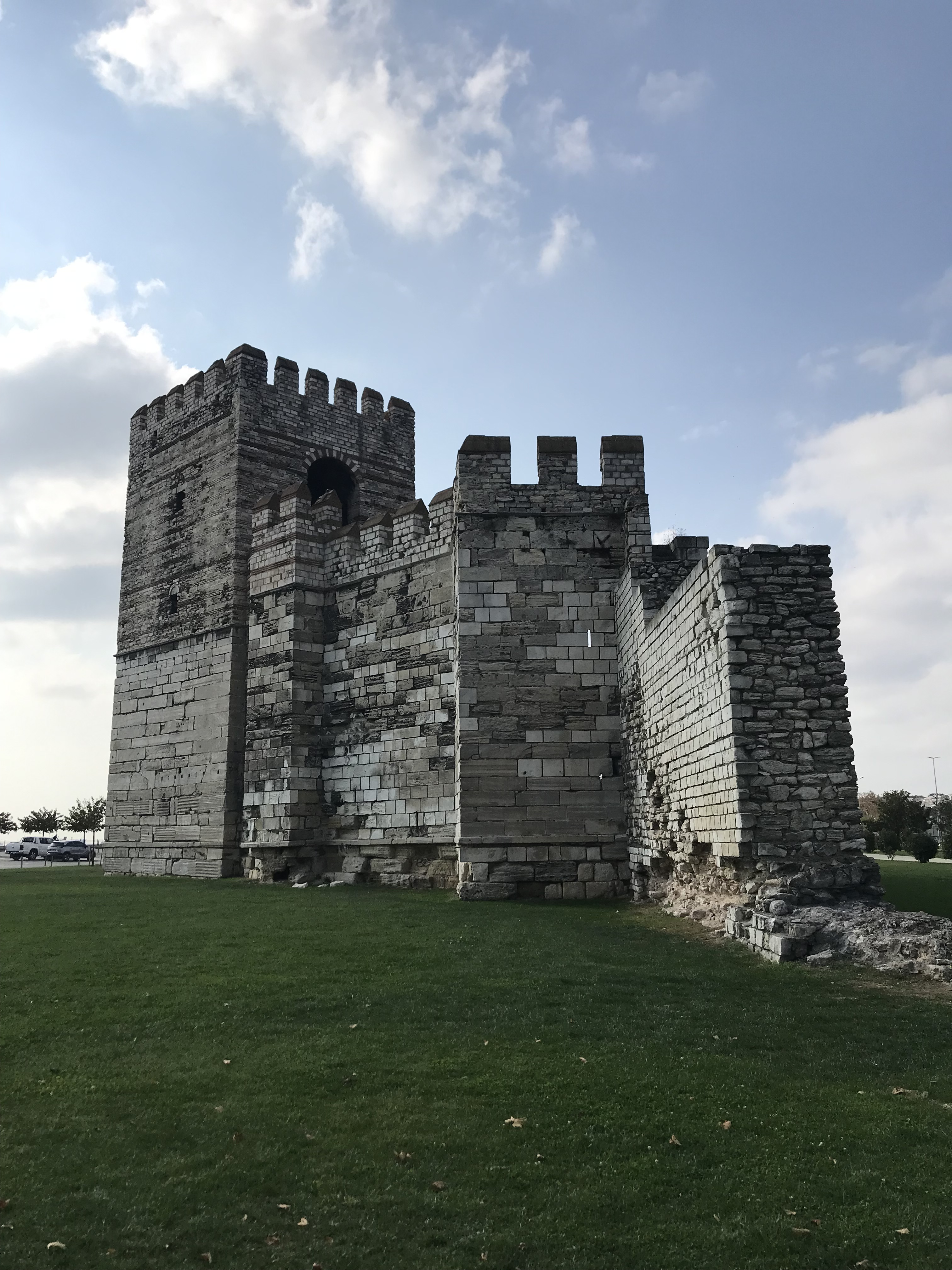
Дворцово-оборонительный комплекс Мермер-кюле («Мраморная башня»)

Крупнейшим фортификационным проектом поздней античности стали стены Константинополя. Их планирование началось ещё в 380-х годах при императоре Феодосии I, но из реализованного в его царствие сохранилась только триумфальная арка, получившая позднее название Золотые ворота. Дальнейшие этапы строительства были осуществлены при Феодосии II (401—450): 6,5 километра Наземные стены построили в 405—413 годах, ещё 25 лет заняло строительство Морских стен. В результате площадь внутри стен составила 650 гектаров. При строительстве использовались высококачественные материалы, ряды из небольших аккуратных каменных блоков перемежались пятью рядами кирпичной кладки. Разнообразные башни и арки смотрятся очень гармонично. К VI веку стены, наряду с церквями, стали отличительным признаком византийского города.

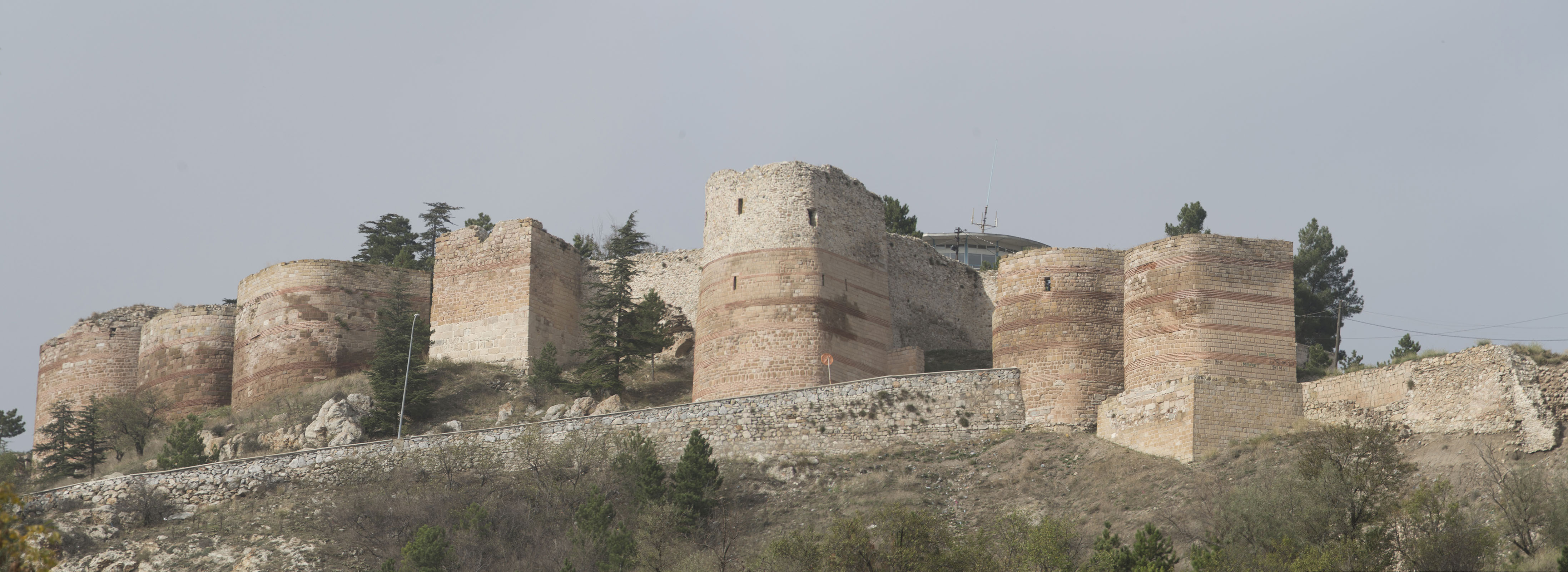
Крепость Котиая датируют правлением Михаила III

В правление Юстиниана I было возведено больше крепостей, чем за все прочие периоды вместе взятые. В ходе многолетних исследований к началу XXI века выявлено около 1000 позднеантичных и ранневизантийских укреплений на территории Иллирии. Причины их появления объясняются по-разному, включая контроль над сетью дорог, создание протяжённых оборонительных линий или временных убежищ для населения. Часть крепостей была построена в римскую эпоху в устьях притоков Дуная и включена в Дунайский лимес. Большинство таких памятников представляют собой укреплённые деревни, помимо фортификационного значения, нередко имевшие и экономические функции. Видимо, это был основной тип поселений в VI веке на Балканах. Подтверждением того, что укрепления относились к сельским поселениям, а не к гарнизонам, являются обнаруженные в ходе раскопок женские и детские захоронения, сельскохозяйственные орудия, а также остатки храмов. Учитывая, что большинство укреплённых поселений находятся достаточно высоко, вплоть до высоты 1500 метров над уровнем моря, исследователи предполагают, что их появление, как и соответствующее перемещение населения, связано с варварскими нашествиями. По-видимому, одновременно менялись занятия населения — с растениеводства на животноводство и добычу полезных ископаемых. Ранневизантийские укрепления на Балканах строились с учётом рельефа местности и редко имели предписываемую классической теорией прямоугольную форму. Как отмечает болгарский археолог Димитр Овчаров, таким образом проявлялся не упадок фортификационного искусства, а, напротив, происходило его развитие. Крепости могли иметь совершенно различную форму, начиная от стены, перегораживающей изгиб меандра или мыс, до произвольной замкнутой ломаной. Небольшая площадь крепостей предполагала компактную внутреннюю застройку с казармами, караульными помещениями и резервуарами для воды. Некоторые крепости, такие как Шуменская, включали плотную жилую застройку и церковь. После Вандальской войны византийцам перешли форты провинций римской Африки, за исключением занимающей север современного Марокко Мавретании Тингитанской. Укрепления там строили с использованием «эллинистических» технологий, встречающихся в Малой Азии и в Месопотамии. Блоки тёсаного камня, часто происходящего из римских развалин, скреплялись залитым раствором щебнем, в результате чего возводились стены толщиной 2,5 метра и высотой до 10 метров. Небольшие форты строились по типу позднеримских квадрибургиев (quadriburgium), то есть представляли собой в плане четырёхугольник с башнями по углам. Более крупные крепости имели дополнительные башни. Если позволяла местность, у крепости могло быть меньше сторон. Так, у стоящей на краю горного обрыва Тагоры было только две стены. Крепость Мадавроса с северной стороны ограничивалась амфитеатром. По размеру африканские форты VI века могут быть разделены на три группы. Большую часть составляют крайне небольшие укрепления, занимающие площадь меньше трёх гектаров или даже менее одного гектара, как Тимгад. Форты среднего размера занимали от 5 до 9 гектаров и нередко внутри своих стен имели меньшие укрепления, как, например, в случае Багаи. Примыкая к одной из стен, внутренние сооружения могли быть караульным помещением или бараком. Внутренняя крепость Багаи продолжалась наружу, образуя протохизму. Наибольшими являются городские стены, окружавшие площадь в несколько десятков гектаров. Укрепления византийской эпохи, как правило, защищали гораздо меньшую территорию, чем более ранние крепости на том же месте. В некоторых случаях (Суфетула) более ранний крупный город новыми укреплениями разделялся на множество более мелких. Как отмечают исследователи, укрепления северной Африки слабее аналогичных в других частях империи. У них редко встречаются дополнительные оборонительные элементы (протохизмы), по сравнению с Балканами, Малой Азией и Месопотамией практически не встречаются круглые и многоугольные башни.
Политические и военные неурядицы «Тёмных веков» привели к новому всплеску военного строительства в Малой Азии, где массивные стены возводились вокруг древних акрополей и в новых фемных столицах. Назначением укреплений в новых условиях было сохранить остатки населения, сосредоточившегося в значительно уменьшившихся городах. Типичной является судьба Эфеса, одного из крупнейших городов Малой Азии. В период поздней античности это был крупный портовый город, важнейший административный, торговый и финансовый центр, место проведения двух вселенских соборов. Судя по археологическим данным, в городе велось интенсивное и высококачественное строительство. Ситуация драматически изменилась в начале VII века, что, возможно, стало одним из последствий успешных персидских вторжений. К 614 году постройки верхней агоры и роскошные дома вдоль центральных улиц были заброшены навсегда. Строения, ещё активно используемые в конце VI века, были засыпаны мусором и использовались как фундамент для хижин и складов. В годы «Тёмных веков» в Эфесе была построена новая стена, охватывающая часть старого города и прилегающие холмы. Бани времён императора Констанция были разрушены, а театр и дворец разделены на небольшие частные жилища. Снабжавший весь город водой акведук пришёл в негодность, и каждая из частей города должна была решать проблему водоснабжения самостоятельно. Крупнейшая постройка византийского периода в городе — кирпичная церковь Богородицы, была вполовину меньше ранее существовавшей базилики. Кирпичная церковь, в свою очередь, тоже была разрушена и заменена небольшой часовней при кладбище. После того, как порт Эфеса был окончательно заброшен в XII веке, город целиком находился в пределах крепости на холме Айясолук.
Войны с сельджуками привели к новому этапу развития византийской фортификации. Император Алексей I строил простые прибрежные крепости для поддержки военных экспедиций, а при его преемнике Иоанне II возводились разнообразные крепости с башнями для защиты стратегических коммуникаций. При Мануиле I была организована оборонительная система Неокастра, включавшая массивные стены Пергама. К тому времени произошёл отказ от декоративной облицовки стен, и бетонное ядро облицовывали щебёнкой и покрывали штукатуркой. Изнутри стены усиливались деревянными балками. Значительные укрепления также были построены Ласкаридами в Никее. При Палеологах византийцы познакомились с западными фортификационными технологиями. При Иоанне VIII в стенах Константинополя появились отверстия для защитников с огнестрельным оружием. Последним крупным проектом стала реставрация перекрывающей Коринфский перешеек стены Гексамилион.

## Технологии строительства

### Строительные материалы

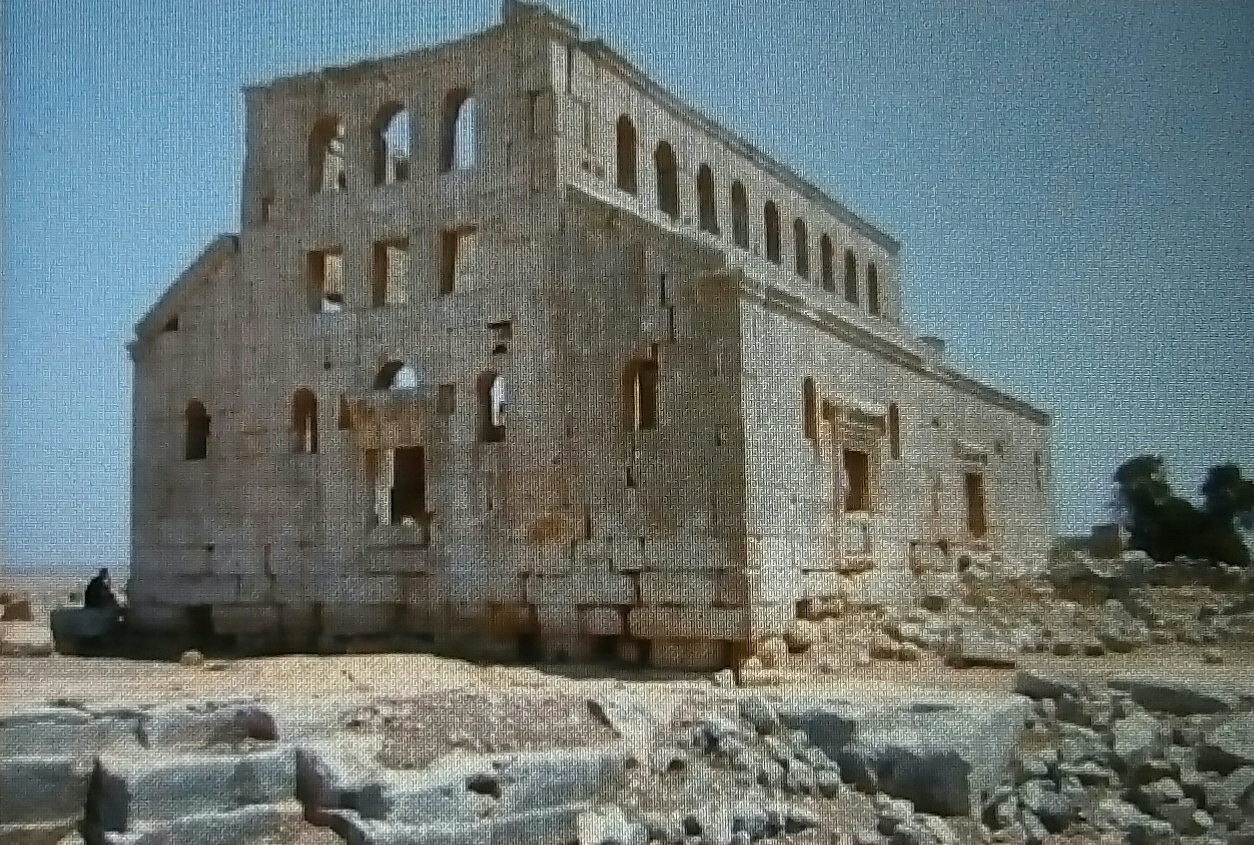
Известняковая каменоломня у юго-западной стены сирийской базилики Мушаббак

Начиная с V века основным строительным материалом в Византии стал кирпич. Процесс производства византийского кирпича (плинфы) не сильно отличался от производства римского кирпича, он усложнился, но остался принципиально тем же. Наиболее распространёнными технологиями строительства были чередование рядов кирпича и камня на основе римского opus vittatum и разного рода сплошная кирпичная кладка. Практика использования кирпичной кладки в восточных частях Византии была позаимствована из Рима, где широко применялась начиная как минимум со времени постройки Castra praetoria в 23 году. Со времён поздней античности широко применялись два подхода: сооружения, целиком сложенные из кирпича, и смешанный подход, когда перемежались слои бутового камня и кирпича (opus mixtum). С VI века стандартной стала кладка из 20 рядов кирпича, а затем блоков известняка, так были построены церковь Святых Сергия и Вакха, собор Святой Софии, термы Зевксиппа и церковь Богородицы Кириотиссы. Слоёные конструкции использовались в Константинополе и после «Тёмных веков» вплоть до XIV века, с некоторыми вариациями по толщине слоёв кирпича и количеству раствора. Размеры кирпича широко варьировались, и в разных частях империи его сторона была от 22 до 54 см, тогда как толщина составляла от 3,5 до 5 см. Размеры кирпича незначительно менялись в IV—VI веках, а затем материалы зачастую брались из руин более ранних построек. Как следствие, датировка константинопольских зданий исходя из характеристик кирпича затруднительна. В провинциях использование кирпича происходило примерно по такой же схеме, кроме мест, где по стоимости было выгоднее применять камень. В ранневизантийский период использование каменной кладки зафиксировано в акведуках фракийских предместий Константинополя (валуны в нижней части, облицованная камнем бутовая цементированная кладка сверху), в облицованных тёсаным камнем участках Анастасиевой стены и в прилегающих к ипподрому ротондах. Позднее столичные строители предпочитали более дешёвый кирпич, а тёсаный камень применялся в высоконагруженных опорах. Так же поступали повсеместно в империи с поправкой на доступность камня в том или ином регионе. В безлесных аравийских и сирийских провинциях камень использовался даже для изготовления дверей. Орнаментальное оформление зависело от твёрдости доступного камня, и объекты в богатой известняком северной Сирии украшены богаче, нежели в южной, где в строительстве преобладал базальт.

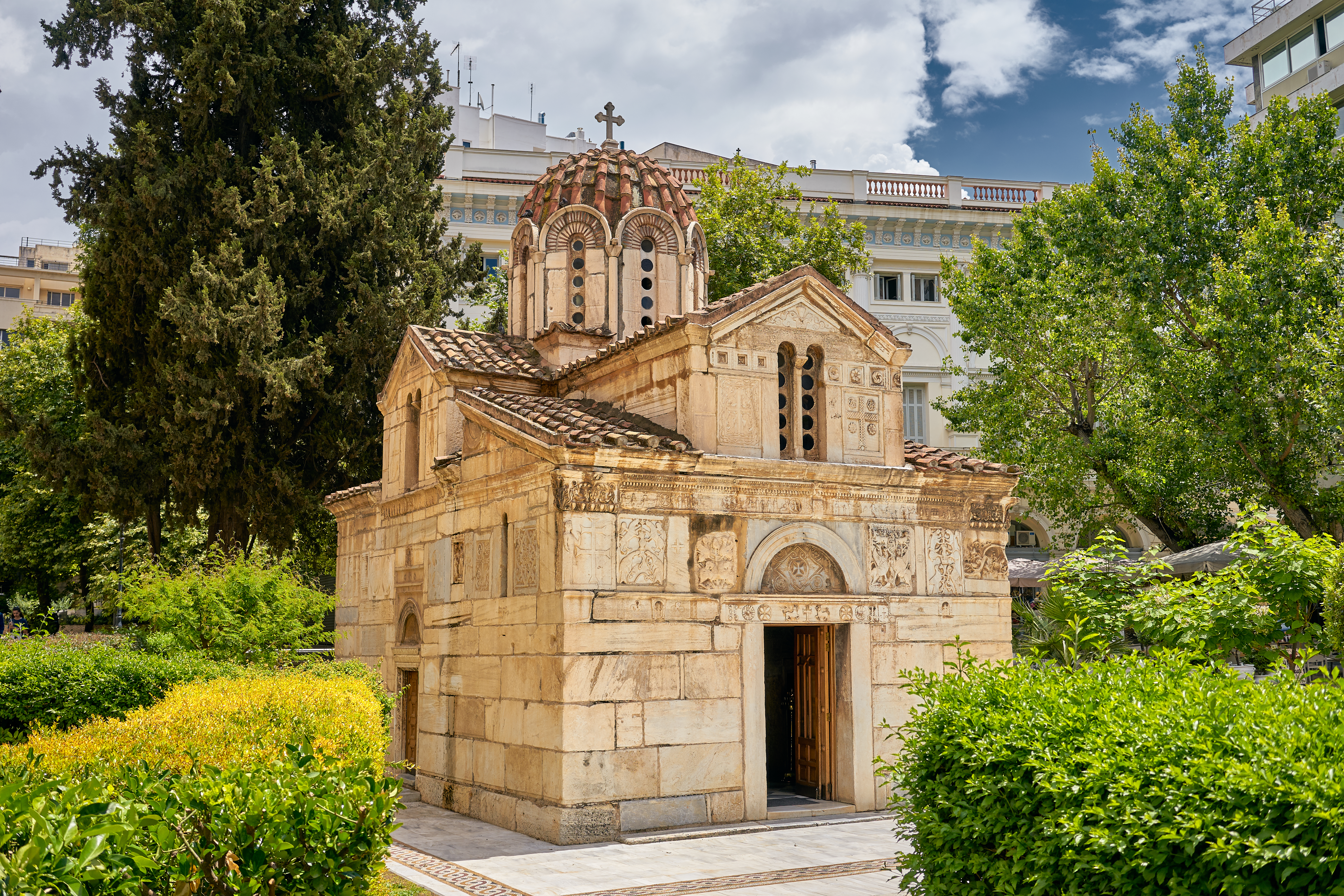
Церковь Малая Митрополия XII века в Афинах в значительной степени построена из сполий

Для скрепления строительного камня и кирпичей использовался известковый раствор, у которого выделяют не менее пяти разновидностей. Раствор изготавливался из получаемой путём обжига известняка извести, которую затем разводили водой. Крепкий раствор получали из гидравлической извести с примесью глины от 10 % до 40 % либо путём добавления некоторого количества вулканических отложений. В Италии использовалась негидравлическая известь, но в неё добавляли вулканическую пыль (пуццолана, pulvis puteolanus), а вместе с бутовым камнем (булыжниками) получался высокопрочный opus caementicium, часто сравниваемый с современным бетоном. За пределами Италии доступ к пуццолане или её аналогам имели немногие области, например Киликия, остальные в качестве примеси к раствору довольствовались измельчённым кирпичом (цемянкой). По причине использования строительных материалов разного размера и формы для придания эстетичности внешнему виду большое значение имела штукатурка. Её края выравнивались острым инструментом, а в горизонтальном направлении контур подчёркивался натянутым шнуром.

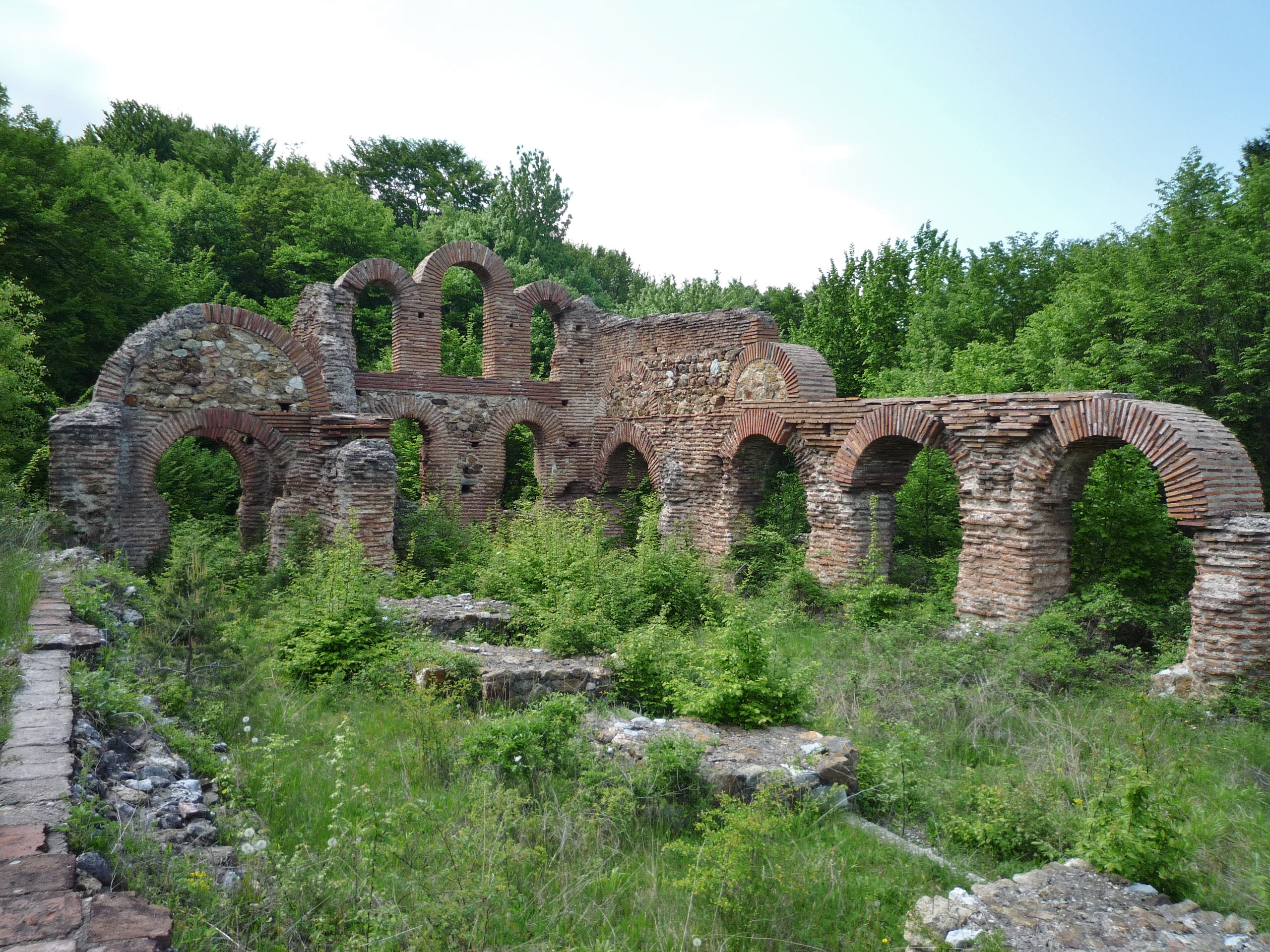
Кирпичные своды Базилика в Белово в Голямо-Белово, Болгария (примерно V век)

Организация добычи мрамора и его использование достаточно хорошо изучены. Как правило, он использовался для изготовления колонн, капителей, антаблементных блоков, карнизов, наличников окон и дверей, частей алтаря и облицовки кладки. Большинство мраморных каменоломен прекратили функционировать в начале VII века, и в более поздние эпохи мраморные элементы получались путём разбора старых конструкций. Практика широкого использования при строительстве обломков старых сооружений (сполий) уходит корнями в раннюю классическую эпоху Греции, и части древних колонн обнаруживаются уже в Акрополе. При Константине Великом процесс переиспользования памятников ускорился, что хорошо заметно по его арке в Риме. Одной из характеристик ранневизантийского стиля стала его эклектичность, например, чередование колонн с коринфскими или ионическими капителями. Источником сполий стали не нужные более языческие храмы и общественные сооружения, и законодательство допускало даже изымание украшенных могильных плит. Современные исследователи объясняют данный феномен преимущественно экономическими причинами, нарушением поставок материалов, упадком мастерства ремесленников в результате кризиса III века. После периода «Тёмных веков» (середина VII — середина IX веков) разрушение старых знаний продолжилось. Сполии использовались преимущественно при строительстве и декорировании фортификационных сооружений. В церквях средневизантийского периода обломки мрамора, строительные блоки и древние скульптурные орнаменты зачастую включались без какой-либо эстетической идеи. В значительной степени использование сполий касалось отделочных материалов и колонн, производство которых после «Тёмных веков» прекратилось.
Изучение использования древесины в качестве строительного материала затруднено в силу плохой сохранности деревянных конструкций. Как правило, дерево использовалось для изготовления крыш и дверей. Старейшая сохранившаяся полностью деревянная крыша находится в синайском монастыре Святой Екатерины середины VI века. Под стропильными крышами могли быть построены кессонные потолки, и дерево предоставляло богатые декоративные возможности. В качестве вспомогательного материала дерево использовалось на стадии строительства для строительных лесов и поддержки арок и сводов. Деревянные балки применялись для связки между собой соседних колонн с целью повышения устойчивости к землетрясениям либо в качестве архитрава. Деревянные балки устанавливались внутри стен, сцепляясь на концах разными способами. С распространением куполов и сводов деревянные балки стен начали соединять с перекрытиями арок. Хотя прочность деревянного каркаса со временем снижалась, в первое время существования здания он давал время раствору затвердеть, а в сейсмоопасных регионах придавал дополнительную устойчивость.
Простым, дешёвым и надёжным способом защиты внутренности здания от влаги было использование черепицы. Как правило, керамическую черепицу делали в форме слегка сужающегося полуцилиндра. Более дорогие и долговечные крыши делали с использованием металлических, обычно свинцовых, панелей. Ими облицовывали поверхности сложной формы, в том числе куполов, что можно наблюдать у церкви Богородицы Космосотиры в Фере.

### Фундаменты и стены

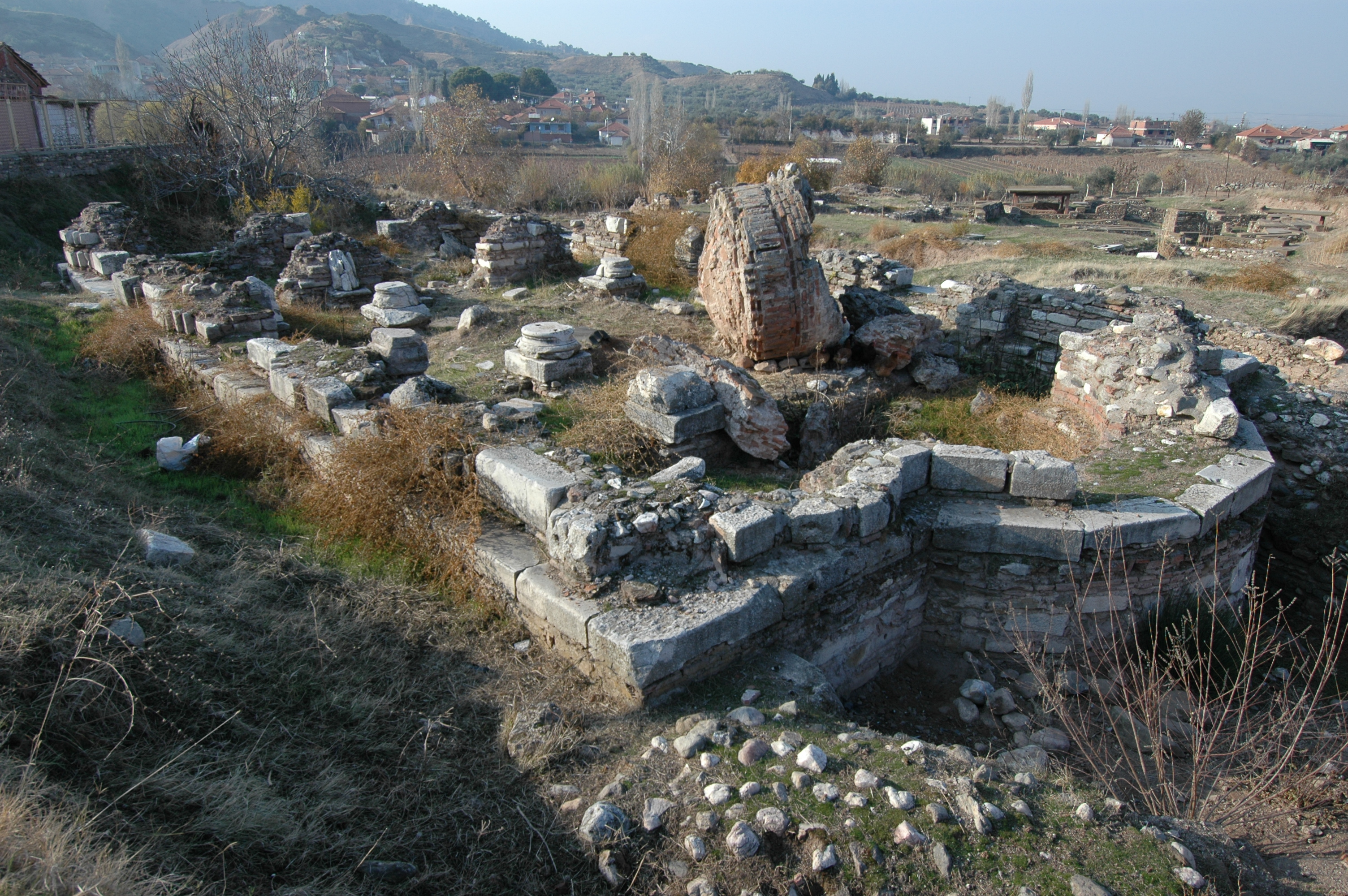
Фундамент церкви в Сардах

Византийцы строили на кирпичных или каменных фундаментах, возводимых на скальных основаниях или даже заглублённых в них. Ступенчатые фундаменты встречаются не только в горных провинциях, например Каппадокии, но и в столице. Стены монастыря Липса опираются на расположенную на глубине 1,4 метра под уровнем наоса платформу, засыпанную слоем известняка и битого кирпича. На них опирались стены и свободно стоящие колонны. Промежутки заполнены необработанным и не скреплённым цементом камнем, поверх которого лежит пол X века. В церкви у Сард применили решётчатый фундамент из девяти плит. Несущие стены доходят до уровня 2 метров ниже уровня пола и опираются на фундамент древней базилики. Внутренние несущие стены не полностью связаны с внешними. Поверху несущих стен для усиления несущей способности проложены скреплённые особо прочным цементом деревянные балки. В крестово-купольных храмах цилиндрические своды применялись для связывания внешних несущих стен с внутренними, если они имелись. Если части здания были по-разному нагружены, фундамент мог подразделяться на несколько частей. Как и строительные материалы, фундаменты могли использоваться повторно. На примере Константинополя зафиксировано множество случаев длительного существования различных сооружений на одном месте. Причиной могло быть не только желание сэкономить на строительстве, но также святость и престижность расположения. По причине неоднородностей грунта многие церкви Константинополя требовали сооружения сводчатых подземных помещений, обеспечивавших поддержку основного здания. Иногда они использовались с хозяйственными целями, как цистерны или кладбища.
Типичным для Византии способом кладки стен был римский opus mixtum, называемый в византийских текстах λιθοπηλόκτιστον, в котором чередовались ряды кирпича и камня, с облицовкой тёсаным камнем изнутри и снаружи. Стандартная схема предполагала на 1 метр высоты 3—5 рядов камня и 3—5 рядов кирпича. В среднем кирпичи имели толщину от 4 до 5 сантиметров, а слой раствора между ними был от 5 до 7 сантиметров. Согласно Ричарду Краутхаймеру, данные строительные технологии пришли в Константинополь из Малой Азии. Известны и другие варианты кладки, с иными пропорциями чередования кирпича и камня или чисто кирпичные. С XI века стала применяться перегородчатая техника «клуазонне», когда вертикальными кирпичами по периметру обкладывались блоки камня либо каменные лепные украшения или орнаменты. Такой вариант встречается в храме Богородицы монастыря Осиос-Лукас. Со второй половины X века в константинопольской архитектуре начала применяться техника кладки с утопленным (скрытым) рядом (англ. recessed-brick, concealed course, ряды кирпича попеременно исчезают с поверхности стен, из-за чего слой раствора выглядит гораздо толще, чем кирпич). Как правило, ряд с «утопленными» кирпичами чередовался с одним рядом каменной кладки. Такая техника считалась эстетически привлекательной и ей подражали в провинциях. В других случаях (Панагия Халкеон в Фессалониках, церковь Христа Пантепопта в Константинополе) «утопленный» кирпич применялся для повышения надёжности конструкции только в наиболее нагруженных зонах, углах и апсидах.
Для недорогого и некачественного строительства византийцы использовали различные виды бутовой кладки: сухую, с известковым или глиняным раствором. Сухую бутовую кладку часто обнаруживают при раскопках скромных домов и подпорных стен. Под названием ξηροῖς λίθοις она встречается при описании возводимых в спешке крепостей. Для качественного строительства крепостей идеальной считалась кладка opus incertum с известковым раствором, а для прочих сооружений — с земляным или глиняным. Как правило, стены строений в Малой Азии, на Пелопоннесе и на Балканах имели в своей основе скреплённые низкокачественным раствором необработанные камни. Основа обкладывалась каменными блоками, изредка переложенными кирпичом. Обычная в Риме, кирпичная облицовка в Византии встречалась редко. Доля раствора в кладке была невысока, он быстро высыхал, в результате чего постройки были не очень крепкими.

Виды кирпичной и каменной кладки
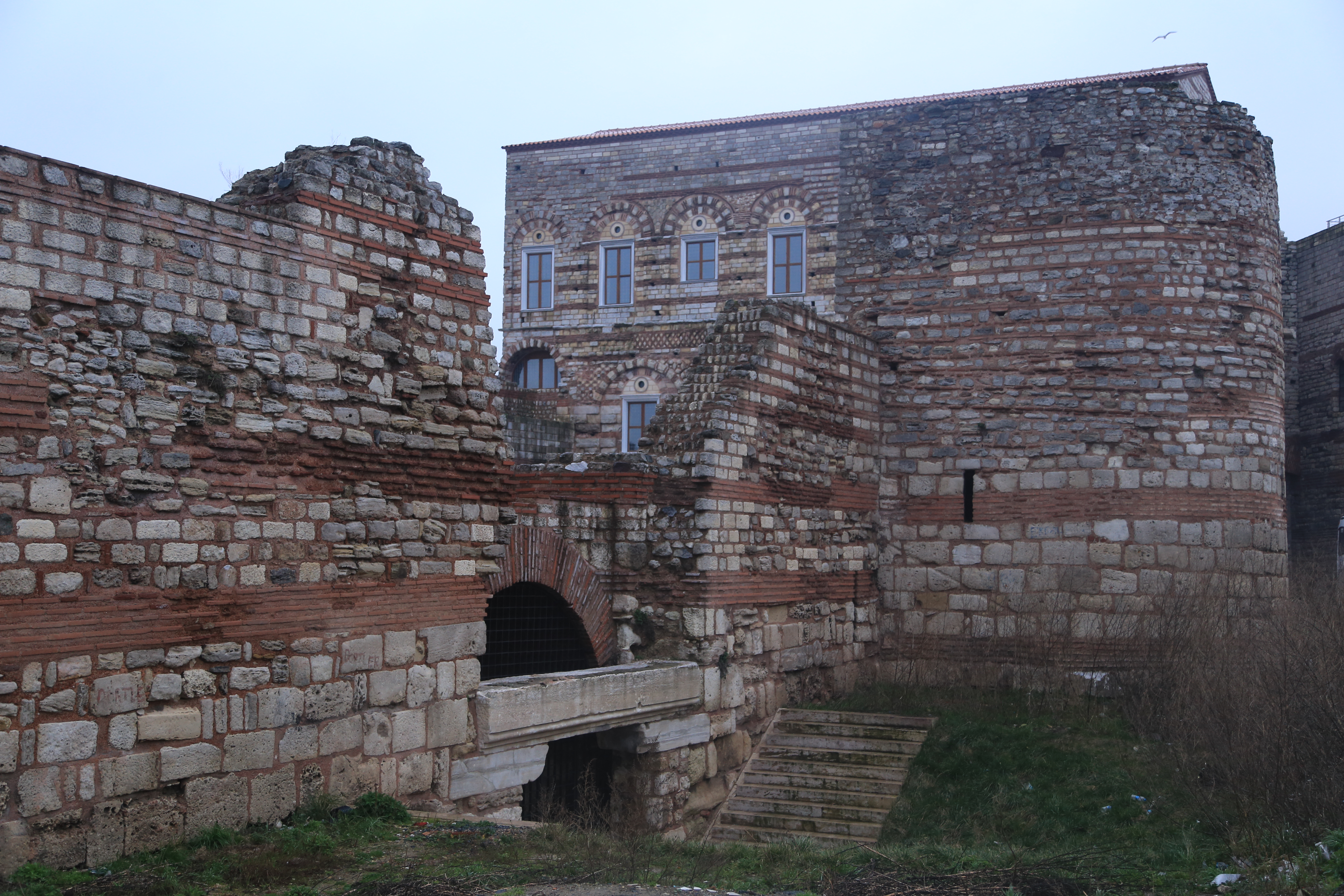
Непрерывная горизонтальная кладка в Малом Влахернском дворце
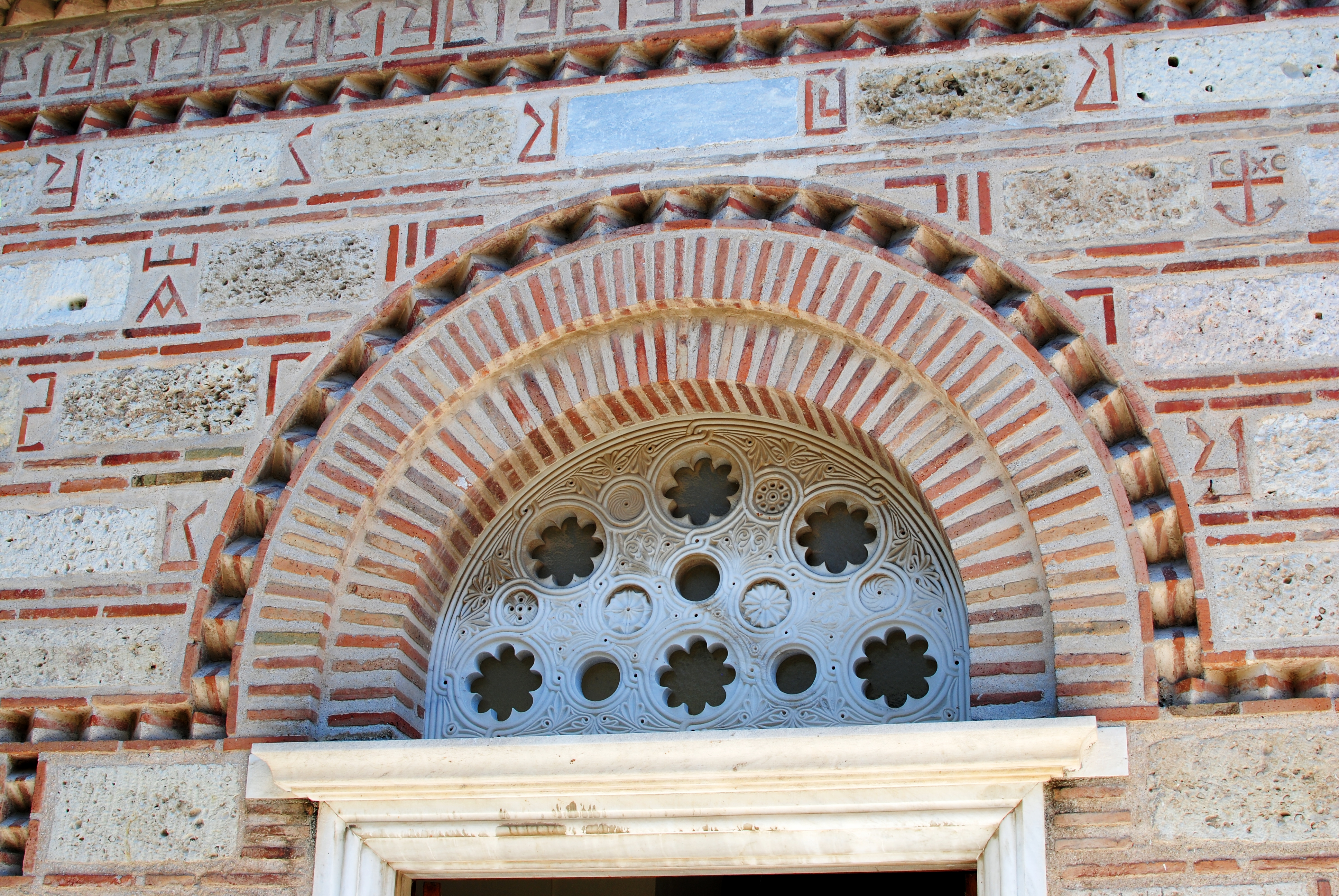
Техника «клуазонне» на фасаде церкви Святых Апостолов в Афинах
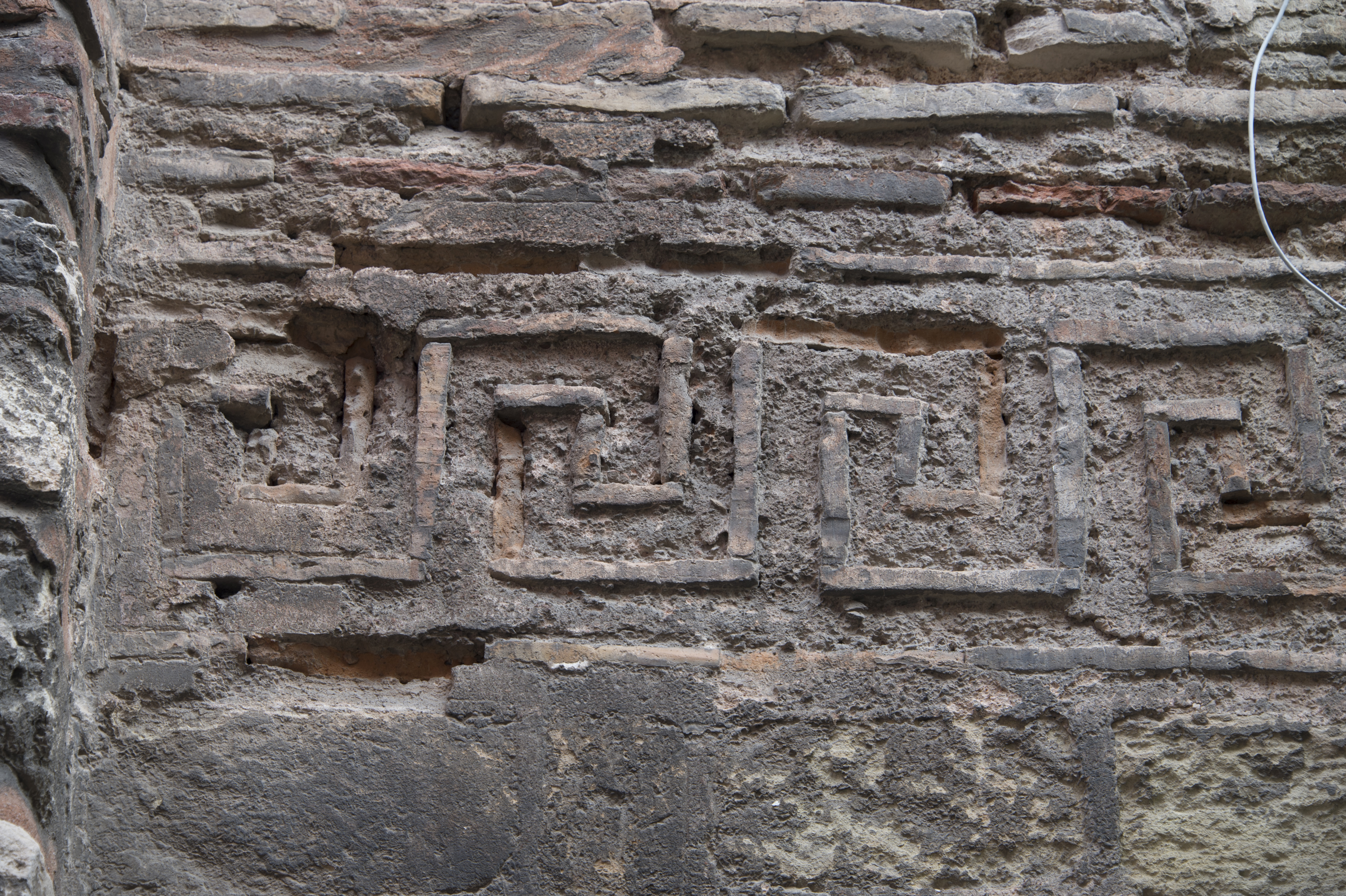
Декоративные элементы церкви Христа Пантепопта
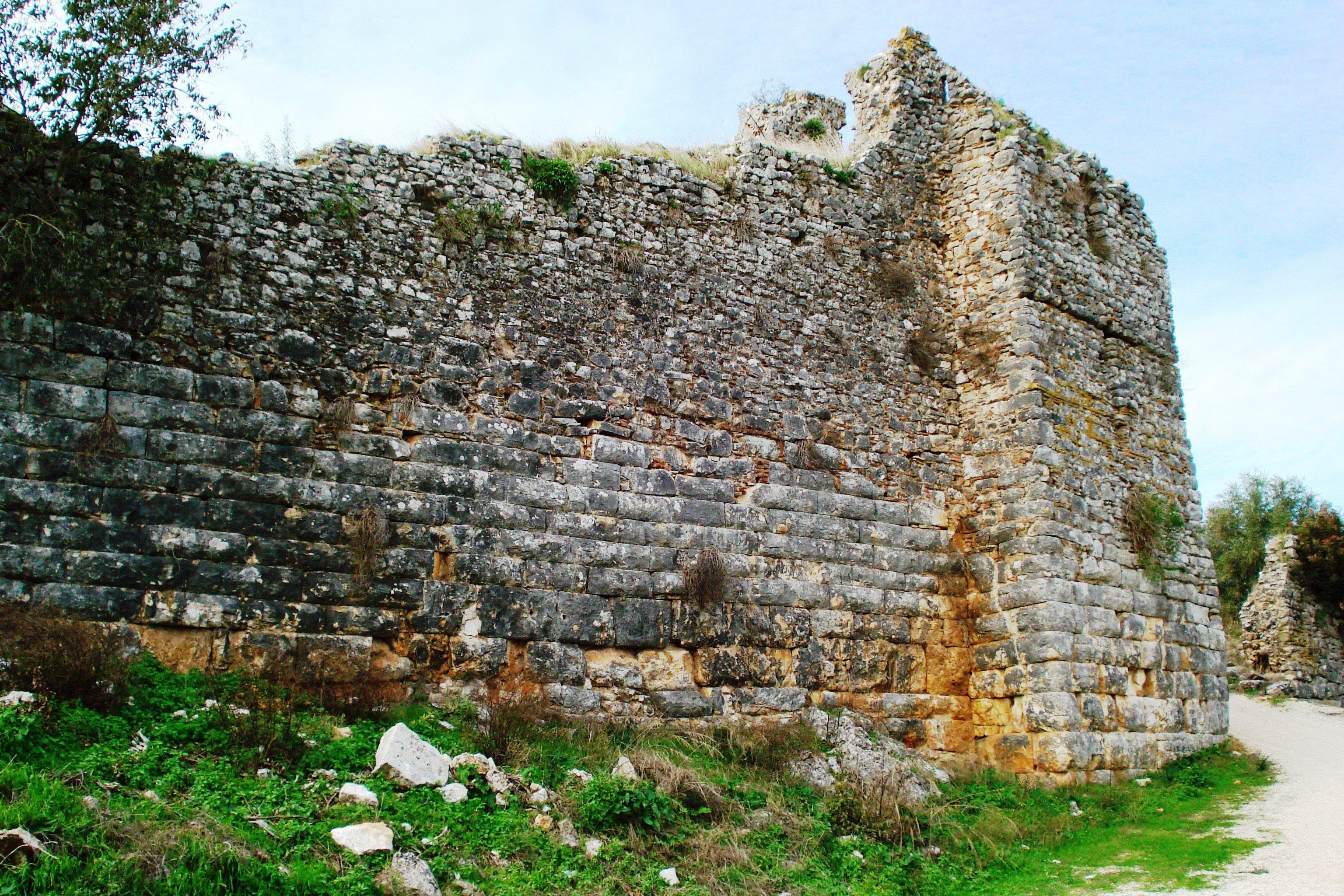
Opus mixtum в кастроне Роги
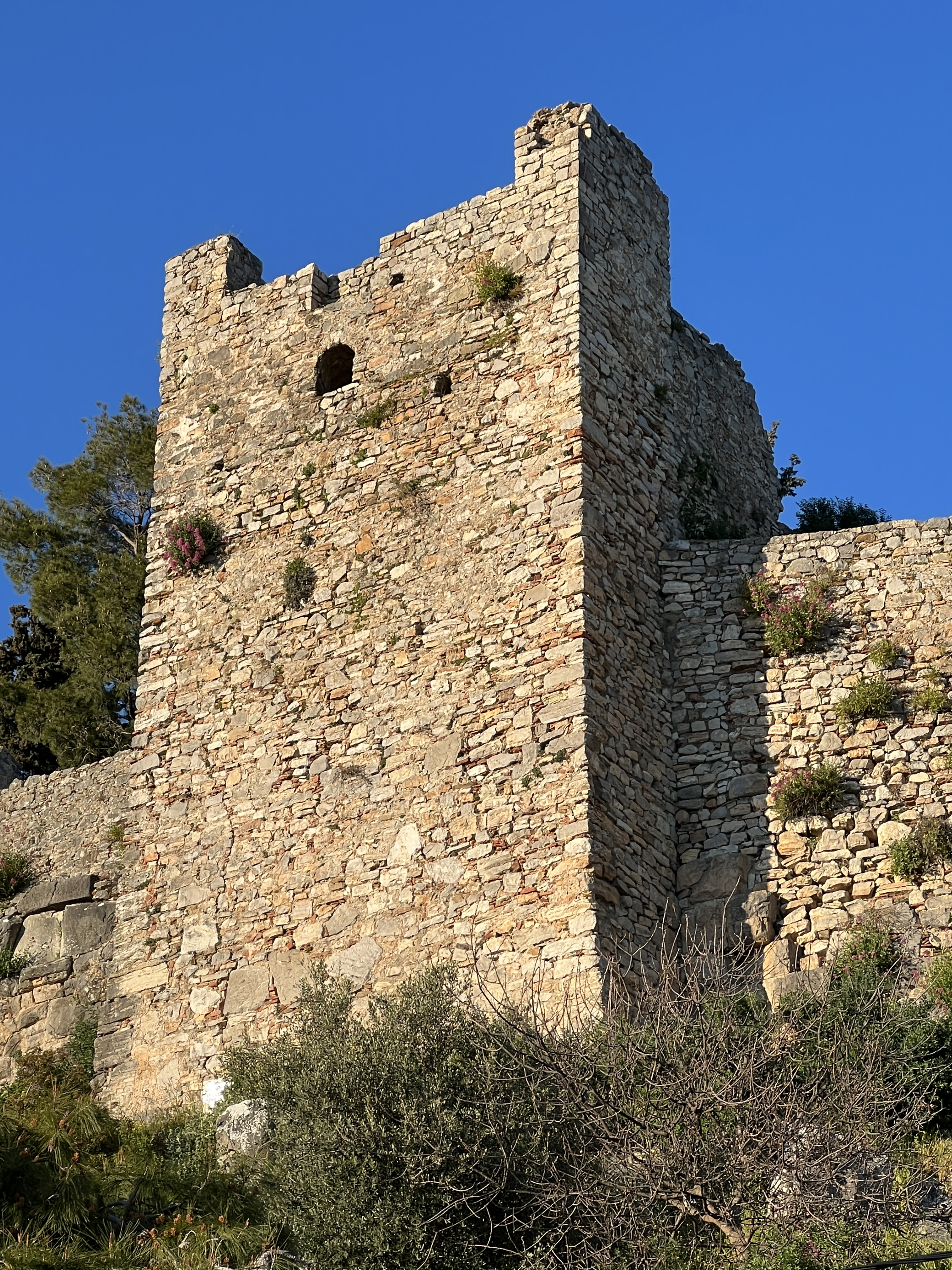
Щебень с чередованием рядов кирпича в стенах крепости Навпакта

### Купола и своды

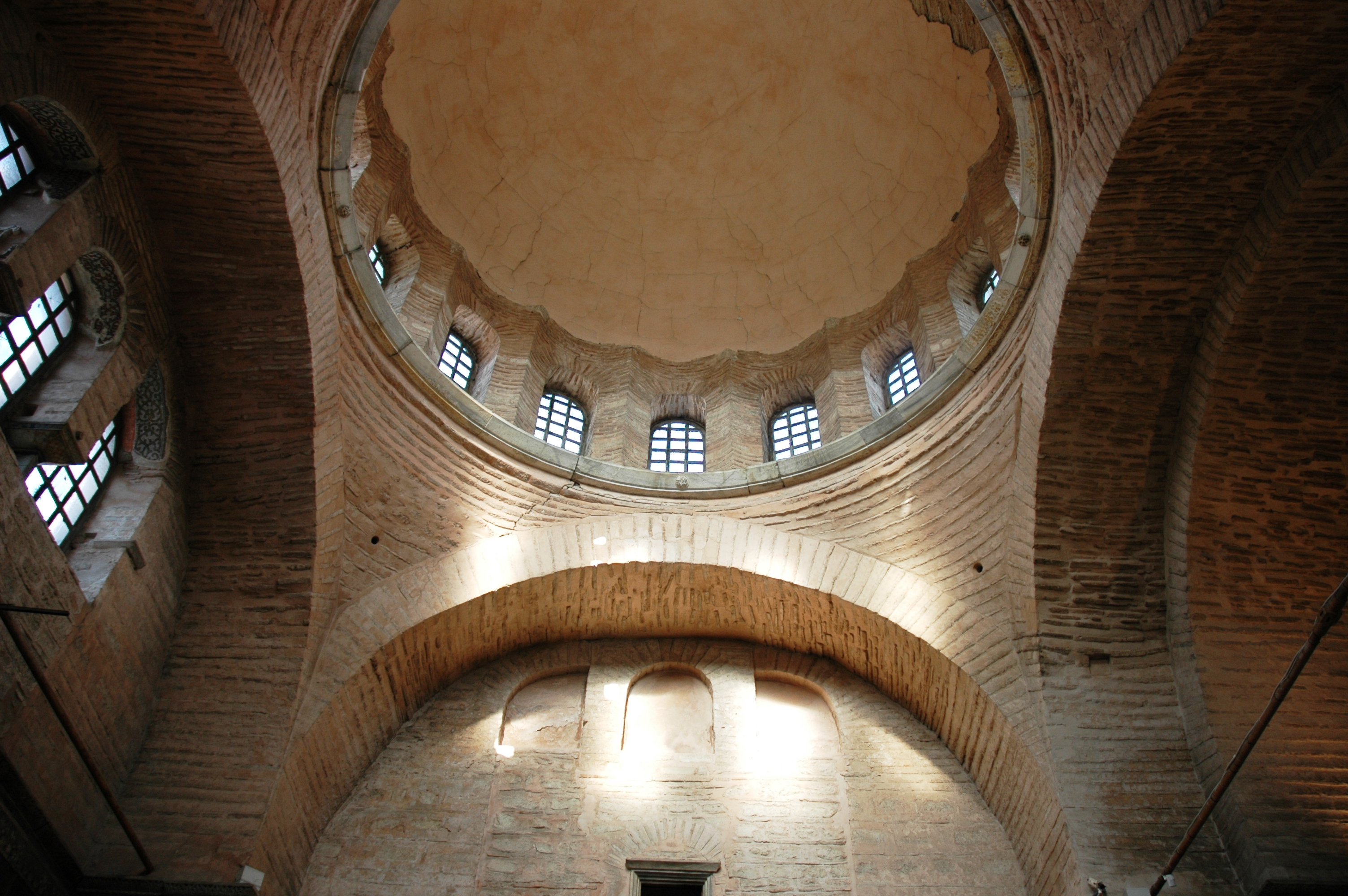
Своды монастыря Хоры

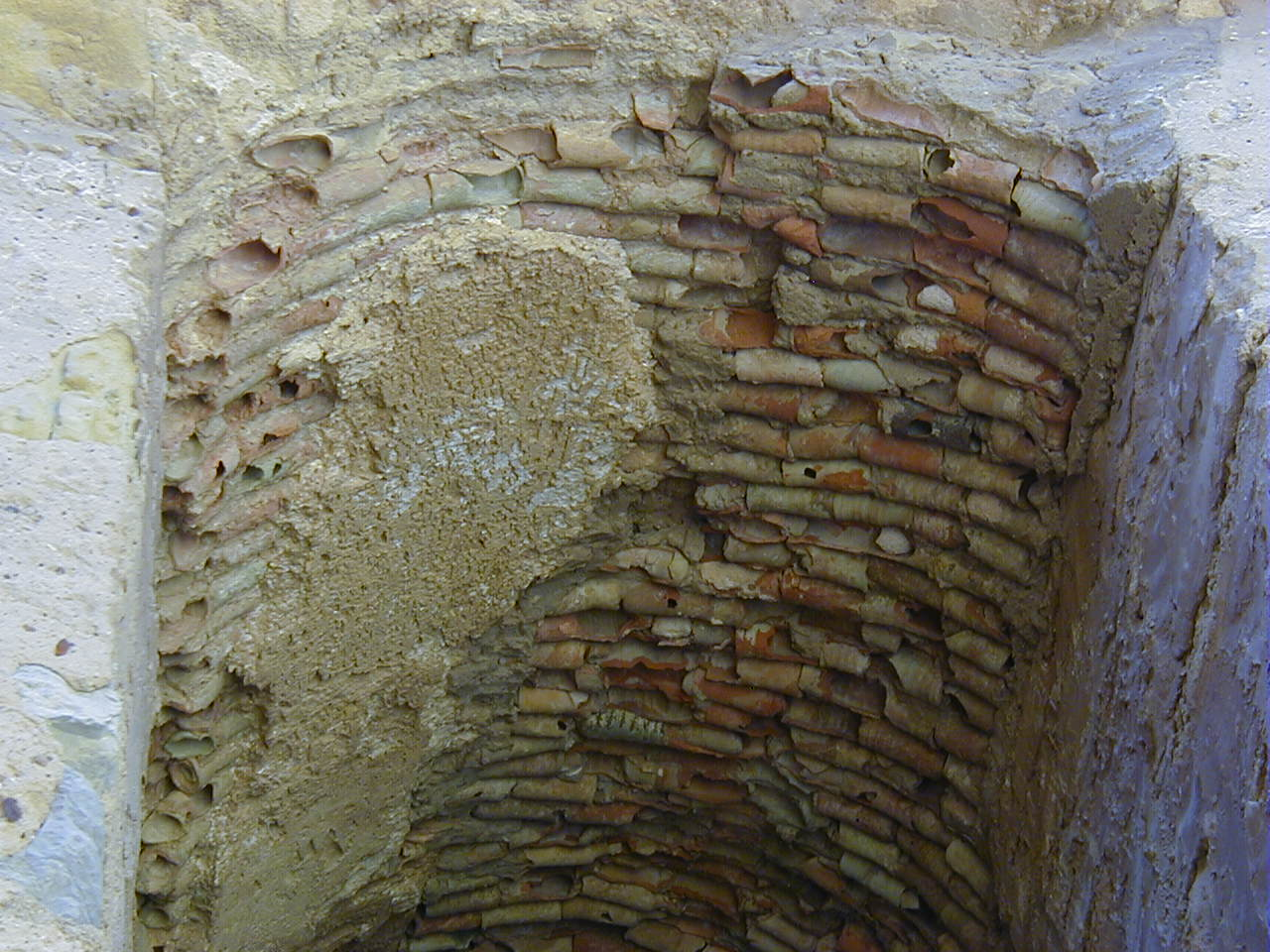
Терракотовые трубки (tubi fittili) свода мартириума Дамус Эль Карита

Конструирование сводов является одним из важнейших аспектов византийской архитектуры. Разнообразные типы каменных сводов обнаруживаются по всей территории Римской империи начиная с I века до н. э. Бетон, достаточно крепкий для строительства куполов, в Малой Азии не был доступен, поэтому на востоке развивалась позаимствованная в Месопотамии и Египте технология кирпичной кладки сводов. О строительстве массивных кирпичных куполов на круглом или многогранном основании стало известно примерно с первой половины IV века в Константинополе (императорская усыпальница, ротонды Мирелейона и Ипподрома) и Антиохии (восьмиугольный Золотой храм, шестиугольный дворец). Небольшие кирпичные купола начала V века сохранились в помещениях башен столичных стен. Наряду с гладкими внутри куполами, существовала технология многолопастных («тыквообразных») куполов, примеры которых обнаруживаются в римских сооружениях начиная со II века. В византийскую эпоху примером такого рода является купол собора Сергия и Вакха. В эпоху Юстиниана I строители стали реже использовать сложные технологии, избегали «тыквообразных» и других типов сводов сложной кривизны, предпочитая цилиндрические и крестово-купольные. С утратой на рубеже IV—V веков технологии изготовления монолитных куполов делали из трубок уже не только каркас купола, но складывали его целиком. Как было выявлено в ходе реставрации, 16-метровый купол базилики Сан-Витале в Равенне имеет форму усечённого конуса и образован концентрическими кольцами трубок.
Основной строительной проблемой купольной архитектуры является укрепление купола на квадратном основании. Если взять параллелепипед и покрыть его куполом в виде сферического сегмента, то купол будет подпираться только четырьмя точками вертикальных стен, и внутри сооружения образуются впалые углы, вредящие впечатлению лёгкости и гармоничности сооружения. Решением византийских зодчих стало срезание углов параллелепипеда таким образом, что верхние части его стен приняли дугообразную форму; купол стал покоиться на вершинах этих четырёх дуг и связываться с нижней частью сооружения сферическими треугольными поверхностями, лежащими между этими дугами и похожими на надутые снизу треугольные паруса. Альтернативой было использование тромпов, сглаживающих углы квадратного подкупольного зала. Попыткам реконструкции стоящей за строительством византийских сводов теории посвящена обширная литература. Классические работы в этой области принадлежат Огюсту Шуази (1883) и Брайану Уорд-Перкинсу (1958).
Альтернативой тяжёлым монолитным и кирпичным купольным конструкциям было использование лёгких керамических каркасов. Возможно, они были изобретены в Карфагене, не имевшем доступа к качественным и лёгким сортам бетона, а также не имевшего достаточно леса для возведения опалубки, необходимой для поддержания тяжёлых куполов. Бетонные своды облегчались керамическими трубками, смонтированными в каркас. Конструктивным элементам могли выступать обычные амфоры подходящего размера или специальные пустотелые изделия, заострённые с одного конца и открытые с другого. После построения каркаса из трубок свод выкладывался из бетона и штукатурился снизу известковым раствором. Дискуссионным является вопрос о материале купола собора Святой Софии. В ранней литературе часто указывалось, что там использовались специальные лёгкие глиняные сосуды с острыми концами, и каждый раз, когда купол разрушался из-за землетрясений, он восстанавливался в той же технике. Согласно другим данным, купол собора сложен целиком из кирпича.
Купола ранних купольных храмов и средневизантийских крестово-купольных построек различались как визуально, так и символически. Если в первое время византийский купол имел довольно плоскую форму, то потом — более возвышенную, опираясь на цилиндрический барабан (тамбур). Купол собора Святой Софии благодаря своей плоской форме (которая первоначально, до падения в результате землетрясения, была ещё более плоской) и огромному размеру, перекрывающему бо́льшую часть внутреннего пространства, являлся наглядным образом небесного свода. Позднейшие византийские купола значительно меньше и производит совершенно иное, более абстрактное, впечатление, дополняемое наносимым на внутреннюю поверхность барабана образом Христа, смотрящего сверху на молящихся. Высокий барабан имел и самостоятельное значение, выделяя снаружи культовое здание.

Основные типы византийских сводов
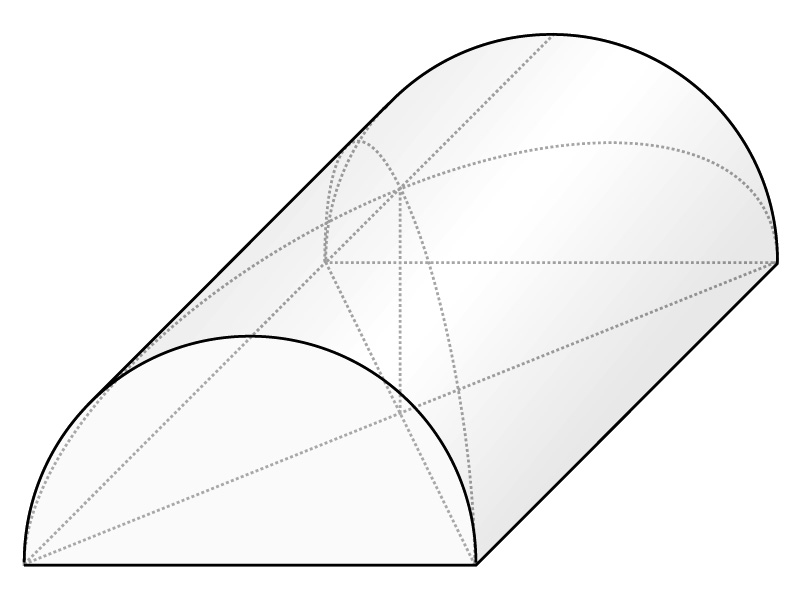
Цилиндрический свод
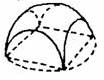
Парусный свод
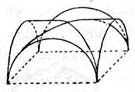
Крестовый свод
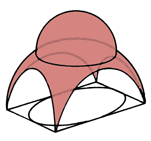
Купол на парусах
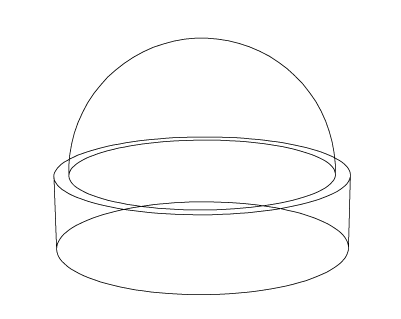
Купол на ротонде
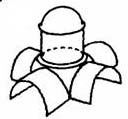
Крестово-купольный свод[англ.]

### Фасады и декоративные элементы

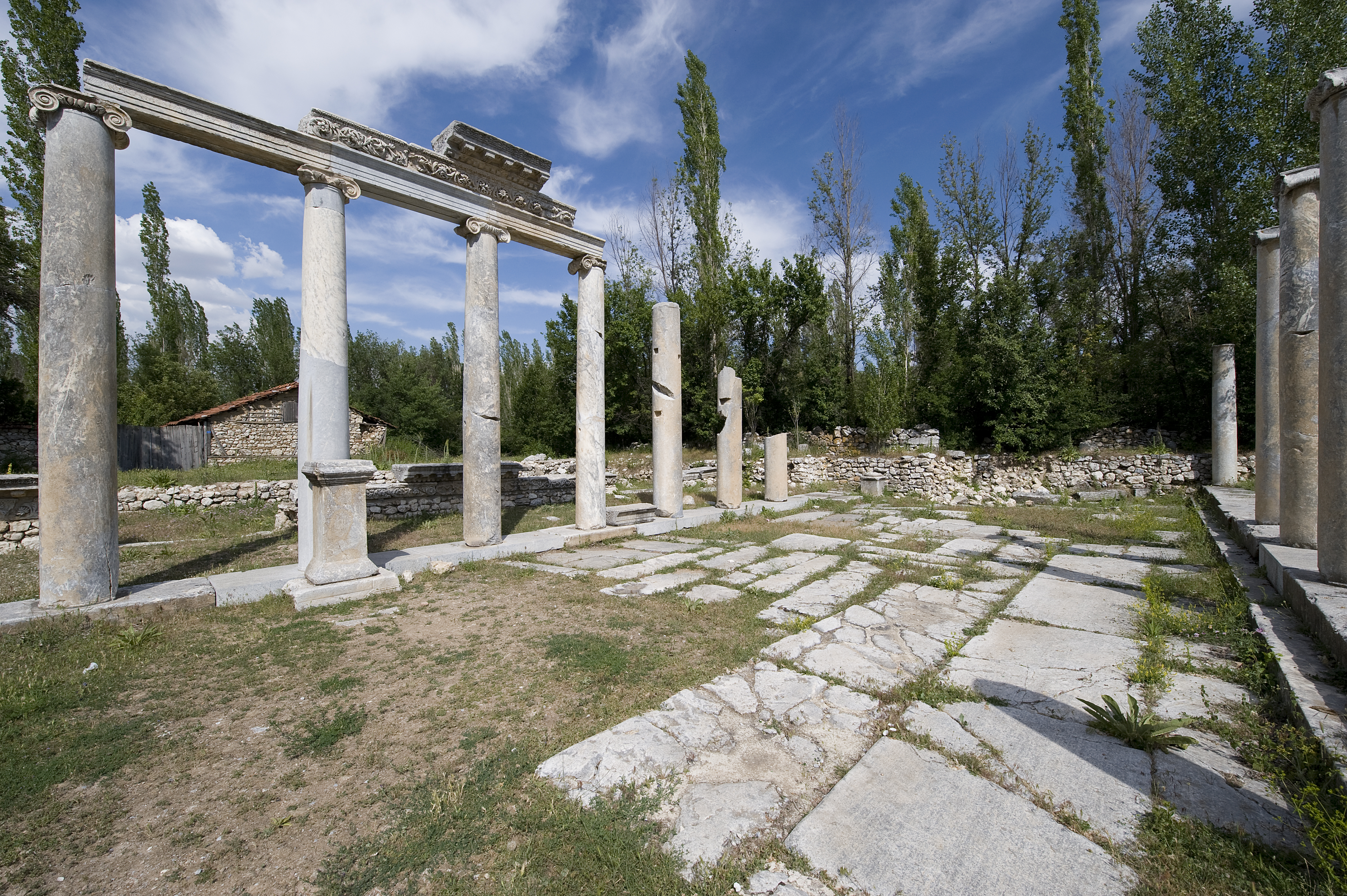
Колонны ионического ордера без базы были в царствование Феодосия II изъяты из храма Артемиды и использованы для строительства колоннады в Эзанах

Внутренность здания не отличалась богатством и сложностью архитектурных деталей, но зато его стены облицовывались снизу дорогими сортами мрамора, а вверху, точно так же, как и своды, обильно украшались позолотой, мозаичными изображениями на золотом фоне или фресковой живописью. К числу лучших образцов принадлежат фрески церквей в районе Троодос на Кипре. Во многих церквях, преобразованных за время османского владычества в мечети, росписи были утрачены. Фасады византийских церквей, как правило, выглядят очень скромно. Не имеют архитектурной обработки стены храма Святой Софии, хотя и сильно расчленены пилястрами стены церкви Святых Сергия и Вакха. То же верно и для многих церквей более поздних периодов, покрытых снаружи одноцветной штукатуркой. Дискуссионным является вопрос, были ли такими стены изначально или приобрели свой нынешний вид в ходе разрушительных реставраций и ремонтов прошлого. Исследования затрудняют недолговечность использованных материалов и скудость описаний экстерьеров построек в нарративных источниках.
Наиболее хорошо изучена византийская архитектурная пластика, прежде всего капители. На протяжении IV века резьба по камню находилась в упадке, и добыча популярного ранее проконнесского мрамора была заброшена. В царствование Феодосия I лидерство перешло к провинциальным каменоломням и мастерским, например, малоазийскому Докимиуму. В VI веке восстановилось производство на Проконнесе, и стандартными стали константинопольские типы капителей. Стилистически орнаменты эволюционировали в направлении более чётко очерченных форм, подчёркнутого контраста света и тени, абстрактного рисунка. Традиционно такие капители называются «феодосийскими». Во второй половине V века появился необычный орнамент в виде развевающихся на ветру листьев аканта. В то же время развивалось большое число провинциальных стилей во всех частях империи. В связи с уменьшением финансирования в средний период церкви уменьшились, а потребности в архитектурной скульптуре удовлетворялись за счёт переделки изделий предшествующих эпох. Стилистическое развитие прекратилось, и произведения позднего периода сложно отличить от ранних образцов. Капители колонн в византийской архитектуре в большинстве случаев лишились абаки и приняли оригинальную форму усеченной четырёхгранной пирамиды, обращённой меньшим основанием вниз и покрытой неособенно выпуклой орнаментацией, мотивы которой составляют акантовые листья и другие прифантазированные формы растительного царства; нередко этот орнамент был обведён по рёбрам пирамиды узорным бордюром. Капители классифицируют по их типу и орнаменту. С VI века стандартными стали различные варианты капителей с импостом. Широкое разнообразие орнаментов, с одной стороны, и отход от классических требований архитектурного ордера, отказ от энтазиса и каннелюры, с другой, В. М. Полевой объясняет возвращением колоннам их прямой служебной функции в купольных храмовых постройках.
До конца XIII века поверхность стен обычно оставалась недекорированной, изредка в них включались пилястры и глухие арки. С X века фиксируется использование кирпичных орнаментов, часто в форме креста, греческих или псевдо-куфических букв. Кирпичные орнаменты считаются одной из отличительных особенностей византийской архитектуры. Орнаментальные мотивы различны в разных регионах и позволяют идентифицировать не только архитектурные традиции, но даже отдельные мастерские.

Примеры византийских капителей
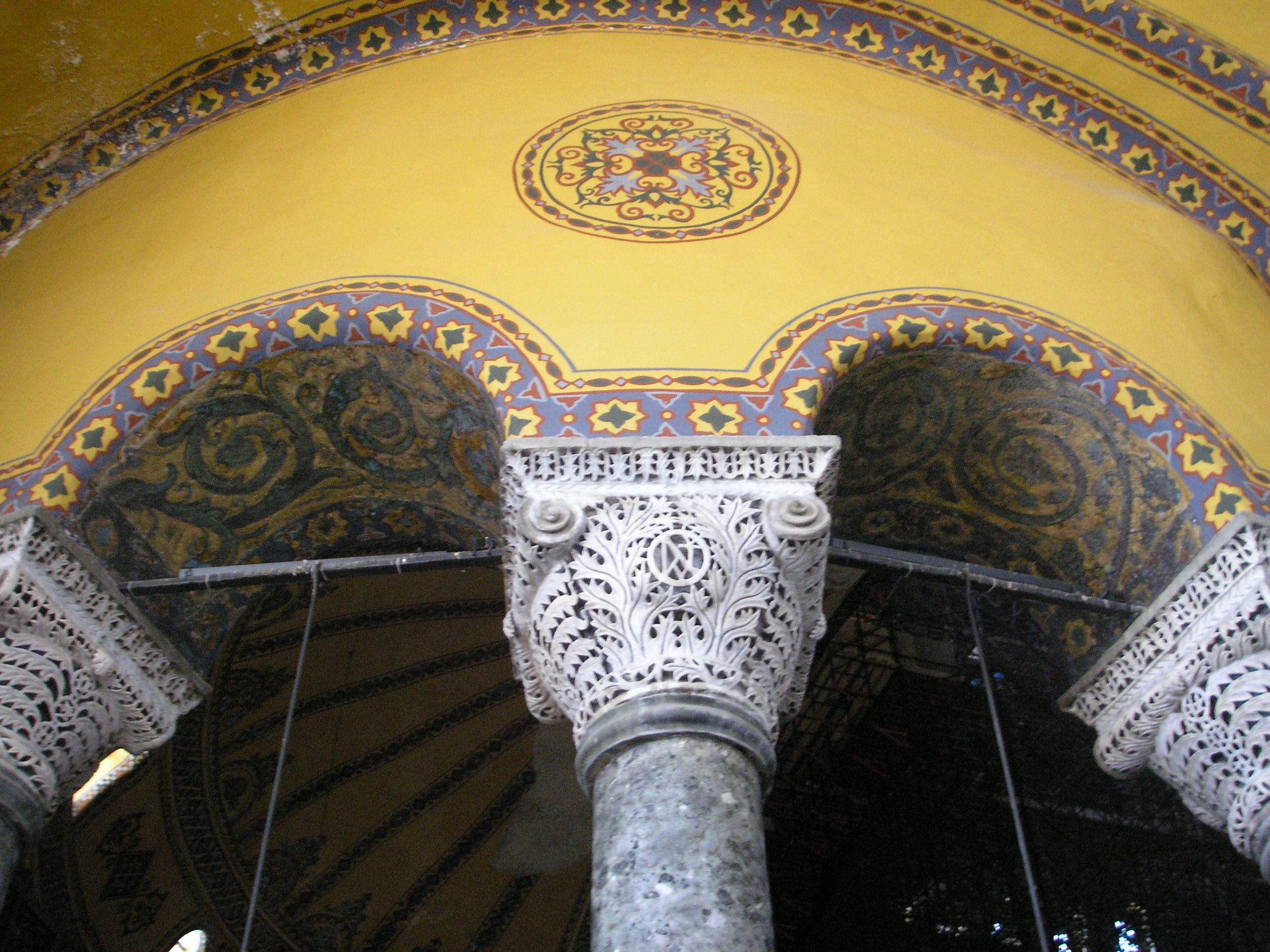
Чашеобразная капитель с монограммой, собор Святой Софии
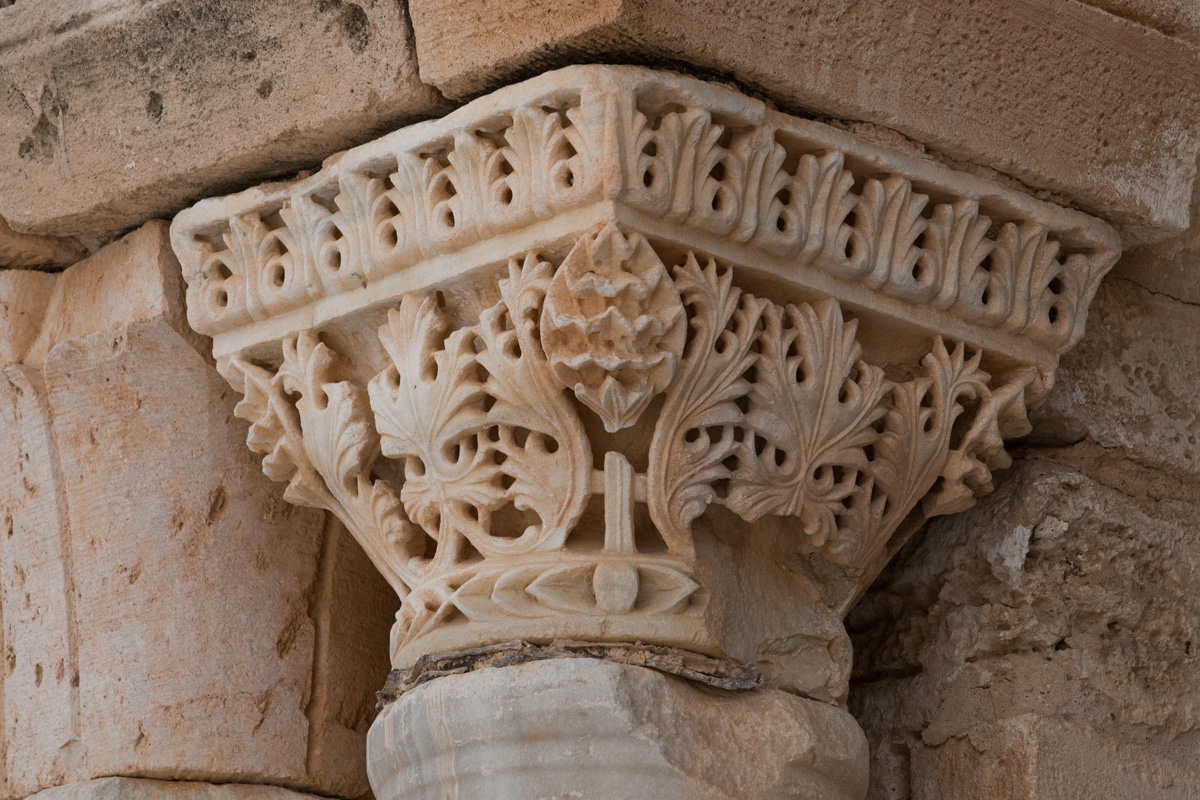
Орнамент из виноградных листьев и шишек, мечеть Укба
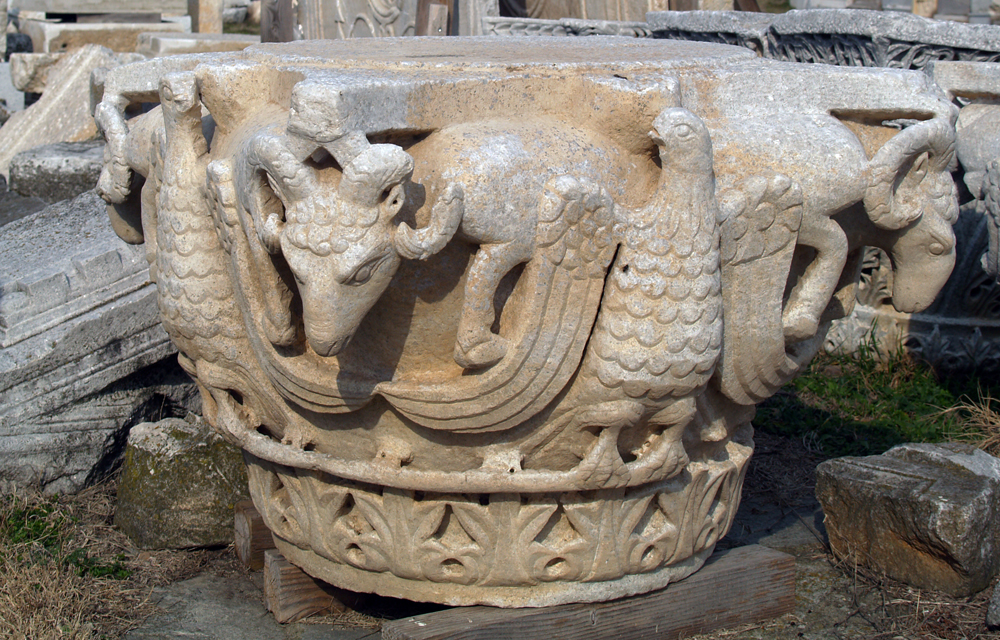
Двухзональная капитель из Филипп
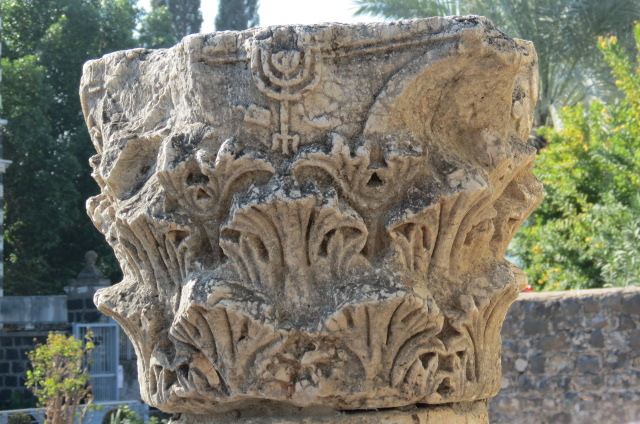
Капитель с менорой из синагоги Капернаума
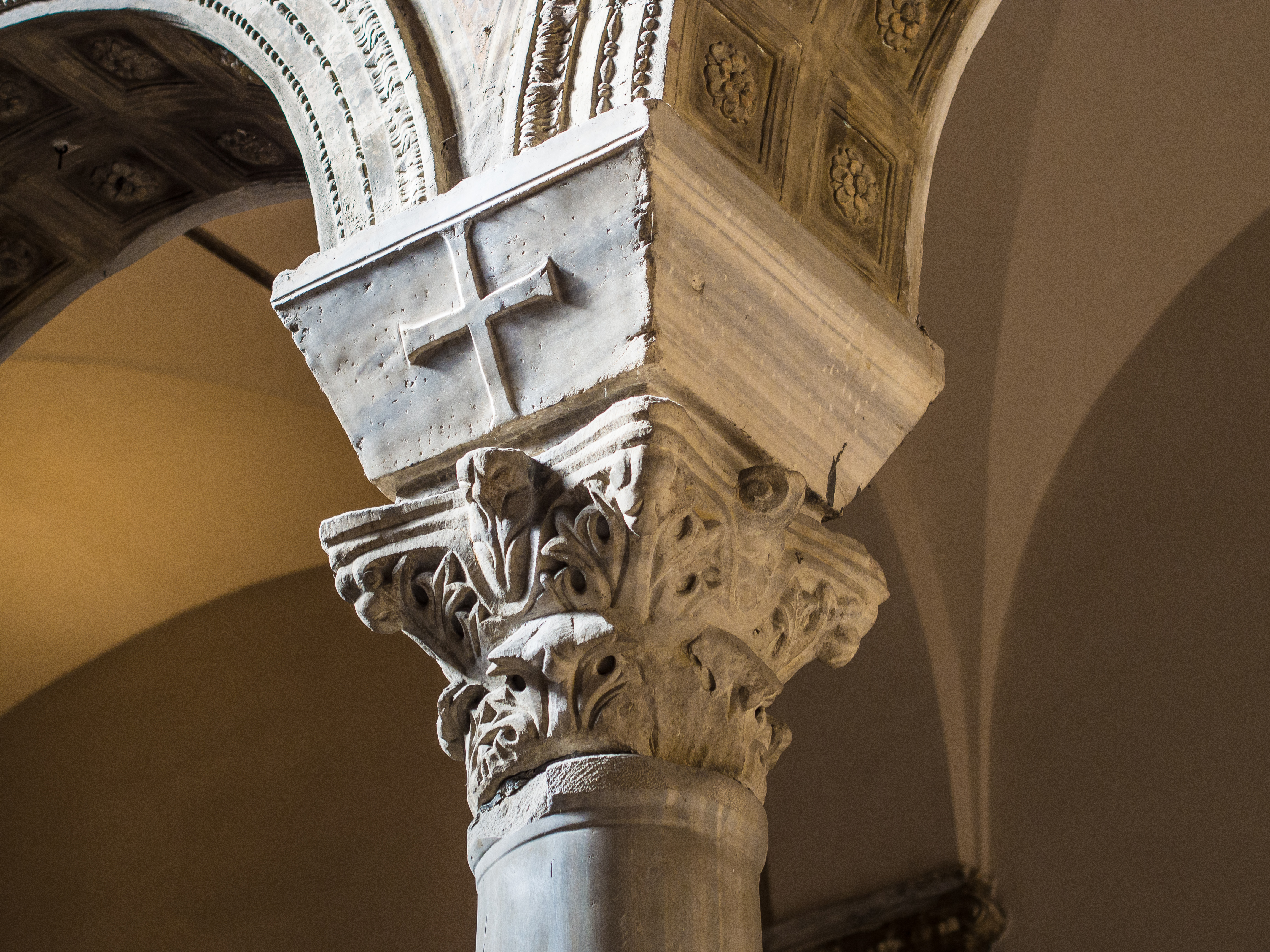
Капитель базилики Сант-Аполлинаре-Нуово в Равенне
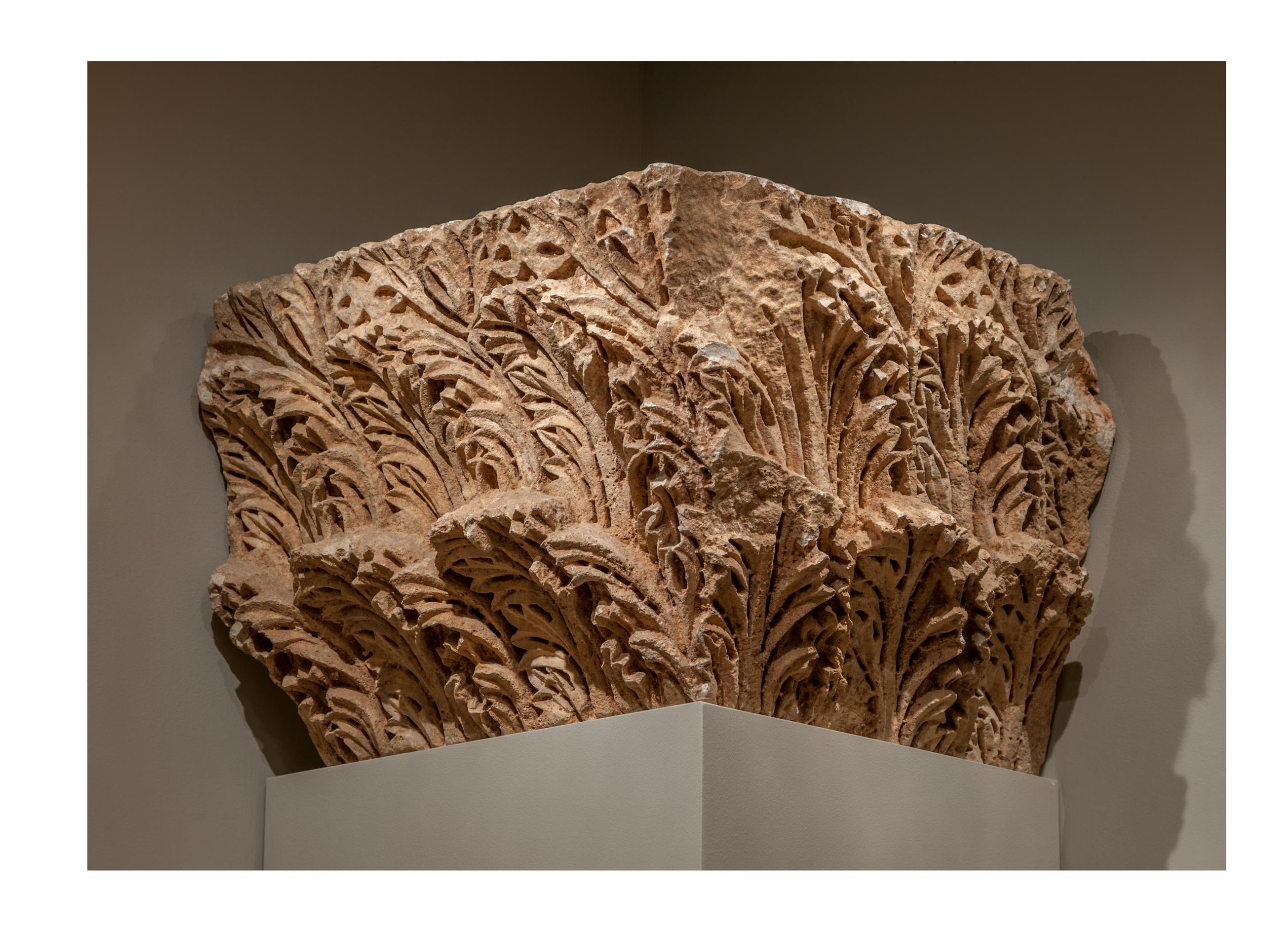
Орнамент в виде развевающихся на ветру листьев аканта, Северная Сирия

## Архитекторы и строители

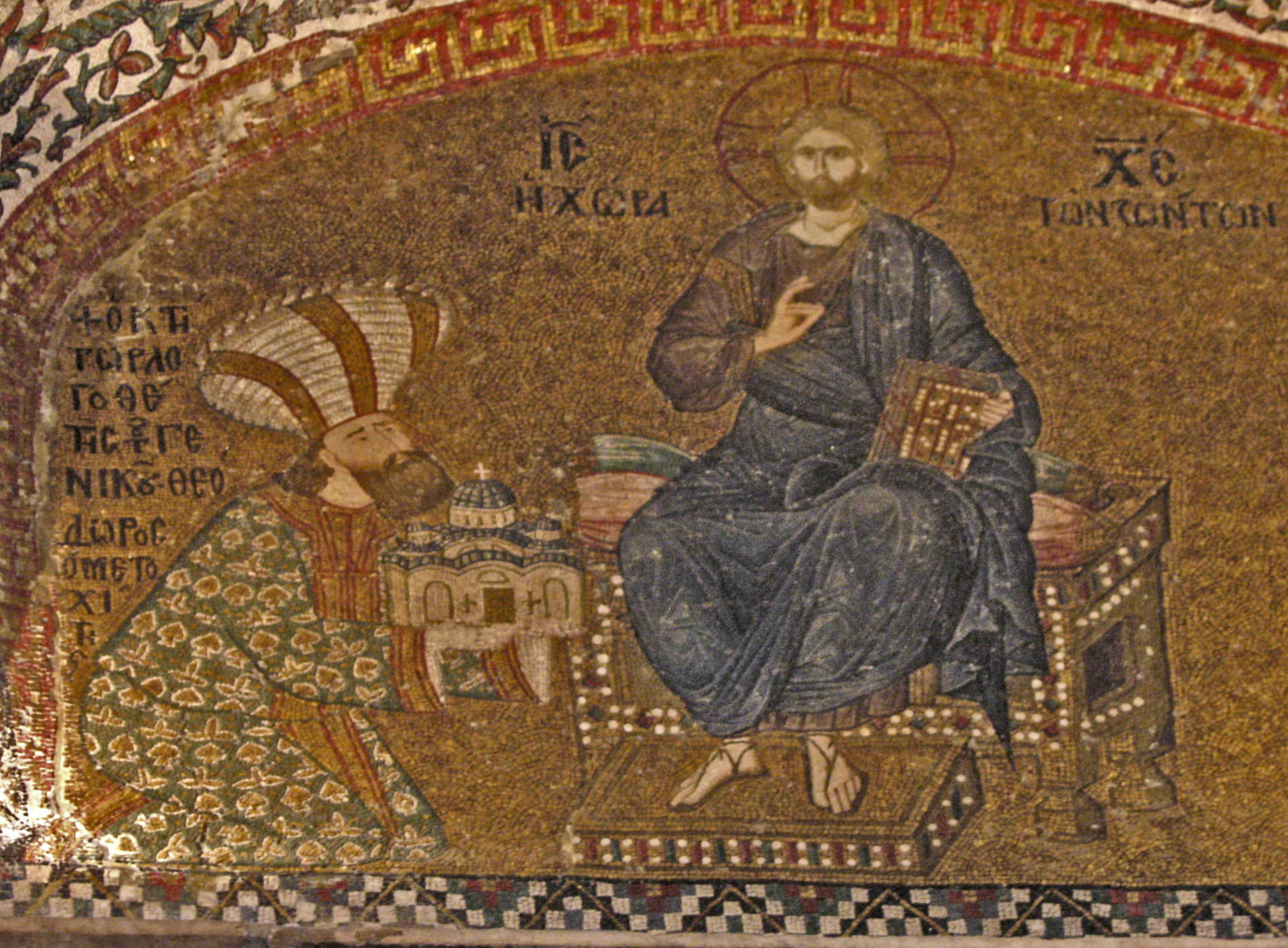
Феодор Метохит, подносящий в дар Христу обновлённый на его средства храм монастыря в Хоре

Ни одного архитектурного руководства византийской эпохи не сохранилось, и считается, что византийцы следовали указаниям античных авторов. Согласно принципам, сформулированным во второй половин I века до н. э. Витрувием, различались практический (fabrica) и теоретический (ratiocinatio) аспекты архитектурной деятельности, а архитектором следует признавать того, кто хорошо подготовлен в них обоих. Согласно американскому историку Гленвиллу Дауни, такое понимание сохранялось в Византии до конца VI века. Благодаря Прокопию Кесарийскому, описавшему строительную деятельность императора Юстиниана I в своём трактате «О постройках», по имени известны пять ранневизантийских «меканикосов» (др.-греч. μηχανικός). Среди них строители Софийского собора Анфимий из Тралл и Исидор Милетский и строитель дамбы в Даре Хрис Александрийский (De Aed., II.III). Возможно, «меканикосы» были, скорее, теоретиками архитектуры, что подтверждается сведениями об Анфимии и Исидоре как крупных учёных — об Исидоре известно, что она написал комментарий к трактату Герона о конструкции сводов. Ещё один термин, встречающийся у Прокопия применительно к строителям, др.-греч. ἀρχιτέκτων, по мнению Дауни, означает не получившего полного образования специалиста, мастера-строителя. Оба термина после VI выходят из употребления. Строителей более поздних эпох называли словами ойкодомос, строитель, и протомайстор, глава строительной артели или цеха. Ойкодомосом (οἰκοδόμος) называли строителя, как правило, без образования в качестве механика или архитектора. Существовали обозначения для квалифицированных и неквалифицированных рабочих, работающих в строительных эргастириях. В источниках также упоминаются подмастерья (μίσθιος). Более, чем непосредственным участникам, письменные источники уделяют внимание заказчикам строительства. Общим местом в византийской литературе является мысль о том, что архитектурное произведение должно отражать достоинства своего покровителя: его благочестие, величие и щедрость. Помимо чести быть запечатлённым в экфрасисе, покровитель строительства церкви или монастыря имел специальный правовой статус ктитора. В средний и поздний периоды источники уделяют внимание только заказчикам зданий или, в случае храмов и монастырей, связанным с ними святым. Социальный статус непосредственных участников строительства больше не считался высоким.

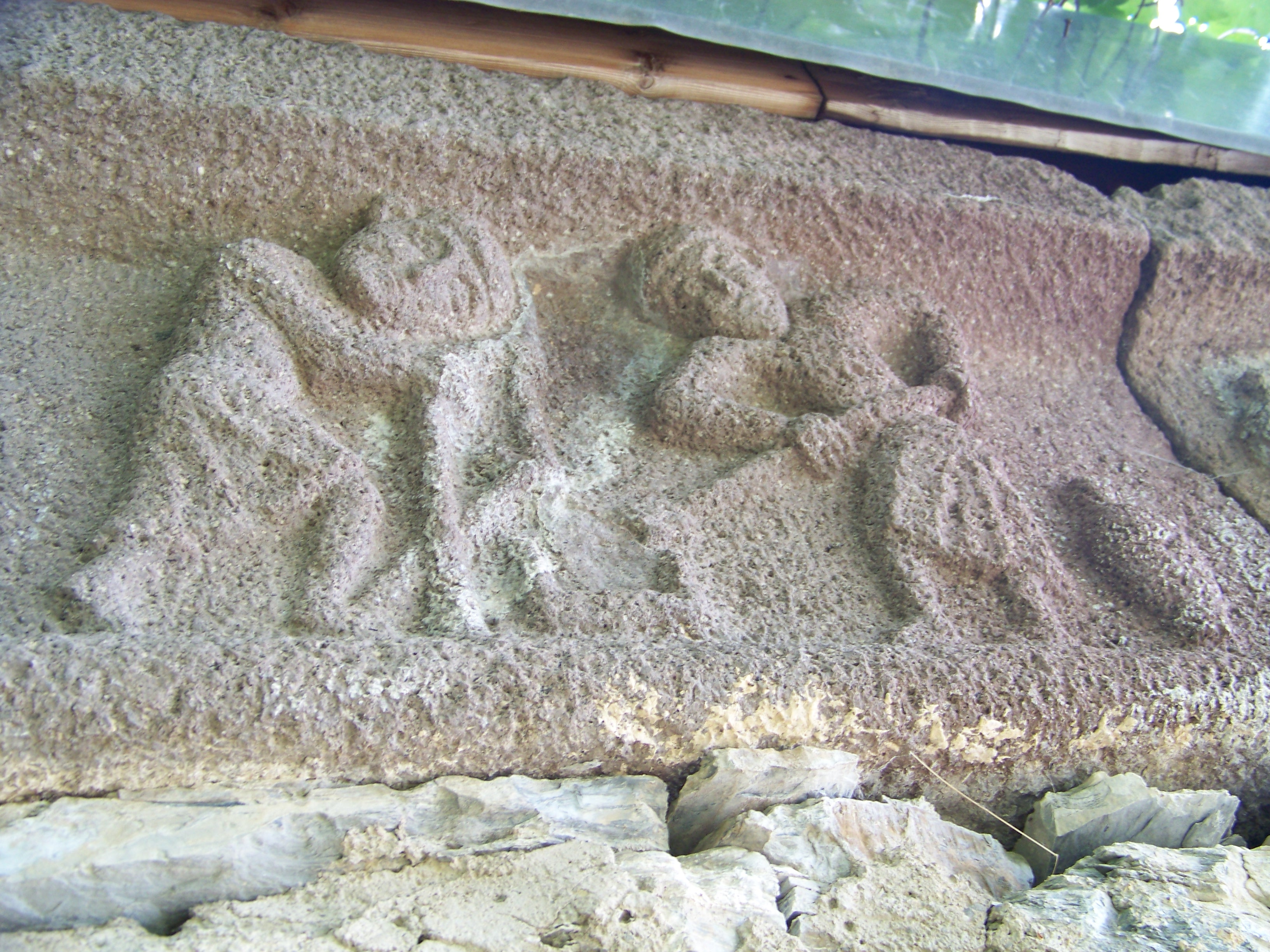
Двое рабочих готовят строительный раствор. Фрагмент рельефа церкви Корого, Грузия

Ни об одном человеке, которого можно было бы назвать «архитектором», после «Тёмных веков» не известно. Согласно теории американского историка архитектуры Р. Оустерхаута (Robert G. Ousterhout), этап планирования не выделялся и происходил одновременно со строительством. Спонтанностью архитектурных решений, а также вмешательством заказчика, по его мнению, можно объяснить многочисленные оригинальные нововведения Неа-Мони. Признавая справедливость замечаний Оустерхаута, Х. Бурас отмечает, что причина суждения об утрате оригинальности византийской архитектуры в средний период кроется в использовании типологической методологии и слабой изученности светских памятников. В качестве иных, непродиктованных практическими нуждами строительства источников нововведений Бурас называет потребность в новых функциях зданий, их масштабирование, утрату технических компетенций строителями и изменение эстетических предпочтений.
Мало известно об организациях строителей. В основном источнике по регулированию ремесленных и торговых корпораций, «Книге эпарха» (X век), о строителях говорится в последней, XXII главе («О лицах, берущих на себя выполнение работы, то есть о столярах, лепщиках по гипсу, работниках по мрамору, слесарях, малярах и остальных»).
Те, кто возводит стены, внутренние арки или камары, должны использовать все меры предосторожности и всю свою опытность, чтобы фундамент не оказался непрочным или чтобы постройка не получилась кривобокой или с неравными сторонами. Если здание обрушится в течение десяти лет не вследствие Господнего гнева, то строитель должен восстановить это здание на собственные средства, причём если работа была крупная, превышающая по своей стоимости одну литру золота, то подрядчик, строивший здание вместе со своими товарищами, должен строить бесплатно, а работодатель должен давать материал. Что же касается глиняных строений, то они должны сохраняться шесть лет, и если в течение шести лет вследствие неопытности работника здание развалится, строитель должен его восстановить бесплатно. Подобным же образом надлежит поступать и со всеми прочими лицами, берущими заказ на работу. Если же кто нарушит эти правила, он будет побит, острижен и подвергнут изгнанию.Византийская книга эпарха. М.: Изд-во восточной литературы, 1962. Перевод М. Я. Сюзюмова
Аутентичных архитектурных чертежей византийских сооружений не сохранилось, и о первоначальном их состоянии и производимом ими впечатлении можно судить только на основании живописных изображений и литературных описаний (экфрасисов). В отдельных случаях таких описания довольно подробны, как, например, написанный императором Константином VII Багрянородным экфрасис Неа Экклесиа. В других случаях было показано, что авторы экфрасисов в полной мере разделяли свойственный византийской литературе риторизм и пренебрежение к фактам, нередко заимствуя для своих описаний наработки предшественников. Ценными источниками также являются юридические документы (завещания, хартии монастырей, различные описи).

## Влияние

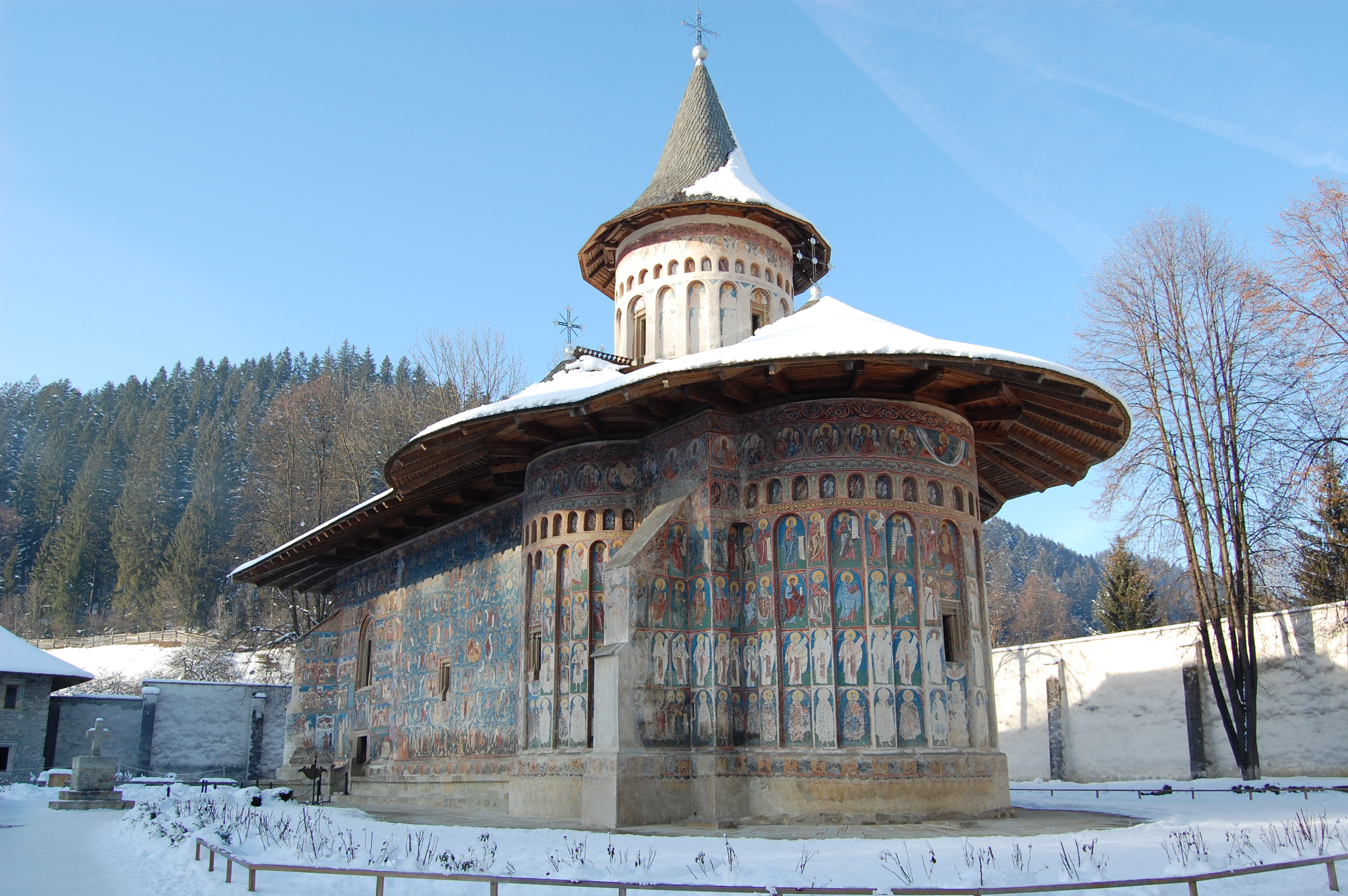
Церковь Георгия Победоносца в монастыре Воронец, Румыния

Согласно сложившемуся в эпоху Просвещения и неоднократно повторявшемуся в XIX веке мнению, венецианская до-готическая архитектура, светская и духовная, находилась под сильнейшим византийским влиянием. Доказательством тому, согласно Томмазо Теманца, Жану Батисту Серу Аженкуру, Джону Рёскину и другим, было сходство фасадов венецианских дворцов с изображениями на византийских фресках и миниатюрах. В первой половине XX века стала преобладать теория об опосредованном византийском влиянии в Венеции через «экзархальную» архитектуру Равенны. Предлагались и более сложные цепочки передачи или имитации византийской архитектурной традиции. Связующим звеном между византийской и западноевропейской архитектурой Н. И. Брунов называет собор Святого Марка в Венеции (1063), чья композиция напоминает пятикупольную константинопольскую церковь Апостолов с добавлением крестово-купольной системы. Каждый из пяти куполов Сан Марко составляет центр крестово-купольной группы с четырьмя развитыми ветвями креста и угловыми помещениями между ними. Средний купол более высокий, и ему подчинены остальные, образуя в результате сложную, но уравновешенную и цельную группу. Пятинефный крестово-купольный Софийский собор в Киеве (1017—1037), который называют первым произведением русской архитектуры, согласно Брунову, заимствует черты построек больших византийских городов Малой Азии с типичным для «восточной» школы «усилением телесности в ущерб динамичности и дематериализации внутреннего пространства». Всего в русской архитектуре XI века известно пять пятинефных крестово-купольных зданий: три в Киеве, по одному в Полоцке и в Новгороде. Трёхнефная форма культового здания господствовала в русской монументальной архитектуре до конца XVII века. Из строительных технологий на Русь из Византии пришла поливная керамическая плитка. Хотя в самой Византии поливная керамика применялась для архитектурных деталей, капителей и карнизов, на Руси она использовалась для выстилки полов. Константинопольская техника кирпичной кладки со скрытым рядом была известна на Руси не позднее конца X века, в ней построена Десятинная церковь.
Концепция поствизантийского искусства (post-Byzantine art) является спорной, как и границы её применимости. Как правило, её распространяют на территорию всего православного мира, испытавшего культурное влияние Византии и сохранившего её культурные традиции. В балканских государствах, наряду с чертами византийского зодчества, храмы заимствовали мотивы из западноевропейской и османской архитектурных традиций. На находившемся под властью Венецианской республики Крите заметны признаки архитектуры Возрождения и барокко. В Румынию через Сербию и Валахию попал «афонский» триконх.
Византийская культура, охарактеризованная Вольтером как «ужасная и отвратительная», была отвергнута деятелями эпохи Просвещения и вновь открыта немецкими романтиками в 1810-х годах. В 1810 году немецкий архитектор Сюльпис Буассере идентифицировал романскую архитектуру прирейнских областей как «новогреческую» или «византийскую». Опираясь на его идеи, шесть лет спустя о византийском искусстве довольно благожелательно высказался Гёте. Широкий интерес культурной общественности привлекла утрата в результате пожара 15 июля 1823 года базилики IV века Сан-Паоло-фуори-ле-Мура, равно как и последовавшее за тем энергичное восстановление памятника. Благодаря посещению королём Людвигом Баварским Палатинской капеллы в Палермо была создана неовизантийская церковь Всех Святых в Мюнхенской резиденции (1827—1837), привлёкшая внимание европейских архитекторов. Руководствуясь скорее политическими, нежели эстетическими соображениями, родственник Людвига, король Пруссии Фридрих Вильгельм IV, решив принести Византию на немецкую землю, приказал построить ряд базилик в римском стиле. Среди них потсдамские церковь Спасителя в порту Закрова (1844) и Фриденскирхе (1848). Не меньшее значение для популяризации византийской архитектуры имел созданный по его поручению Вильгельмом Зальценбергером альбом Alt-christliche Baudenkmale von Constantinopel vom V. bis XII. Jahrhundert (1854). Во Франции «византийский» стиль приобрёл популярность благодаря литератору Людовику Вите и архитекторам Анри Лабрусту, Феликсу Дюбану, Жозефу-Луи Дюку и Леону Водуайе. Теорию Александра Лаборда и Феликса де Верней о происхождении французской архитектуры от византийской поддерживал Эжен Виолле-ле-Дюк.